# Wisła Kraków (piłka nożna)
Towarzystwo Sportowe Wisła Kraków Spółka Akcyjna – polski klub piłkarski z siedzibą w Krakowie, występujący od sezonu 2022/2023 w I lidze. Jest to jeden z najbardziej utytułowanych polskich klubów w historii.
Kontynuator tradycji piłkarskich wielosekcyjnego TS Wisła Kraków, założonego w 1906 roku przez profesora Tadeusza Łopuszańskiego, składającego się z uczniów II Cesarsko-Królewskiej Wyższej Szkoły Realnej w Krakowie. W grudniu 1997 roku wydzielono sekcję piłki nożnej mężczyzn, tworząc sportową spółkę akcyjną (SSA), która w 2007 roku przekształciła się w spółkę akcyjną. W swojej historii Wisła wywalczyła 13 tytułów mistrza Polski, 13 tytułów wicemistrza Polski, 5 Pucharów Polski, 1 Puchar Ligi Polskiej oraz 1 Superpuchar Polski.
Klub zajmuje 2. miejsce w tabeli wszech czasów Ekstraklasy. W rozgrywkach międzynarodowych Biała Gwiazda docierała do 1/4 finału Pucharu Europy Mistrzów Krajowych, 1/8 finału Pucharu UEFA oraz dwukrotnie do 1/8 finału Pucharu Zdobywców Pucharów.

## Historia

### Założenie i początki klubu
Wisła Kraków powstała w roku 1906 jako oficjalny klub sportowy będący kontynuatorem kółka sportowego II szkoły realnej w Krakowie założonego przez profesora Tadeusza Łopuszańskiego. Owe kółko zostało założone najprawdopodobniej na wiosnę 1906 roku, chociaż niektóre źródła mówią o wcześniejszym okresie, 1903-1905. Kółko zostało przekształcone w klub sportowy o nazwie Wisła najprawdopodobniej w lecie lub wczesną jesienią 1906 roku. Powyższe terminy ciężko określić co do dnia z powodu strat w dokumentacji klubowej w trakcie I i II wojny światowej.
Zmiana szkolnego kółka sportowego na oficjalny klub sportowy prawdopodobnie była związana z organizowanym w Krakowie w październiku 1906 roku Turniejem Jesiennym, który można uznać za pierwsze nieoficjalne Mistrzostwa Krakowa w piłkę nożną. Pierwszym prezesem nowopowstałego klubu został jego inicjator, czyli profesor Tadeusz Łopuszański. Nazwę dla klubu Wisła wymyślili uczniowie Łopuszańskiego w geście patriotyzmu jako nawiązanie do rzeki Wisły, która przepływała przez wszystkie trzy zabory okupowanej wówczas Polski. Pierwszym herbem klubu została natomiast czarna piłka przecięta na błękitno, co miało symbolizować ową rzekę z nazwy klubu.
Wedle różnych źródeł Wisła we wspomnianym turnieju zajęła trzecie, bądź czwarte miejsce. Najprawdopodobniej również podczas tego turnieju odbyły się pierwsze derby Krakowa pomiędzy Wisłą a Cracovią. Niestety brak na to dokumentacji dlatego też jako pierwsze oficjalnie spotkanie wspomnianych drużyn uznaje się spotkanie z 20 września 1908 roku.
W pierwszym historycznych składzie Wisły znajdowali się:
- Józef Szkolnikowski – bramkarz oraz kapitan drużyny
- Adam Różański – lewy obrońca
- Józef Osiński – prawy obrońca
- Teofil Sykała – lewy pomocnik
- Roman Billy – środkowy pomocnik
- Bogusław Andziel – prawy pomocnik
- Roman Wilczyński – lewy skrzydłowy
- Kazimierz Suski – lewy łącznik
- Kazimierz Wachowicz – prawy łącznik
- Wiktor Bobrowski – prawy skrzydłowy
- Adam Cerner – napastnik

Na rezerwie natomiast zasiadli również (pozycje nieznane):
- Banjamin Arner
- Feliks Tarnowski
- Witold Wańkowicz
- Leon Winiarski[11]

Jesienią 1907 roku doszło do połączenia dwóch krakowskich klubów: Wisły oraz tzw. drużyny Jenkera, nazywanej również po prostu Czerwoni Kraków. Do fuzji doszło z inicjatywy prezesa Wisły profesora Tadeusza Łopuszańskiego, który nie chcąc, żeby Wisła podzieliła los wielu klubów opartych na uczniach szkół. Kluby te, z racji bycia zakładanymi przez starsze roczniki, po kilku miesiącach były rozwiązywane z powodu ukończenia przez większość zawodników szkoły, na której oparty był klub. W przypadku Wisły, która była oparta na uczniach II szkoły realnej w Krakowie, dla których dalszym krokiem edukacyjnym była Politechnika Lwowska taki scenariusz był bardzo realny. Łopuszański, nie chcąc, by jego klub upadł, zaczął dbać o to, żeby pozyskiwać piłkarzy z innych klubów, finalnie łącząc się z innym niezależnym klubem.
Formalnie klub Czerwoni Kraków przestał istnieć, a jego zawodnicy przeszli w całości do Wisły Kraków. Jednak, żeby zachować równość w fuzji klubów, Wisła przyjęła czerwone koszulki z dwoma, błękitnymi gwiazdami (obecnie symbol znany jako jedna, pięcioramienna, biała gwiazda) jako swoje barwy, które zostały z nią do dziś.
W następnych latach Wisła, podobnie jak inne polskie kluby angażowała się w założenie niezależnego od zaborców polskiego związku piłkarskiego. Jednym z symboli tej walki była zmiana błękitnej gwiazdy występującej na koszulkach piłkarzy na białą, żeby barwy klubu symbolizowały biało-czerwone narodowe, polskie barwy.
W 1912 roku Wisła po raz pierwszy wzięła udział w oficjalnych zatwierdzonych przez FIFę polskich rozgrywkach piłkarskich. Były nimi zapasy kwalifikacyjne o I klasę, w których drużyny sklasyfikowane jako II-klasowe walczyły o podniesienie rangi do I-klasy i występ w przyszłorocznych Mistrzostwach Galicji. Rozgrywek nie dokończono, a wyniki zostały anulowane. Wisła pomimo liderowania w tabeli rozgrywek w momencie ich przerwania dopiero decyzją związku została awansowana do rangi I-klasy i zapewniła sobie grę w pierwszych, historycznych Mistrzostwach Galicji w 1913 roku.

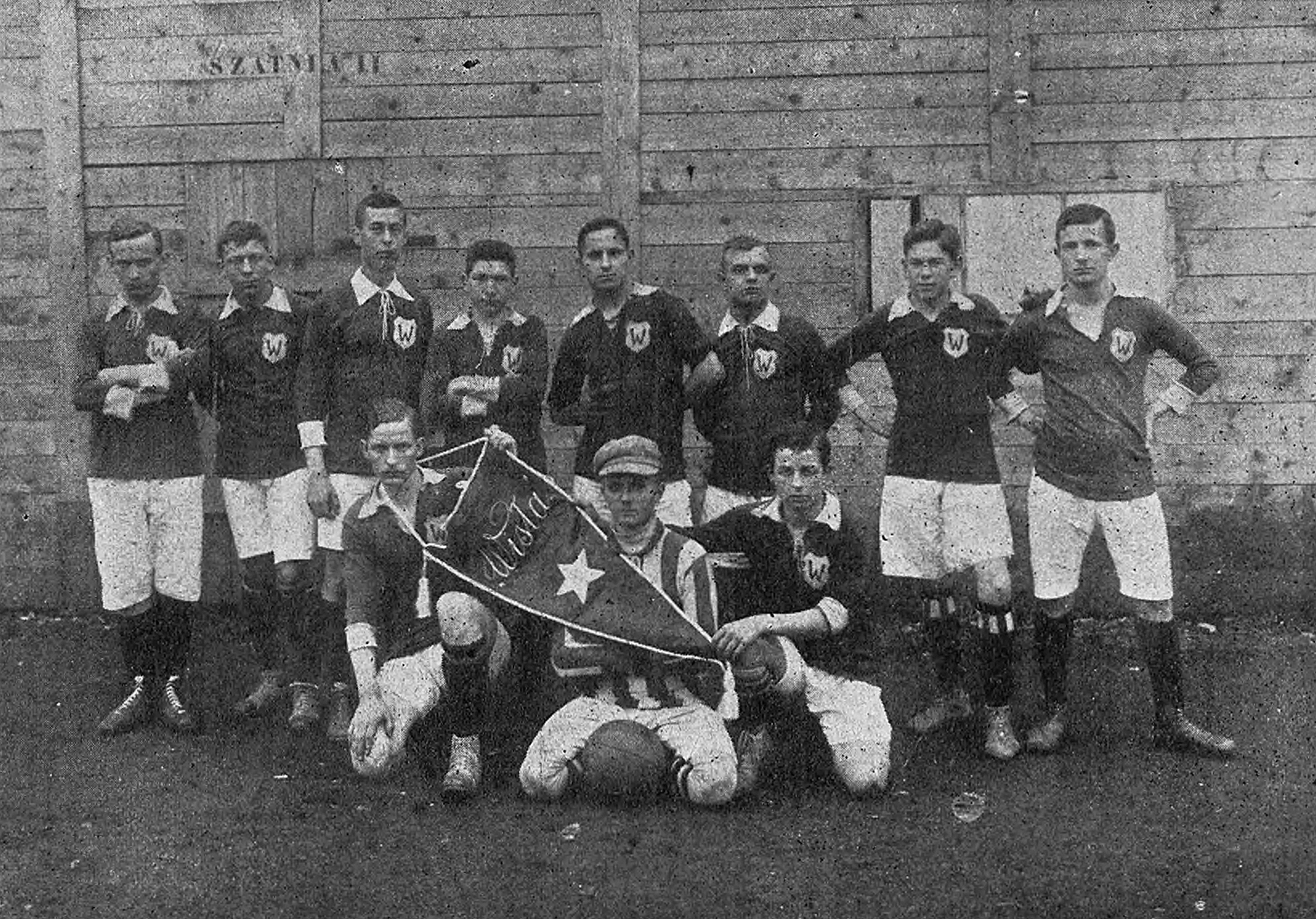
Drużyna Wisły w listopadzie 1913

W 1913 Wisła zagrała we wspomnianych wyżej Mistrzostwach Galicji. Jej rywalami była Cracovia oraz Pogoń Lwów. Rozgrywki wygrała Cracovia, natomiast Wisła zdobyła tytuł wicemistrzowski.
5 kwietnia 1914 roku Wisła otwiera swój pierwszy stadion umiejscowiony na krakowskich Oleandrach. W sierpniu tego samego roku klub użyczy terenu Józefowi Piłsudskiemu i jego nowo sformowanej Pierwszej Kompanii Kadrowej skąd wyruszą walczyć o polską niepodległość.
17 maja 1914 roku w drużynie Wisły zadebiutował Henryk Reyman. Jedna z największych legend klubu, patron aktualnego stadionu Białej Gwiazdy oraz twórca ikonicznej wypowiedzi, która stała się mottem klubu Nikt nie wymaga od was samych zwycięstw. Czasem i przegrać przychodzi. Ale każdy ma prawo żądać od was ambitnej i nieustępliwej walki. Nie dopuśćcie do tego, aby ludzie uznali was za niegodnych... podania ręki. Cytat został wypowiedziany podczas derbowego spotkania z Cracovią 3 maja 1925 roku, kiedy do przerwy Wiślacy przegrywali 1:5. Wypowiedź stała się ikoniczna nie tylko z powodu samej jej treści, ale również z działania motywacyjnego na słyszących ją piłkarzy, którzy w drugiej połowie doprowadzili wynik spotkania do remisu 5:5.
W 1914 roku Wisła po raz drugi wzięła udział w Mistrzostwach Galicji. Zaliczyła jednak słabe wyniki, przegrywając oba rozegrane spotkania i plasując się na ostatnim miejscu tabeli. Rozgrywki zostały zawieszone i nigdy niedokończone z powodu wybuchu I wojny światowej. Z tego też powodu Towarzystwo Sportowe Wisła Kraków zawiesiło swoją działalność.

### Kwestia starszeństwa
Istnieje spór o to, który z klubów - Wisła czy Cracovia - jest najstarszym polskim klubem. Różnica w czasie ich powstania jest prawdopodobnie minimalna i wynosi kilka tygodni. 
Tradycyjnie za starszą uchodzi Cracovia, jednak szereg dokumentów i relacji źródłowych sugeruje, że założenie Wisły mogło nastąpić wcześniej. Kluczowa jest tu relacja Romana Wilczyńskiego, według której drużyna Wisły powstała wiosną 1906 roku z inicjatywy uczniów krakowskiej Szkoły Realnej, a sama nazwa „Wisła” miała zostać przyjęta już w tym okresie, a nie - latem czy wczesną jesienią 1906. Co więcej, jubileusze obchodzone przez klub w okresie międzywojennym – w tym 15-lecie w 1921 roku – również wskazują na rok 1906 jako moment założenia. W przypadku Cracovii, najczęściej przywoływanym dowodem jest ogłoszenie w „Nowej Reformie” z 13 czerwca 1906 roku, dotyczące spotkania „Akademickiego Klubu Footballistów”, bez wymienionej nazwy Cracovia, która zaczęła pojawiać się w źródłach dopiero kilka miesięcy później, 20 października 1906.
Zwolennicy tezy o starszeństwie Wisły, nie Cracovii, powołują się także na źródła wskazujące rok 1907 jako rok powstania tego drugiego klubu. Datę tę (1907) podaje Przegląd Sportowy w artykule z 1932 roku; jubileuszowe wydawnictwo Cracovii na "25-lecie istnienia" zostało wydane w 1932 roku, również implikując 1907 jako rok założenia zespołu Pasów.

### Dwudziestolecie międzywojenne
Największą rolę w odbudowaniu zawieszonego w działalności Towarzystwa Sportowego Wisła Kraków miał wtedy jeszcze mało znany piłkarz Henryk Reyman, który dał Wiśle nowe życie namawiając do gry w klubie swoich kolegów z wojska, jeszcze pod koniec I wojny światowej. Początek powojennej historii dla klubu nie był łatwy, ponieważ w 1915 roku w wyniku pożaru zniszczony został jej stadion na Oleandrach, który został zajęty przez wojska austriackie. 14 lipca 1918 roku Wisła rozgrywa swoje pierwsze spotkanie po reaktywacji pokonując Czarnych Jasło 4:0. Wisła w tym spotkaniu oraz rozegranym dwa tygodnie później spotkaniu z Pogonią Lwów zagrała pod nazwą Sparta Kraków. Jednak dzień po spotkaniu z Pogonią powróciła do swojej historycznej nazwy Wisła.
W dniach 20–21 grudnia 1919 roku założony zostaje Polski Związek Piłki Nożnej, a jednymi z pierwszych jego wiceprezesów zostają działacze Wisły Józef Szkolnikowski i Jan Weyssenhoff. Dzięki temu wydarzeniu w 1920 roku udaje się rozegrać pierwsze, w pełni niezależne i niepodległe polskie rozgrywki piłkarskie o tytuł najlepszej drużyny w kraju. Pierwsze mistrzostwa rozgrywane są w systemie mieszanym z rozgrywkami okręgowym w I etapie. W nich Wisła musi uznać wyższość Cracovii zajmując drugie miejsce i nie kwalifikując się do ogólnopolskiej części rozgrywek, których niestety nie udaje się dokończyć z powodu wybuchu wojny polsko-bolszewickiej.
18 grudnia 1921 roku reprezentacja Polski w piłce nożnej rozegrała swój pierwszy, historyczny mecz międzypaństwowy. Na selekcjonera drużyny narodowej w tym meczu zostaje wybrany ówczesny prezes Wisły Józef Szkolnikowski.

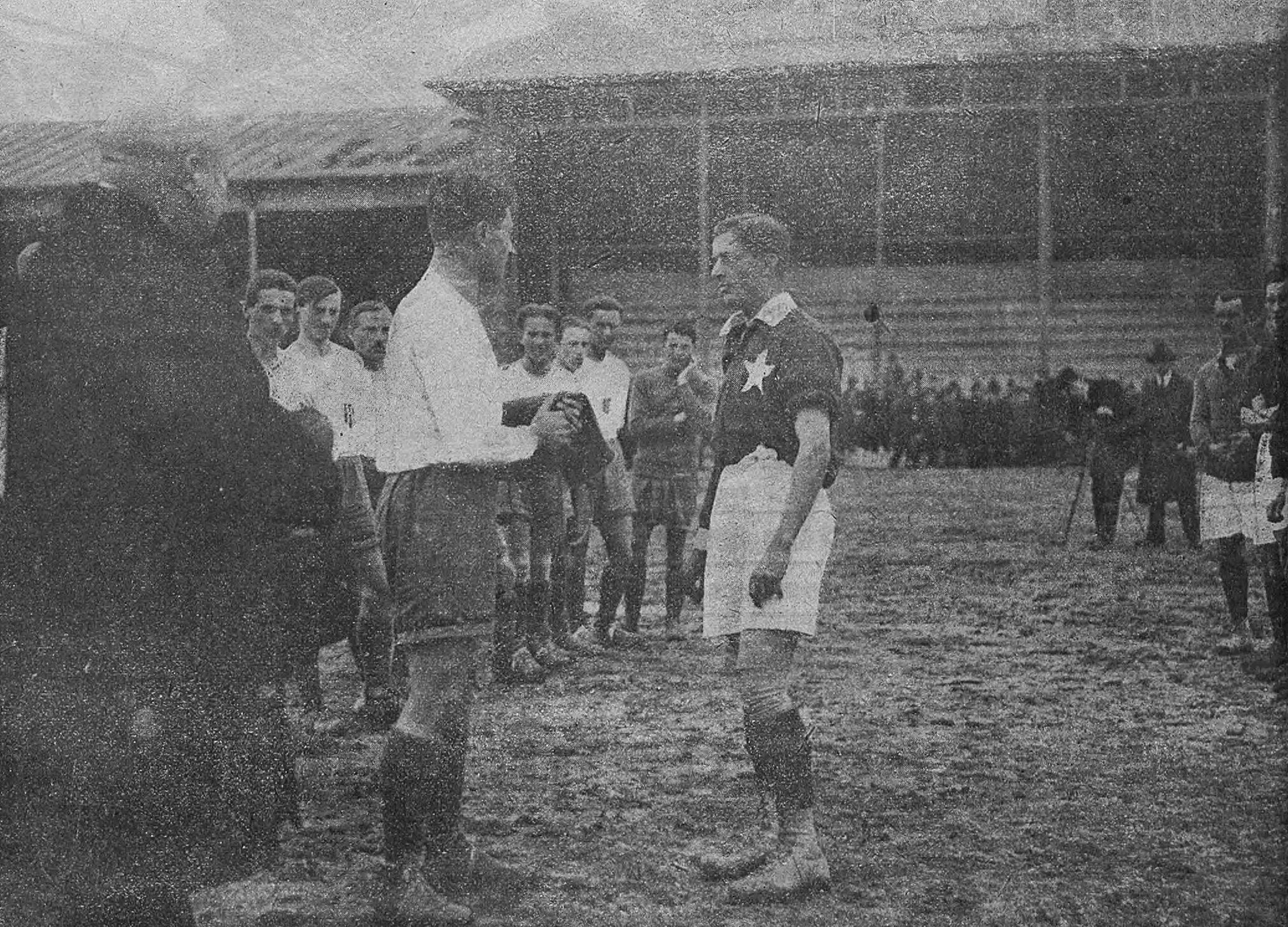
Fotografia z dnia otwarcia drugiego stadionu Wisły 8 kwietnia 1922 roku

W sezonach 1921 oraz 1922 Wisła na etapie okręgowym zajmowała odpowiednio trzecie i drugie miejsce przez co kończyła rozgrywki na tym etapie.
8 kwietnia 1922 roku Wisła otwiera swój nowy stadion stworzony na bazie rozparcelowanego w czasie I wojny światowej toru wyścigów konnych przy zbiegu alei 3 Maja i ulicy Miechowskiej.
W sezonie 1923 nastąpił przełom w wynikach klubowy, kiedy to Wisła po raz pierwszy wygrała rozgrywki w okręgu krakowskim i awansowała do ogólnopolskiej fazy mistrzostw Polski. W nich zwyciężyła w rozgrywkach grupy zachodniej dzięki czemu awansowała do fazy finałowej, w której uległa po trzech spotkaniach Pogoni Lwów zdobywając tym samym swój pierwszy medal mistrzostw Polski.

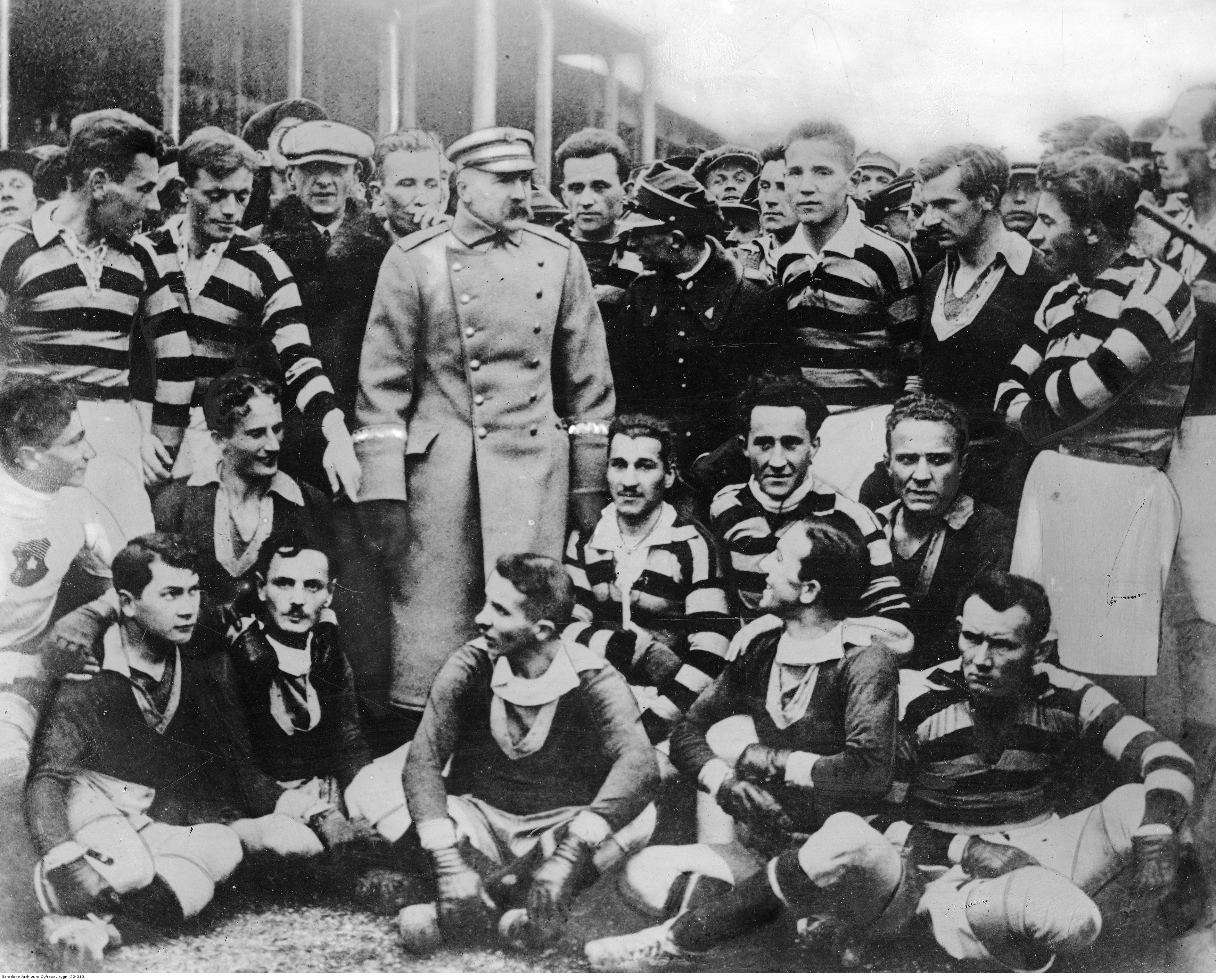
Marszałek Józef Piłsudski w otoczeniu zawodników Pogoni Lwów i Wisły Kraków na stadionie Wisły (1924) podczas spotkania o moralne mistrzostwo Polski

W sezonie 1924 PZPN postanowił zrezygnować z organizacji Mistrzostw Polski. Wszystko po to, żeby reprezentacja Polski jak najlepiej przygotowała się do swojego debiutu na igrzyskach olimpijskich, które odbyły się tamtego roku w Paryżu. Na wspomnianych igrzyskach w kadrze Polski znalazło się czterech Wiślaków. Henryk Reyman i Mieczysław Wiśniewski w pierwszym składzie oraz na rezerwie Zdzisław Styczeń i Władysław Krupa. Pierwotnie w roku 1924 planowano rozegrać tylko okręgowy etap do Mistrzostw Polski w 1925 roku. W tych rozgrywkach Wisła prowadzona pierwszy raz w historii przez profesjonalnego trenera Węgra Imre Schlossera wygrywa krakowską grupę i kwalifikuje się do etapu ogólnopolskiego. Jednak fatalne nastroje polskich kibiców po klęsce na igrzyskach oraz braku ogólnopolskich rozgrywek o tytuł mistrzowski spowodowały, że prasa okrzyknęła spotkanie towarzyskie rozgrywane 16 listopada tamtego roku w Krakowie pomiędzy finalistami poprzedniej edycji Wisłą i Pogonią Lwów jako spotkanie o moralne mistrzostwo Polski. Jego rangę dodatkowo podkreślała obecność na trybunach Marszałka Józefa Piłsudskiego, przebywającego akurat w stolicy Małopolski. Spotkanie zwyciężyli Lwowianie 3:2 nieoficjalnie broniąc tytułu Mistrza Polski. Pamiątkowe zdjęcie marszałka pośród uczestników meczu jest jedną z najsłynniejszych fotografii sportowych dwudziestolecia międzywojennego.
W sezonie 1925 Wisła zagrała w Mistrzostwa Polski do których zakwalifikowała się w roku poprzednim. Rozgrywki Biała Gwiazda rozpoczęła od zwycięstwa w grupie południowej, po dodatkowym meczu z ŁKS-em Łódź rozegranym, z powodu równej ilości punktów w tabeli krakowskiego i łódzkiego klubu. W samej fazie finałowej Wisła zagrała słabo zajmując ostatnie, trzecie miejsce zdobywając tym samym brązowy medal mistrzostw Polski. Jednakże Henryk Reyman w tym sezonie jako pierwszy w hisotri gracz Wisły zdobył tytuł króla strzelców. Pod koniec tamtego roku rozegrano również okręgowe eliminacje do pierwszego w historii Pucharu Polski w piłce nożnej. Po pokonaniu Zwierzynieckiego Kraków, BBSV Bielsko oraz w finale Wawelu Kraków Wisła zdobyła pierwszy Puchar Polski na szczeblu okręgowym w Krakowie i zakwalifikowała się do pierwszej edycji ogólnopolskiego Puchar Polski.
Sezon 1926 był dla Wisły słodko-gorzki. W rozgrywkach okręgowych Biała Gwiazda musiała tym razem uznać wyższość Cracovii zajmując drugie miejsce w krakowskiej grupie eliminacyjnej i kończąc zarazem na tym udział w mistrzostwach Polski w tamtym roku. Jednak w rozegranej w tamtym roku pierwszej edycji Puchar Polski po pokonaniu ŁKS-u Łódź i Ruchu Chorzów Biała Gwiazda znalazła się w finale tamtych rozgrywek. W rozegranym 5 września 1926 roku finale na stadionie Wisły Kraków ze Spartą Lwów Krakowianie wygrali 2:1 po bramce kapitana zespołu Henryka Reymana w ostatnich minutach spotkania. Zdobywając w ten sposób swoje pierwsze, oficjalne trofeum w historii klubu.

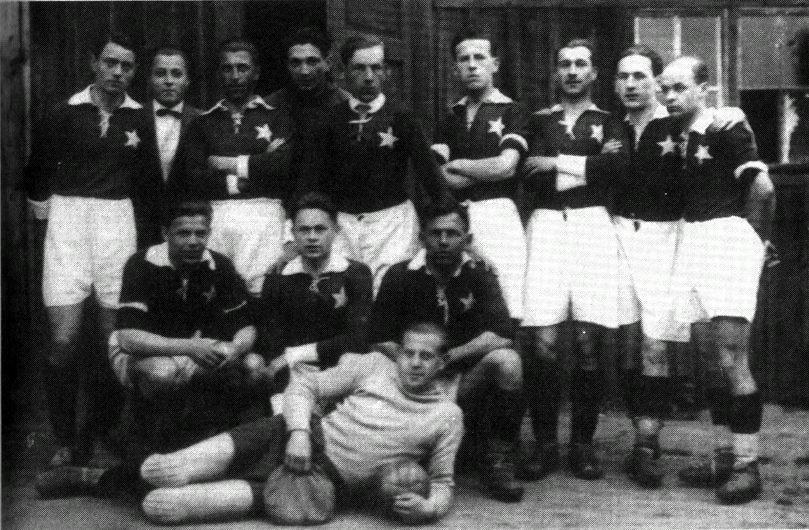
Mistrzowski skład z roku 1927

Przełom lat 1926 i 1927 jest niezwykle ważny dla całej polskiej piłki nożnej. Doszło wtedy do rozłamu w polskiej piłce, z powodu odmiennych wizji rozwoju rozgrywek o Mistrzostwo Polski. Duża grupa klubów w tym m.in. Wisła, Legia Warszawa, Polonia Warszawa, Ruch Hajduki Wielkie, ŁKS Łódź, Czarni Lwów czy Pogoń Lwów chciała, żeby w Polsce wzorem krajów zachodnich, w których piłka nożna była już dużo bardziej rozwinięta, wprowadzić system ligowy. Sprzeciwiał się temu PZPN, mający po swojej stronie Cracovię uważaną wtedy za najsilniejszy polski klub, który pomimo strat finansowych, które przenosiły każde kolejne rozgrywki nie chciał słyszeć o zmianie systemu rozgrywkowego. Wspominana grupa klubów stanęła na swoim i bez zgody PZPN-u, ale z udziałem wszystkich najmocniejszych polskich klubów, oprócz Cracovii, rozegrała pierwszy w historii sezon ligowy o mistrzostwo Polski w piłce nożnej. Od początku rozgrywek Biała Gwiazda prowadziła tabeli pewnie krocząc po swój pierwszy mistrzowski tytuł. Po drodze 11 września pokonała w Krakowie TKS Toruń 15:0, co do dziś jest największym rozmiarem zwycięstwa w polskiej najwyższej lidze. Kulminacyjny moment sezonu przypadł na mecz 23 kolejki rozegrany 25 września z 1. FC Katowice na wyjeździe. Wygrana w nim zapewniała Wiśle mistrzostwo Polski, jednak spotkanie oprócz wymiaru sportowego miało bardzo duży wymiar polityczny, ponieważ drużyna 1.FC Katowice składała się głównie z mniejszości niemieckiej i Ślązaków, z których wielu nie umiało mówić po polsku. W kraju panował nastrój, że cieniem na nowopowstałej polskiej lidze położy się sytuacja, że po tylu latach walki o niepodległość pierwsze, ligowe mistrzostwo Polski zdobędzie zespół pochodzący z mniejszości narodowej jednego z zaborców. W jednej z gazet padło nawet stwierdzenie "Drużyna Wisły musi sobie zdać sprawę, iż w dniu tym reprezentuje polski sport piłkarski Krakowa, którego barw broni obecnie w lidze." Mecz toczył się w niezwykle ostrej i napiętej atmosferze. Dzięki dwóm bramkom w pierwszym kwadracie drugiej połowy autorstwa Stanisława Czulaka i Henryka Reymana Biała Gwiazda prowadziła 2:0. Po tym drużyna z Katowic jeszcze bardziej poostrzyła grę. Mecz został zakończony w 73 minucie przez pomyłkę sędziego. Wygrana ta oznaczała zdobycie przez Wisłę pierwszego w jej historii oraz pierwszego ligowego mistrzostwa Polski w historii polskiej piłki nożnej. Dodatkowym sukcesem dla Wisły było zdobycie przez Henryka Reymana 37 bramek w sezonie, co przełożyło się na zdobycie przez niego korony króla strzelców oraz stworzenie rekordu nie pobitego do dnia dziejszego. Początkowo PZPN nie chciał uznać wyników ligowych za oficjalne samemu organizując mistrzostwa w dotychczasowej formie. Jednak nie zostały one dokończone, a 18 grudnia, czyli już po zakończeniu rozgrywek ligowych PZPN ustąpił i uznał wyniki sezonu ligowego za oficjalne mistrzowa Polski w piłce nożnej w roku 1927.

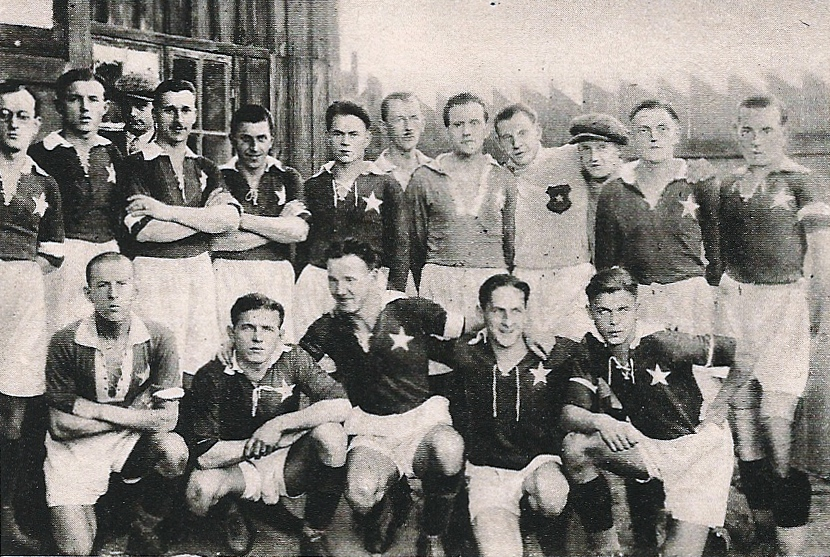
Mistrzowski skład z roku 1928

W sezonie 1928 Wisła przystąpiła do obrony mistrzowskiego tytułu z roku ubiegłego. W tamtym roku rozgrywki toczyły się już we współpracy z PZPN-em oraz w zgodnej linii całego polskiego środowiska piłkarskiego. Do ligi dokooptowano Cracovię przez co 3 czerwca tamtego roku miały miejsce pierwsze, ligowe derby Krakowa przegrane przez Wisłę 1:2. W rewanżu jednak rozegranym na stadionie Wisły Biała Gwiazda pokonała Cracovię 5:1 rozpoczynając serię 9 wygranych z rzędu, które mocno przybliżyły Wisłę do obrony tytułu. Samo mistrzostwo Krakowianie przypieczętowali ponownie w wyjazdowym spotkaniu z 1. FC Katowice remisując 1:1. Spotkanie tym razem toczyło się w dużo spokojniejszej atmosferze, ponieważ była to ostatnia kolejka sezonu i tylko Wisła oraz Warta Poznań miały jeszcze szansę na tytuł.

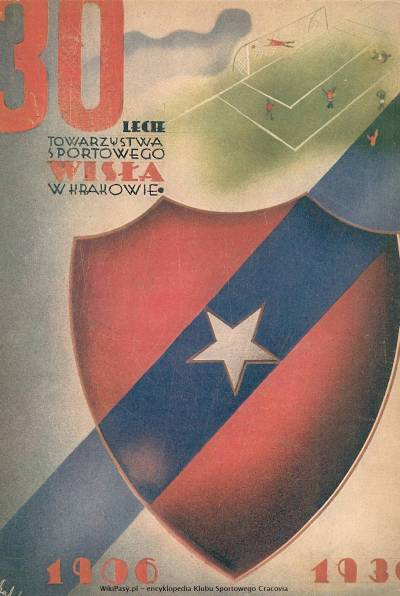
Plakat z okazji jubileuszu 30-lecia TS Wisła

W roku 1929 oraz w latach 30. XX wieku dzięki uspokojeniu się nastroju w państwie oraz przyjęciu wspólnej linii rozwoju polskiej piłki nożnej Wisła jako klub mogła w końcu spokojnie pracować i realizować założenia postanowione sobie jako klubowi przez sport służyć społeczeństwu. Nie przekłada się to jednak aż tak na wyniki klubu, który pomimo bycia w dalszym ciągu jednym z czołowych potentatów w kraju nie mógł po raz kolejny sięgnąć po najcenniejszy skarb, czyli mistrzostwo Polski. W tym okresie pomimo braku nawiązania do sukcesów z 1927 i 1928 roku Wisła trzykrotnie zdobywa wicemistrzostwo Polski w latach 1930, 1931 i 1936 oraz czterokrotnie po trzecie miejsce w kraju w latach 1929, 1933, 1934 i 1938. Tylko trzykrotnie w latach 1932, 1935, 1937 Wisła melduje się poza podium mistrzostw Polski zajmując kolejno szóste, czwarte i piąte miejsce.
24 maja 1936 roku z okazji 30-lecia klubu zostaje zorganizowany mecz z londyńską Chelsea F.C. Wiślacy wygrywają spotkanie dzięki bramce z karnego Antoniego Łyki. Mecz z trybun oglądał Generalny inspektor Sił Zbrojnych Edward Rydz-Śmigły. Jubileuszowi 30-lecia TS Wisła towarzyszyła również zmiana barw klubowych. Do czerwieni i bieli dodano kolor niebieski. Ten układ barw pozostał z klubem do dziś.
W sezonie 1939 Wisła rozgrywa bardzo dobre rozgrywki po 14 kolejkach zajmuje drugie miejsce, mając tylko dwa punkty straty do prowadzącego w tabeli Ruchu Chorzów oraz dwa zaległe mecze. 1 września wybucha II wojna światowa rozgrywki zostają zawieszone, a następnie nigdy niedokończone. Po wkroczeniu wojsk niemieckich do Krakowa stadion Wisły zostaje zarekwirowany i oddany w użytkowanie niemieckim oddziałom wojskowym. Następnie ze stadionu korzysta niemiecki klub Deutsche Turn und Sport Gemeinschaft. Oprócz strat materialnych klub traci wielu piłkarzy, którzy wstępują do wojska polskiego walczyć o niepodległość kraju.

### II wojna światowa i lata powojenne
W odróżnieniu od I wojny światowej podczas II wojny światowej Wisła nie zawiesiła działalności i rozpoczęła funkcjonowanie pod niemieckim okupantem. 22 października 1939 odbywa się pierwszy mecz w okupowanym Krakowie pomiędzy Wisłą, a Krowodzą Kraków. Biała Gwiazda wygrywa to spotkanie 3:1 jednak w tym meczu jak wspomina uczestnik tamtych wydarzeń najważniejszą sprawą nie był wynik, ani piękna gra, ale zamanifestowanie woli życia: grając w najbardziej nawet tragicznych okresach byliśmy przekonani, że właśnie sport stać się może środkiem przeciw nastrojom rozpaczy i przygnębienia.
5 maja 1940 roku rozegrane pierwsze wojenne derby Krakowa wygrane przez Wisłę 3:0. W lecie tamtego roku rozegrano natomiast pierwsze okupacyjne mistrzostwa Krakowa. Rozgrywki w momencie ich stworzenia nosiły nazwę Turniej dla zespołów piłkarskich byłych klubów, rozwiązanych rozporządzeniem władz niemieckich, ponieważ zorganizowane je dwa tygodnie po rozporządzeniu Hansa Franka o likwidacji polskich stowarzyszeń, w tym również klubów sportowych i zakazie utrzymywania ich istnienia oraz kontynuowania działalności. Mistrzostwa zostały zorganizowane na terenach Juvenii Kraków należących do Aleksandra Wodki, który mógł ich używać według własnego uznania. Mimo pracy w konspiracji, żeby zorganizować te mistrzostwa organizatorzy i tak potrzebowali cichego przyzwolenia władz niemieckich. Sam turniej miał mieć za zadanie utrzymanie zawodników byłych drużyn w kondycji fizycznej, z wyłączeniem jakichkolwiek dążności politycznych czy wyznaniowych. Rozgrywki te w ostateczności wygrała Wisła wygrywając wszystkie siedem spotkań. Na jesień tamtego roku zorganizowany Błyskawiczny turniej piłkarski, którego ponownie gospodarzem jest Juvenia i ponownie wygrywa w nim Biała Gwiazda.
We wrześniu 1940 roku aresztowany przez Gestapo za działalność konspiracyjną zostaje prezes Wisły Tadeusz Orzelski.
W lecie 1941 roku ponownie udaje rozegrać się okupacyjne mistrzostwa Krakowa, które ponownie padają łupem Wisły. Rok później jednak sytuacja nie jest już tak dobra. Masowe aresztowania i wzmożona akcja łapanek oraz zamknięcie stadionu Juvenii przez okupanta nie daje szans na rozegranie żadnych zorganizowanych rozgrywek.
W 1943 roku Polacy spragnieni chociaż kropli wolności jakie dawały jej Okupacyjne Mistrzostwa Krakowa doprowadzają do rozegrania kolejnej edycji turnieju. Zainteresowanych jest tak wielu, że rozgrywki zostają podzielone na dwie fazy z podziałem na grupy w pierwszej z nich. Wisła w swojej grupie eliminacyjnej zajmuje drugie miejsce zapewniając sobie awans do fazy finałowej, gdzie zajmuje drugie miejsce muszą uznać wyższość Cracovii po przegranym finale poprzez walkower z powodu wybuchu burd na trybunach, które później rozniosły się na miasto.
W 1944 roku w okupowanym Krakowie coraz mniej było Hitlerowców, którzy zostawali wysyłani na front, żeby walcząc z nabierając w siłę ofensywą Armii Czerwonej. Dzięki czemu organizowanie dorocznych Okupacyjnych Mistrzostw Krakowa nabierało coraz to większego rozmachu. Jednak coraz większy smak wolności i powolne wychodzenie spod niemieckiej okupacji powodował napięcia między klubami organizującymi turniej. Skończyło się to tym, że w okresie największej swobody w organizowaniu turnieju jedyny raz nie został on dokończony. Niejasna jest też kwestia drużyny, którą można uznać za zwycięzcę tej edycji mistrzostw. Wszystko rozchodzi się o spotkanie rozegrane 22 października 1944 pomiędzy Wisłą, a Wieczystą Kraków, ponieważ wiele źródeł uznaje to spotkanie tylko za mecz towarzyski, ponieważ zostało rozegrane dwa miesiące po wszystkich innych spotkaniach. Jednak jest to o tyle dziwne, że dla obydwu drużyn było to ostatnie brakujące spotkanie mistrzostw. Wisła wygrała tamto spotkanie 4:0. Jeśli uznamy to spotkanie za część mistrzostw zwycięzcą rozgrywek jest Wisła, jeśli nie to Biała Gwiazda zdobywa wtedy drugie miejsce ustępując Nadwiślanowi Kraków.
17 grudnia 1944 w mocno zimowych warunkach Wisła rozgrywa spotkanie z Klubem Sportowym Groble wygrywając 12:1. Jak się miesiąc później okazuje jest to ostatnie spotkanie pod okupacją, gdy 18 stycznia 1945 roku Kraków został zajęty przez Armię Czerwoną. Dziesięć dni później, 28 stycznia 1945, na odzyskanym stadionie Wisły zostają zorganizowane pierwsze od blisku sześciu lat wolne derby Krakowa pomiędzy Wisłą, a Cracovią wygrane przez Białą Gwiazdę 2:0.
W lecie 1945 roku odbywają się pierwsze, oficjalne rozgrywki w wolnej Polsce. Są nimi eliminacje do krakowskiej Klasy A na następny sezon. Wisła rozgrywa dziewięć z dziesięciu spotkań eliminacji i w pierwotnej wersji nie uzyskuje kwalifikacji. Brakujący mecz z Dalinem Myślenice rozgrywa dopiero 17 marca 1946 i zwyciężając w tym spotkaniu 8:0 (w tym aż 7 bramek Mieczysława Gracza) Wisła zapewnia sobie grę wśród najlepszych drużyn krakowskiego okręgu.
We wrześniu 1945 roku Wisła składa wniosek o zarejestrowanie klubu na podstawie przedwojennego prawa o stowarzyszeniach. 31 stycznia następnego roku wniosek zostaje akceptowany, a Wisła na podstawie nowego statutu wybiera nowe władze. Prezesem pozostaje Tadeusz Orzelski, który pomimo aresztowania w trakcie wojny cały czas pełnił funkcję prezesa Wisły. Na jednego z wiceprezesów wybrana zostaje legenda klubu Henryk Reyman.

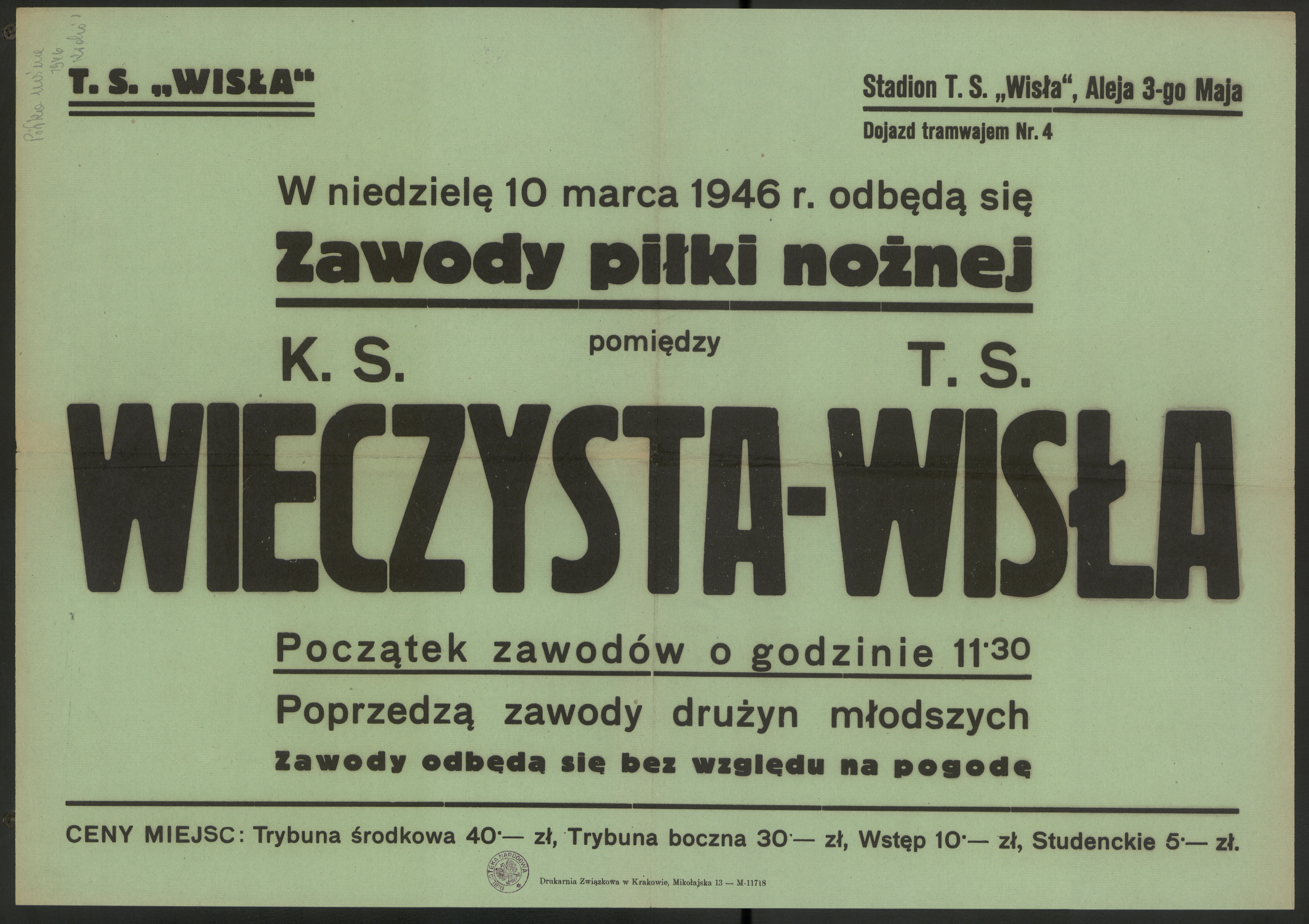
Afisz spotkania Wisły z Wieczystą w 1946 roku

W lecie 1946 roku rozegrana zostaje pierwsza faza krakowskiego okręgu Klasy A, która stanowiła eliminacje do pierwszych, powojennych mistrzostw Polski. Wisła wygrywa bezapelacyjnie swoją grupę tracą punkty jedynie w ostatnim meczu, gdy mają zapewniony awans przegrywa z Tarnovią Tarnów. W finałowej fazie mierzą się ze sobą zwycięzcy trzech grup pierwszej fazy. Wisła, Cracovia oraz Garbarnia. Po rozegraniu wszystkich spotkań Biała Gwiazda i Pasy mają ten sam dorobek punktowy, który prowadzi do rozegranego 14 września tamtego roku na stadionie Garbarni dodatkowego meczu o zwycięstwo w krakowskiej Klasie A. Wisła wygrywa pewnie tamto spotkanie 4:1, dzięki czemu zapewnia sobie awans do Mistrzostw Polski zarówno w sezonie 1946 jak i w 1947.
W samych Mistrzostwach Polski rozrywanych systemem nieligowym Wisła zaczyna grę od 1/8 finału pokonując w niej Czuwaj Przemyśl 4:0. W następnej rundzie rywalem Białej Gwiazdy jest Polonia Warszawa, która okazuje się być przeszkodzą nie do przejścia pokonując Wisłę 3:2 i kończąc jej grę w mistrzostwach.
Mistrzostwa Polski 1947 rozegrano jeszcze w systemie nieligowym, jednak już mocno klasyczną ligę przypominającym oraz będącym oprócz walki o Mistrzostwo Polski 1947 eliminacjami do rozgrywek ligowych w następnym sezonie. Rozgrywki rozpoczęły się od fazy grupowej, którą Biała Gwiazda wygrała bardzo pewnie wygrywając czternaście z szesnastu spotkań oraz zdobywając sto jeden bramek. Szczególne wrażenie robił wynik osiągnięty w spotkaniu z Ogniskiem Siedlce rozegranym 24 sierpnia w Krakowie, w którym Wisła wygrała 21:0, co do dzisiaj stanowi rekordowe zwycięstwo Krakowian. Wygrywając swoją grupę w fazie grupowej Wisła nie tylko awansowała do fazy finałowej mistrzostw, ale również zapewniła sobie udział w rozgrywkach ligowych w sezonie 1948 kontynuując passę nieprzerwanej gry w najwyższej klasie rozgrywkowej od powstania systemu ligowego w Polsce. W samym finale Biała Gwiazda zmierzyła się z Wartą Poznań oraz AKS-em Chorzów. Pokonując dwukrotnie Chorzowian, jednak przegrywając obydwa spotkania z Wartą Wisła zdobyła tytuł wicemistrzów kraju oraz pierwszy powojenny medal Mistrzostw Polski.
W 1948 roku zgodnie z przygotowanym wcześniej planem wdrażania mistrzostw Polski ponownie w system ligowy rozgrywki o tytuł Mistrza Polski znowu, pierwszy raz po wojnie zostają rozegrane jako liga. Cały sezon o tytuł Wisła walczy z Cracovią. Po rozegraniu wszystkich spotkań obydwa krakowskie kluby kończą z takim samym dorobkiem punktowym, co wedle ówczesnego regulaminu oznacza rozegranie dodatkowe spotkanie na neutralnym terenie o tytuł Mistrza Polski. Jako miejsce finałowej rozgrywki wybrany zostaje stadion Garbarni, a samo spotkanie odbywa się 5 grudnia. Wiślacy dobrze wchodzą w mecz zdobywając bramkę już w pierwszej minucie spotkania autorstwa Tadeusza Legutki. W późniejszej fazie spotkanie gracze Cracovii strzelą Wiśle trzy bramki i to ekipa Pasów może jako pierwsza po wojnie cieszyć się z ligowego Mistrzostwa Polski.

#### Wstąpienie w gwardyjne szeregi
Na przełomie lat 1948 i 1949 Komuniści, którzy przejęli władzę w Polsce zaczynają reorganizować sport wedle wschodnich wzorców. 22 grudnia 1948 powołane zostaje przez nich dziewięć stowarzyszeń pod które będą kluby sportowe w Polsce miały dołączać. Pierwotnie Wisła chciała dołączyć do Związku Zawodowego Kolejarzy. Składając o tym zawiadomienie 22 grudnia 1948 Wisła zostaje poinformowana, że z dniem 31 stycznia 1949 Towarzystwo Sportowe Wisła Kraków zostanie wykreślone z rejestru stowarzyszeń. Formalnie oznaczać to będzie, że klub przestaje istnieć. Działacze Wisły postawieni pod ścianą mając świadomość złej sytuacji finansowej klubu rozpoczęli negocjacje z zalegalizowanym przez komunistyczne władze stowarzyszeniem ZS Gwardia. Rozmowy trwały długo, ponieważ duża część działaczy Wisły nie była przekonana, żeby klub słynący ze swoich patriotycznych wartości decydował się na taki ruch. Brak jest dokładnych źródeł kto wykonał pierwszy krok w trakcie rozmów. Czy to działacze Wisły zdecydowali się na kontakt z ZS Gwardia czy odwrotnie. Patrząc jednak na podobne działania w innych krajach rodzącego się wówczas bloku komunistycznego można przypuszczać, że Wisła jako klub mocno kojarzony z patriotyzmem została wybrana przez władze do wstąpienia do ZS Gwardia. Ostatecznie 26 stycznia 1949 władze Wisły wysyłają list akcesyjny do ZS Gwardia. 6 lutego po tygodniu pracy jako nielegalne zgromadzenie odbywa się walne zgromadzenie władz wtedy jeszcze Towarzystwa Sportowego Wisła Kraków, które poprzez aklamację przyjmuje wstąpienie Wisły w gwardyjne szeregi. Pomimo przyjęcie decyzji przez aklamację, czyli w założeniu jednogłośnie głos sprzeciwu lub mocnej niepewności zgłaszają wieloletni piłkarze Wisły Henryk Reyman i Mieczysław Gracz. Podczas tego zjazdu dotychczasowy prezes Wisły Tadeusz Orzelski zostaje zdegradowany do roli wiceprezesa, a jego miejsca zajmuje wybrany przez ZS Gwardia Teodor Duda, który jak wszyscy następni prezesi Wisły do końca komunizmu w Polsce został dobrany z milicyjnej nominacji. Tego dnia klub zmienia również swoją pełną nazwę na Zrzeszenie Sportowe Gwardia-Wisła Kraków.
W marcu 1949 Biała Gwiazda już pod nazwą Gwardia-Wisła rozpoczyna nowy sezon ligowy. Ponownie tytuł mistrzowski rozstrzyga się pomiędzy dwoma krakowskimi klubami. Wisłą i Cracovią. 23 października remisując 1:1 spotkanie domowe z Ruchem Chorzów Wisła zapewnia sobie upragniony, wyczekiwane od ponad 20 lat trzeci tytuł Mistrza Polski.
Rok 1949 kończy się złamaniem przez komunistyczne stowarzyszenia sportowe umów z klubami i nakazania im gry pod nazwami stowarzyszeń. Dlatego w pierwszej części lat 50. Wisła występować będzie pod nazwą Gwardia Kraków.

### Lata 50. XX wieku
W marcu Wisła rozpoczyna walkę o obronę tytułu mistrzowskiego z ubiegłego sezonu. Tym razem głównym konkurentem Wisły jest Ruch Chorzów grający pod nazwą Unia Chorzów. Kwestia mistrzowskiego rozstrzyga się dopiero w ostatniej kolejce, kiedy to Wisła pomimo porażki z Górnikiem Radlin 1:2 i dzięki remisowi Ruchu zdobywa swoje czwarte mistrzostwo Polski.
W tym samym roku Główny Komitet Kultury Fizycznej, który był centralnym organem administracji PRL-u w zakresie kultury fizycznej, sportu i turystyki zdecydował, że tytuł Mistrz Polski za rok 1951 przypadnie nie zwycięzcy ligi z tego sezonu, lecz wzorem Radzieckim zdobywcy rozegrane po rok drugi w historii Pucharu Polski. Grę w tych rozgrywkach Wisła rozpoczęła 25 marca 1951 pokonując 3:0 Lubliniankę. Następnie kroczą ścieżką zwycięstw pozostawiła w następnych rundach na pokonanym polu Włókniarza Pabianice, Garbarnię Kraków oraz Polonię Warszawa, dzięki czemu Biała Gwiazda zameldowała się w wielkim finale, gdzie czekał na nią Ruch Chorzów. 16 września na Stadionie Wojska Polskiego w Warszawie rozegrany został finał rozgrywek, który Chorzowianie wygrali 2:0, dzięki czemu niezależnie od wydarzeń w lidze zdobyli tytuł Mistrza Polski w roku 1951.
W lidze natomiast Wisła zaliczyła falstart wygrywając jedynie jedno spotkanie w pierwszych sześciu kolejkach sezonu. Jednak dobra forma w dalszej części rozgrywek sprawił, że Krakowianie nadrobili stratę do czołówki i po raz trzeci z rzędu i piąty w historii zwyciężyli w lidze polskiej. Z racji, że po sezonie GKKF zdecydował powrót do klasycznego sposobu wyłaniania mistrza Polski poprzez rozgrywki ligowe Wisła pozostaje jedynym w historii polskiej piłki nożnej mistrzem Ligi Polskiej.
W sezonie 1952 z racji przygotowań reprezentacji Polski do startu w Igrzyskach Olimpijskich w Helsinkach zdecydowano się skrócić ligę do samej rundy jesiennej, dzieląc drużyny na dwie grupy. System, mimo że uznawany za ligowy, był mocno zbliżony do systemu nieligowego z 1948 roku. By nie popełnić błędu z sezonu 1924, gdy z powodu przygotowań olimpijskich kadry narodowej kibice dłuższy czas nie widzieli swoich ulubieńców w akcji zamiast rundy wiosennej drużyny I ligowe bez udziału reprezentantów rozegrały protoplastę Pucharu Ligi Polskiej Puchar Zlotu Młodych Przodowników. Dwanaście biorących w nim udział drużyn zostało podzielonych na dwie grupy. Biała Gwiazda w swojej grupie musiała uznać wyższość Wawelu Kraków zajmując drugie miejsce i kwalifikując się do meczu o 3. miejsce. Odbył się on 20 lipca 1952 w Warszawie, gdzie rywalem Krakowian był AKS Chorzów. Biała Gwiazda po bramkach Zdzisława Mordarskiego i Kazimierza Ślizowskiego zwyciężyła 2:1 zdobywając trzecie miejsce turnieju.
Po Igrzyskach i Pucharze Zlotu w sierpniu tamtego roku rozpoczęły się rozgrywki ligowe rozgrywane w podobny sposób do Pucharu Zlotu, gdzie dwanaście zespołów zostało podzielonych na dwie sześciozespołowe grupy. Biała Gwiazda w swojej grupie zajęła podobnie jak w Pucharze Zlotu drugie miejsce, tym razem ustępując Polonii Bytom. W lidze w odróżnieniu od Pucharu Zlotu rozegrane jedynie finał pomiędzy zwycięzcami grup. Miejsca końcowe w lidze były przyznawane na podstawie miejsc w grupach, a wyższe miejsce otrzymywała drużyna z grupy Mistrza Polski. Z racji, że Polonia Bytom przegrała finał Wiśle przypadło czwarte miejsce w końcowej klasyfikacji za Cracovią, który zajęła najniższe miejsce na podium. Kończąc tym samym trzyletnie, ligowe panowanie Białej Gwiazdy w Polsce.
Po zakończeniu ligi w 1952 na Wisłę czekała jeszcze rywalizacja w Pucharze Polski, który w tamtym sezonie został w całości skomasowany do rozegrania w przeciągu miesiąca. Biała Gwiazda po pokonaniu Pomorzanina Toruń, Zawiszy Bydgoszcz i Wawelu Kraków znalazła się w półfinale rozgrywek. Tam trafiła na rezerwy Legii Warszawa. W rozegranym 7 grudnia we Wrocławiu spotkaniu po dogrywce padł wynik 0:0, który oznaczał rozegranie powtórzone meczu. Odbył się on tydzień później w Warszawie, gdzie znowu była potrzebna dogrywka. Jednak tym razem drużyna rezerw Legii strzeliła bramkę eliminując Wisłę z Pucharu.

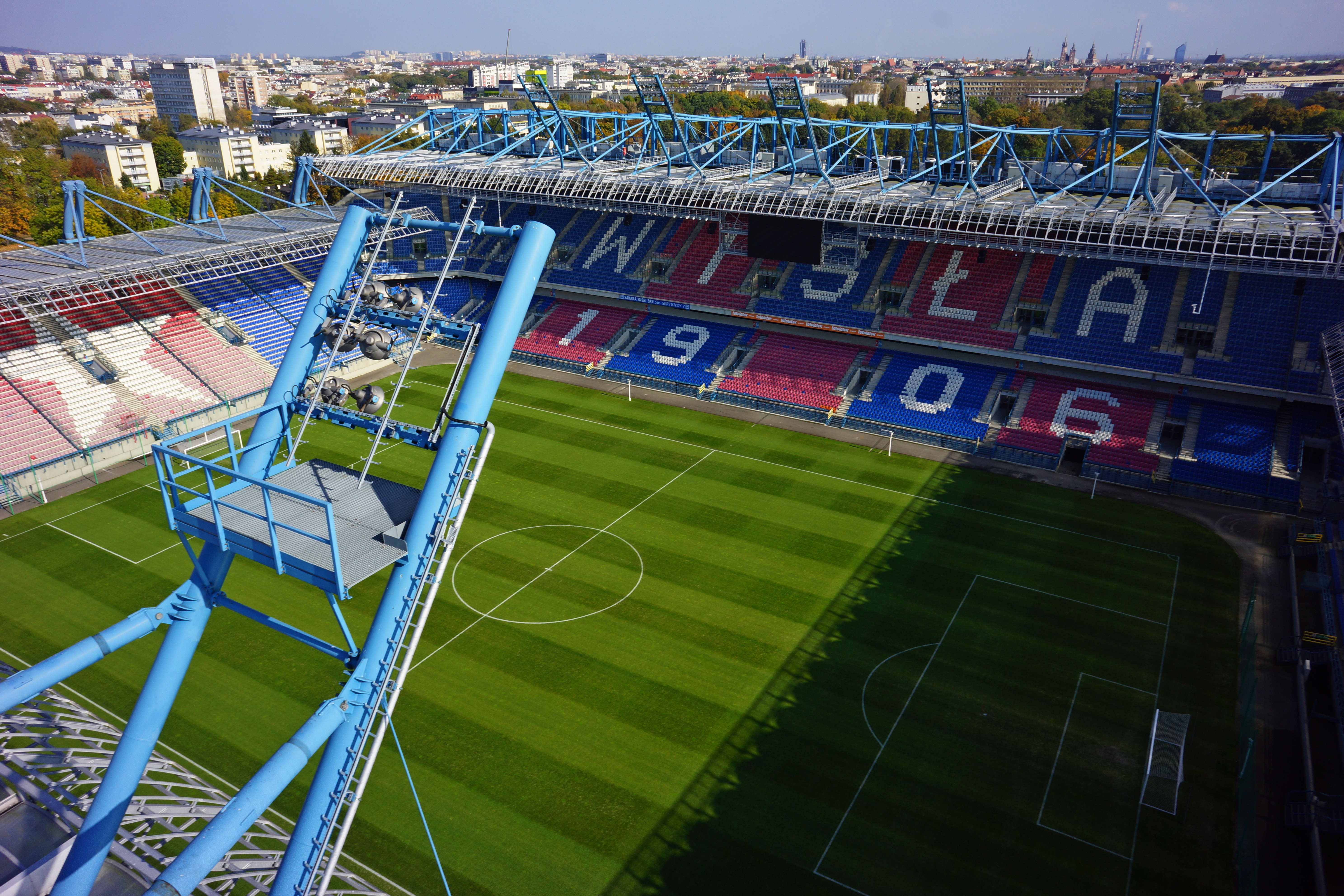
Aktualny wygląd otwartego w 1953 stadionu Wisły przy ul. Reymonta

W maju 1953 Wisła otwiera nowy już trzeci swój stadion, zbudowany tuż obok swojego wtedy użytkowanego stadionu. Nowy stadion mieści się przy ulicy Reymonta. Stadion ten z różnymi modernizacjami służy Białej Gwieździe do dzisiaj.
Sezon 1953 w lidze to rok bardzo przeciętnych występów Wisły, które im bardziej w głąb sezonu tym bardziej zaczynając zwiastować brak miejsca na podium w klasyfikacji końcowej. Szczególnie zdają się o tym świadczy cztery porażki z rzędu między siedemnastą, a dwudziestą kolejką. Przełamanie następuję w meczu dwudziestej pierwszej kolejki w derbach Krakowa z Cracovią występującą pod komunistyczną nazwą Ogniwo Kraków, które Biała Gwiazda wygrywa 3:0. Dokładając do tego w ostatniej kolejce wygraną 3:2 z AKS-em Chorzów rzutem na taśmę Wisła zdobywa trzecie miejsce w tabeli końcowej.
Od 1953 GKKF decyduje, że Puchar Polski będzie rozgrywany systemem jesień-wiosna, odwrotnie do ligi. Dlatego pod koniec 1953 roku Wisła rozgrywa jeszcze dwie rundy krajowego pucharu. Najpierw bez większego trudu pokonuje Dąbskiego Kraków 7:0, by następnie po dwóch meczach pokonać Polonię Warszawę. W pierwszym spotkaniu w Krakowie pada bezbramkowy remis, następnie w powtórzonym spotkaniu w Warszawie Biała Gwiazda pokonuje Czarne Koszule 1:0 przechodząc do wiosennej części rozgrywek.
Kłopoty z dobrymi wynikami, z którymi Wisła zaczęła mieć problemu sezon wcześniej dają o sobie również znać w sezonie 1954, który jest dla Białej Gwiazdy najsłabszym ze wszystkich dotychczasowych ligowych sezonów. W międzyczasie jednak Krakowianie zaliczają bardzo dobrą kampanię w Pucharze Polski, gdzie po pokonaniu Polonii Bytom, Szombierek Bytom oraz Zagłębia Sosnowiec kwalifikują się do finału rozgrywek. 25 lipca na Stadionie Wojska Polskiego w Warszawa po dogrywce Wisła bezbramkowo remisuje z Gwardią Warszawa, co skutkuje rozegraniem powtórzonego spotkania. Nie doczekuje tego jednak trener Wisły Michał Matyas, które przez słabe wyniki w lidze zostaje zwolniony ze stanowiska. Jest to przełomowa decyzja, ponieważ Matyas był trenerem Białej Gwiazdy od grudnia 1950 przez łącznie 1339 dni, co do dzisiaj jest klubowym rekordem pracy trenera za jednej kadencji w Krakowie. Zastępuje go duet trenerski Czesław Skoraczyński oraz były piłkarz Wisły i asystent Matyasa Mieczysław Gracz. Za cel otrzymują utrzymanie Wisły w I lidze. Najpierw jednak 9 września we Wrocławiu grają powtórzony mecz finałowy Pucharu Polski, w którym Warszawie pewnie pokonują Wiślaków 3:1. W lidze walcząc do ostatniej kolejki Wiśle, dzięki wygranej w ostatnim meczu z Lechem Poznań 3:0 udaje się utrzymać w najwyższej klasie rozgrywkowej.
Sezon 1955 jest kontynuacją kryzysu jaki dopadł w połowie lat 50. Wisłę. Po dość bezbarwnym sezonie Biała Gwiazda zajmuje w lidze siódme miejsce. W Puchar Polski pierwszy raz w historii Krakowianie nie dochodzą do finałowych rund odpadając w 1/8 finału z Lechią Gdańsk.
Najważniejszą jednak informacją z tego roku była uchwała Wojewódzkiego Zarządu ZS Gwardia z 10 września, dzięki której Wisła powróciła do swojej historycznej nazwy.
Po dwóch słabych sezonach zarząd Wisły postanawia powierzyć drużynę nowego trenerowi, którym zostaje Artur Woźniak. Pierwszy sezon daję nadzieje na progres. Po dwóch słabych sezonach w lidze w 1956 roku Biała Gwiazda zajmuję 5 miejsce w lidze, a w Pucharze Polski dochodzi do półfinału, gdzie dopiero po dogrywce trwającej łącznie z meczem 137 minut odpada z Górnikiem Zabrze. Następny sezon jednak nie podtrzymuje tego trendu i Biała Gwiazda zajmuje ponownie miejsce w dolnej części tabeli, dokładnie dziewiąte. Nawet dość dobry wynik i dotarcie do ćwierćfinału Pucharu Polski nie ratuje posady Artura Woźniaka, który kończy pracę w Wiśle z końcem roku. Na stanowisku zastępuje go Czechosłowak Josef Kuchynka, którego powrót w Krakowie wiąże się z wielkimi nadziejami, ponieważ był on twórcą mistrzostw tytułów z sezonów 1949 i 1950.
4 maja 1957 dzięki zmianom w prawie powraca do swojej przedwojennej pełnej nazwy Towarzystwo Sportowe Wisła Kraków formalnie reaktywując Towarzystwo do ponownego życia.
Dwa ostatnie sezony lat 50. XX wieku to dla Wisły dwukrotnie zajęte siódme miejsce w środku tabeli. W latach tych ponownie zawieszony zostaje Puchar Polski, więc liga polska stanowi dla Białej Gwiazdy jedyne oficjalne rozgrywki.

### Lata 60. XX wieku
Sezon 1960 to dla Wisły kolejny sezon bez większej historii. Klub zaczyna umacniać się jako ligowy średniak zajmując ósme miejsce na koniec sezonu ocierając się ponownie o spadek kończąc sezon trzy punkty nad strefą spadkową.
Następny sezon 1961 Wisła gra w dość podobny, niemrawy sposób co poprzednie. Dodatkowo w Białej Gwieździe dochodzi do dużych zmian kadrowych, które można nazwać wręcz kadrową rewolucją. Przynosi to jednak efekt bardzo dobra druga część sezonu, w której Krakowianie przegrywają tylko dwa spotkania wwindowuję ich na czwarte miejsce kończąc z takim samym dorobkiem punktowym (ale gorszym bilansem bramek) co trzecia Legia Warszawa.
W sezonie 1962 dochodzi w polskiej piłce do długo oczekiwanej zmiany. Liga przechodzi wzorem całej zachodniej Europy na system jesień-wiosna. Dlatego rozgrywki w roku 1962 zostają skrócone do półroku dzieląc drużyny na dwie grupy wzorem sezonu 1952. W swojej grupie musi uznać wyższość Polonii Bytom oraz Odry Opole zajmując trzecie miejsce o ponownie ocierając się o walkę o medale. Biała Gwiazda zakończy rozgrywki grupowe z taką samą ilością punktów co druga Odra Opole, jednak podobnie jak w sezonie ubiegłym ma od rywala gorszy bilans bramkowy. Koniec sezonu to rozgrywki barażowe o finalne miejsca między drużynami z różnych grup. Wisłę po zajęciu trzeciego miejsca w grupie czeka dwumecz o piąte miejsce z Legią Warszawa. W pierwszym spotkaniu rozegranym 21 czerwca 1962 w Krakowie pada remis 1:1. W rozegranym w Warszawie tydzień później rewanżu Krakowianie dobrze rozpoczynają spotkanie prowadząc do przerwy 1:0 po rzucie karnym wykorzystanym przez Władysława Kawulę. Jednak kapitalna druga połowa w wykonaniu Wojskowych prowadzonych przez legendarnego polskiego trenera Kazimierza Górskiego daję im wygraną 4:1 i finalnie to oni zajmują piąte miejsce, a Białej Gwieździe przypada szósta lokata w tabeli końcowej.
W powyższym sezonie reaktywowana również po raz kolejny Puchar Polski. Jednak występ w nim Wiślaków jest dość szybki. Po pokonaniu Lechii Zielona Góra Wisła odpada w 1/8 finału przegrywając z Ruchem Chorzów.
Nadchodzi sezon 1962/1963 pierwszy w historii rozgrywany w systemie jesień-wiosna. Po dwóch sezonach kiedy Krakowianie ocierali się o medale lub walkę o nie nadchodzi powrót do rywalizacji w środku tabeli. Biała Gwiazda zaliczając średni sezon kończy go na ósmym miejscu nie angażując się ani w walkę o medale, ani w walkę o utrzymanie. W Pucharze Polski po raz pierwszy Krakowianie odpadają już na pierwszym przeciwniku przegrywając 1/16 finału z Szombierkami Bytom.

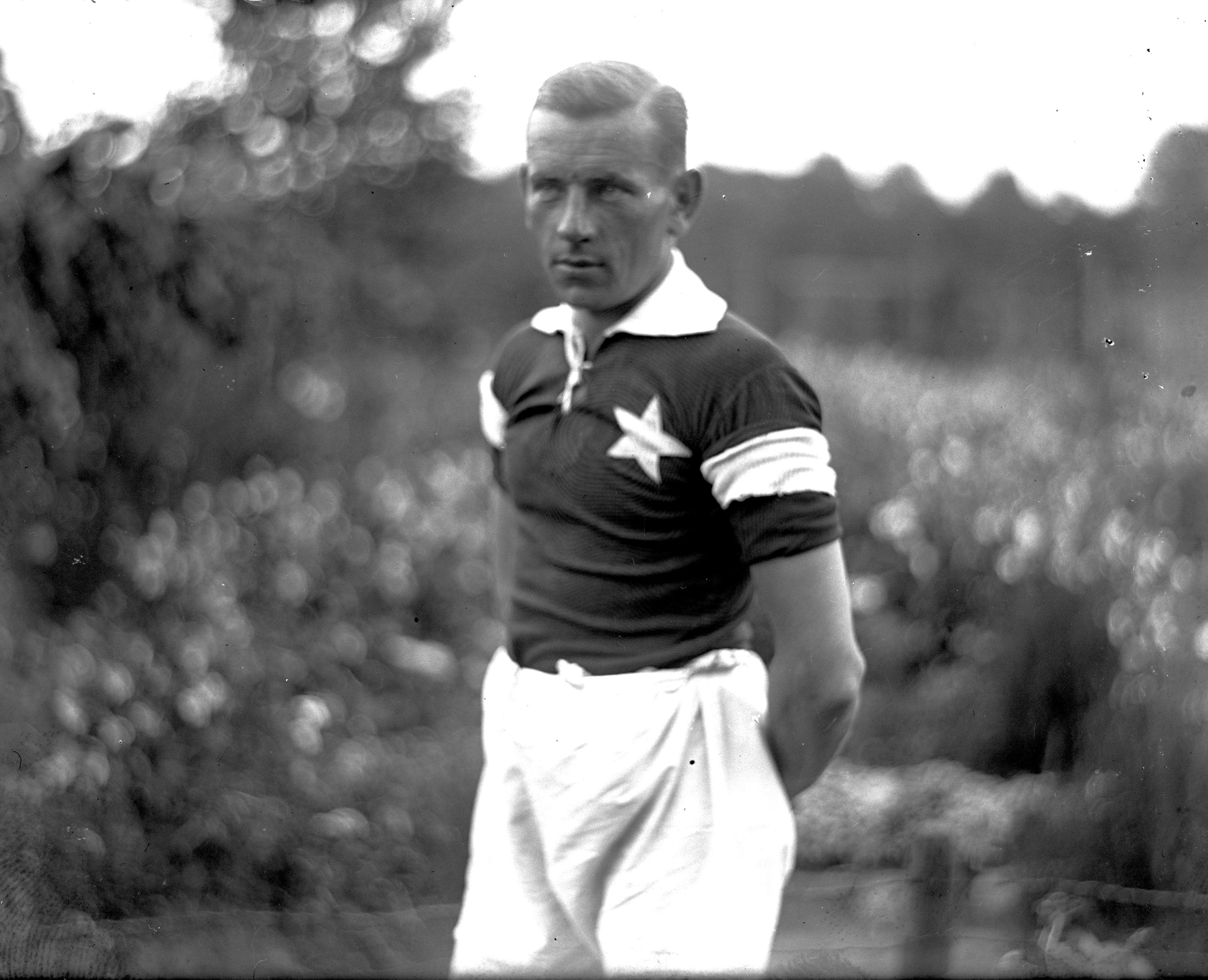
Henryk Reyman (1926) największa legenda Wisły Kraków. W Białej Gwieździe pełnił rolę piłkarza, p.o. trenera oraz wiceprezesa. Aktualnie jest patronem stadionu klubu oraz jednej z przylegających do niego ulic.

11 kwietnia 1963 świat Wisły Kraków pogrąża się w żałobie. Umiera Henryk Reyman, największa legenda klubowa. Człowiek, dzięki któremu działaniom zreaktywowano klub po I wojnie światowej i przetrwano II wojnę światową. Piłkarz, dzięki któremu zdobyto pierwsze dwa mistrzostwa Polski oraz pierwszy Puchar Polski. Działacz, który pomógł stworzyć drużynę, która trzy razy z rzędu w latach 1949–1951 wygrała ligę co dało Wiśle dwa mistrzostwa Polski.
Sezon 1963/1964 Wisła zaczyna bardzo słabo wygrywając tylko trzy razy przez całą rundę jesienną. Ukoronowaniem słabej formy Białej Gwiazdy jest porażka na koniec rundy w Szczecinie z Pogonią 0:6. Humory kibicom Wisły co nieco poprawiać mogą występy Krakowian w Pucharze Polski, gdzie na jesień przechodzą Kabel Kraków oraz Gwardię Warszawa. Jednak na początku wiosny przygoda z Pucharem kończy się na ćwierćfinale i porażką 1:2 z Polonia Bytom. W rundzie wiosennej forma Białej Gwiazdy nie poprawia się za bardzo i dalej Wisła musi rozpaczliwie walczyć o utrzymanie. Dwa zwycięstwa w końcówce sezonu z Odrą Opole i Stalą Rzeszów wlewają w serce Wiślaków nadzieję. Żeby się utrzymać Wisła w ostatniej kolejce potrzebuje wygranej. Jednak zadanie nie będzie proste, ponieważ na Reymonta przyjeżdża hegemon ostatnich lat w polskiej piłce Górnik Zabrze. Widać to na początku spotkania, gdy Zabrzanie szybko dochodzą do prowadzenia 2:0. Jednak dzięki dwóm rzutom karnym wykorzystanym przez Ryszarda Wójcika i Mieczysława Gwiżdża Biała Gwiazda doprowadza do remisu. Niewiele później Józef Gach doprowadza do ekstazy piętnastotysięczną widownię na Stadionie Wisły wyprowadzają Krakowian na prowadzenie. Ten wynik schroni Wisłę przed historyczną degradacją z najwyższej ligi. Jednak na sześć minut przed końcem spotkania błąd obrońców Wisły wykorzystuje napastnik Górnika Roman Lentner wyrównując wynik spotkania. Więcej bramek nie pada, a to oznacza dla Białej Gwiazdy pierwszą w historii degradację na drugi poziom rozgrywkowy. Wisła straciła wtedy również tytuł jedynej (obok Ruchu Chorzów) drużyny, która zaliczyła wszystkie możliwe sezony w najwyższej polskiej lidze. Dodatkowo w tabeli wszech czasów Wisła spada na drugie miejsce za Chorzowian, po tym gdy liderowała tabeli od samego jej początku. Pozycji lidera Krakowianie nigdy już w niej nie odzyskują.
Sezon 1964/1965 jest dla Wisły pierwszym w historii na drugim poziomie rozgrywkowym. Po spadku dochodzi do kilku zmian w drużynie, najważniejszą z nich jest powrót na stanowisko pierwszego trenera Czesława Skoraczyńskiego, którego celem jest szybki powrót do I ligi. 15 sierpnia w Katowicach z miejscowym GKS-em Biała Gwiazda rozgrywa swój pierwszy mecz w II lidze. Wisła gra bardzo dobrą rundę jesienną tracą punkty tylko w czterech meczach. Ukoronowaniem dobrej formy jest zwycięstwo w ostatniej kolejce pierwszej części rozgrywek w pierwszych derbach Krakowa na drugim poziomie rozgrywkowym z Cracovią 4:1. Dobra forma w lidze przekłada się również na dobre wyniki w Pucharze Polski, gdzie Biała Gwiazda na jesień pokonuje Karpaty Krosno, Piast Cieszyn oraz Górnika Świętochłowice. Rozgrywki wiosenne Krakowianie zaczynając od spotkania w ćwierćfinale Pucharu Polski z Czarni Żagań remisując z nimi po dogrywce 1:1. Zgodnie z regulaminem rozgrywek następuje wtedy rzut monetą, który wygrywają Żagańczycy i to oni przechodzą do półfinału. Tydzień później startuje liga, a Wisła nadal utrzymuje wysoką formę, dzięki której 17 czerwca po zwycięstwie w Częstochowie z Rakowem 3:1 na dwie kolejki przed końcem sezonu Biała Gwiazda zapewnia sobie ekspresowy powrót do I ligi, po roku w II lidze.
Powracająca do I ligi Wisła rozpoczyna sezon 1965/1966 od wysokie zwycięstwa w domu z Zawiszą Bydgoszcz 4:1. Zwiastun dobrego sezonu zostaje podtrzymany cały rok, ponieważ równo grająca Wisła w całym sezonie przegrywa zaledwie cztery spotkania. W finałowej tabeli Biała Gwiazda musi uznać wyższość jedynie ówczesnemu hegemonowi Górnikowi Zabrze zdobywając wicemistrzostwo Polski, w kapitalnym stylu powracając do najwyższej klasy rozgrywkowej. Dla Krakowian był to również pierwszy medal mistrzostw Polski od 1953 roku. W Pucharze Polski w tamtym sezonie Wisła zalicza słaby występ odpadając z Szombierkami Bytom już w pierwszej, możliwej rundzie.
Po sezonie ligowym w czerwcu 1966 roku Wisła bierze udział w pierwszych oficjalnych rozgrywkach międzynarodowych w jej historii. W Międzynarodowym Pucharze Piłkarskim znanym również jako Puchar Karla Rappana Biała Gwiazda bierze udział w rozgrywkach grupowych, w których jej rywalami są szwedzkie Malmö FF, niemieckie 1. FC Kaiserslautern oraz czechosłowacki Inter Bratysława. 18 czerwca Krakowianie udanie debiutują w rozgrywkach pokonując na wyjeździe 1. FC Kaiserslautern 4:2. Dokładając do tego jeszcze później dwie wygrane i jeden remis, co w finalnym rozrachunku daje im drugie miejsce w grupie i zakończenie udziału w rozgrywkach na tym etapie.

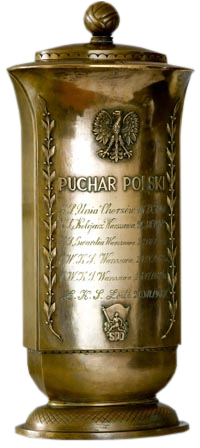
Trofeum jakie za zdobycie Pucharu Polski otrzymała Wisła w roku 1967.

W sezonie 1966/1967 euforia po dwóch bardzo udanych sezonach powoli opada Wiślacy słabo wchodzą w sezon, a następnie rozgrywają przeciętną jesień wygrywając tylko w pięciu spotkaniach. Runda wiosenna rozegrana na delikatnie słabszym poziomie daje Wiśle w końcowej tabeli dopiero dziesiąte miejsce. Inaczej jest jednak w rozgrywkach o Puchar Polski, gdzie Wiślacy dzięki przejściu Stali Mielec, Legii Warszawa, Ruchu Chorzów i GKS-u Katowice awansowują do finału rozgrywek. Tam trafiają na III-ligowy Raków Częstochowa. 9 lipca w Kielcach po bramkach Andrzeja Sykty i Huberta Skupnika w dogrywce Biała Gwiazda zdobywa już drugi w historii Puchar Polski oraz pierwszy raz w historii kwalifikuje się do europejskich rozgrywek organizowanych przez UEFA. Jednak zdobycie Puchar Polski nie ratuje posady Czesława Skoraczyńskiego, którego z powodu słabych wyników w lidze zastępuje Mieczysław Gracz.
29 marca 1967 na spotkaniu delegatów klubu z ramienia ZS Gwardia podjęta zostaje decyzja o zmianie pełnej nazwy klubu na Gwardyjskie Towarzystwo Sportowe Wisła Kraków, by w pełni podkreślić przynależność klubu do stowarzyszenia. Oficjalnie nazwa wchodzi w życie 9 maja tamtego roku.
W sezonie 1967/1968 Wisła po raz pokazuje europejskiej publiczności w oficjalnych rozgrywkach UEFy. Jako zdobywca Puchar Polski reprezentując Polskę w Pucharze Zdobywców Pucharów rozgrywki rozpoczyna od dwumeczu z fińskim HJK Helsinki. W pierwszym meczu rozegranym 20 września w stolicy Finlandii Biała Gwiazda wygrywa pewnie 4:1. Dwa tygodnie później w rewanżu w Krakowie Wiślacy po raz kolejny aplikują Finom cztery bramki, tym razem nie tracąc żadnej. W następnej rundzie poprzeczka idzie mocno w górę, ponieważ Krakowianie trafiają na niemiecki Hamburger SV, który pewnie dwukrotnie wygrywa z Wisłą 1:0 w Krakowie i aż 4:0 w Hamburgu. Na tym Biała Gwiazda kończy swoją pierwszą, oficjalną, europejską przygodę. Dobry humor w klubie związany z grą w Europie psuje kompromitujący występ w Pucharze Polski, w którym Wiślacy odpadają z Baildonem Katowice, grającym wtedy na piątym poziomie rozgrywkowym. W lidze natomiast po słabej jesieni i jeszcze słabszej wiośnie znowu Krakowianie są bliscy spadku, ledwie trzy lata po powrocie do najwyższej klasy rozgrywkowej. W ostatniej kolejce Wisła mierzy się na wyjeździe z Szombierkami Bytom, pokonując je 2:0 oraz dzięki zwycięstwu Pogoni Szczecin nad ŁKS-em Łódź Biała Gwiazda zrównuje się z Łodzianami i dzięki lepszemu bilansowi bramek utrzymuję się w I lidze. Poniekąd można powiedzieć, że Wiśle los oddał, to co zabrał cztery lata temu, ponieważ wtedy Krakowianie też zdobyli tyle samo punktów co ostatnia bezpieczna drużyna, jednak mieli gorszy bilans bramkowy z całego sezonu.
We wspomnianym wyżej meczu z Szombierkami jako rezerwowy na drugą połowę wchodzi przyszły najlepszy strzelec klubu w historii Kazimierz Kmiecik debiutując w pierwszej drużynie Białej Gwiazdy.
Po nerwowej końcówce sezonu 1967/1968 sezon 1968/1969 jest dla Wisły dużo spokojniejszy. Biała Gwiazda grająca dość w kratkę utrzymuje przez cały sezon miejsce w środku tabeli, kończąc finalnie rozgrywki na siódmym miejscu. Występ w Pucharze Polski w tamtym sezonie dla Wisły nie trwa zbyt długo po pokonaniu Warszawianki Wiślacy przegrywają z Unią Tarnów w 1/8 finału.
Po sezonie ligowym Wiślacy ponownie przystępują do Międzynarodowego Puchar Piłkarskiego, który zmienił schowają nazwę na Puchar Intertoto. W Polsce bardzo popularne było również nazywanie tego turnieju Pucharem Lata, ponieważ zawsze był rozgrywany w czerwcu, bądź lipcu. Oprócz nazwy zmienia się również regulamin turniej. W rozgrywkach biorące w nich udział drużyny podzielone zostają na grupy. Po ich zakończeniu kończy się cały turniej bez wyłaniania jednego zwycięzcy całych rozgrywek. W tej edycji Wiślacy trafiają na czechosławackie VSS Košice, belgijskie Lierse SK i duński Esbjerg fB. Dzięki wygranym wszystkim spotkaniom domowym oraz wyjazdowemu triumfowi w Danii Biała Gwiazda wygrywa swoją grupę Pucharu Intertoto.
Kolejny sezon 1969/1970 to dla Wisły kolejny rok gry w kratkę plątając się w okolicach tabeli, mając jednak bliżej do strefy spadkowej niż pucharowej i medalowej. W lidze kończy się to dla Wisły osunięciem się o jedną lokatę w tabeli w stosunku do sezonu poprzedniego i zajęcie ósmego miejsca. W Pucharze Polski natomiast Biała Gwiazda odpada na pierwszym rywalu, przegrywając po dogrywce z Górnikiem Wałbrzych. Humor Wiślakom poprawić może bardzo dobry występ w Pucharze Intertoto po zakończeniu sezonu. Gdzie trafiając w grupie na duńskie Hvidovre IF, holenderski FC Utrecht oraz szwajcarski FC Winterthur Biała Gwiazda odnosi pięć zwycięstw i drugi rok z rzędu wygrywa swoją grupę w Pucharze Lata.

### Od 1997
W 1997 klub kupili właściciele Tele-Foniki: Bogusław Cupiał wraz ze wspólnikami Zbigniewem Urbanem i Stanisławem Ziętkiem. Z czasem Cupiał został jedynym właścicielem klubu, który pod jego rządami osiem razy zdobywał mistrzostwo Polski, osiągał również sukcesy w europejskich pucharach. W 2016 Wisła została sprzedana Jakubowi Meresińskiemu za nieco ponad milion złotych. od którego piłkarska spółka została przejęta przez Towarzystwo Sportowe Wisła Kraków, powiązane ze środowiskiem kibiców. W 2018 po kontrowersjach związanych z ujawnieniem powiązań władz klubu oraz w związku z fatalną sytuacją finansową rozpoczęto poszukiwanie inwestora. 19 grudnia TS Wisła poinformowała o warunkowym sprzedaniu sekcji piłkarskiej luksembursko-brytyjskiemu konsorcjum funduszy inwestycyjnych, zaś 22 grudnia właścicielami piłkarskiej Wisły zostały Alelega Luxembourg S.à r.l. (60% akcji) oraz Noble Capital Partners Ltd (40%). Dotychczasowy zarząd i rada nadzorcza podały się do dymisji, zaś p.o. prezesa został Adam Pietrowski. Ponieważ nowi inwestorzy nie przelali pieniędzy zgodnie z umową, akcje spółki wróciły do Towarzystwa Sportowego. Na początku 2019. roku Komisja ds. Licencji Klubowych PZPN zawiesiła licencję na występy w Ekstraklasie ze względu na niejasną sytuację prawną Klubu oraz w związku z licznymi naruszeniami postanowień Podręcznika Licencyjnego, a nowym prezesem klubu został członek zarządu TS Wisła Rafał Wisłocki. W dniu 2 lipca 2019 obowiązki prezesa klubu zaczął pełnić Piotr Obidziński, który od stycznia pracował jako prokurent spółki i pełnomocnik. W dniu 20 kwietnia 2020 prezesem Wisły Kraków został Dawid Błaszczykowski, który pełnił funkcję do dnia 28 lipca 2022 roku
15 maja 2022 po przegranej 2:4 z Radomiakiem Radom Wisła spadła do I ligi, po raz pierwszy od 1996. 1 sierpnia 2022 roku funkcję Prezesa TS Wisła Kraków SA objął Władysław Nowak, pełnił ją do dnia 22 listopada 2022 roku. 25 listopada 2022 prezesem klubu został Jarosław Królewski, który 20 grudnia 2022 roku stał się posiadaczem 53,68 proc. akcji Wisły Kraków zostając tym samym większościowym akcjonariuszem klubu.
W sezonie 2023/2024 Biała Gwiazda zdobyła Puchar Polski, pokonując w finale po dogrywce 2:1 drużynę Pogoni Szczecin. Sezon ligowy okazał się być jednak dla Wisły katastrofalny - zajęła ona bowiem 10. miejsce w tabeli ligowej, najniższe w historii występów drużyny na tym szczeblu rozgrywkowym.
Sezon 2024/2025 Wisła Kraków zakończyła na 4. miejscu, kwalifikując się do baraży o awans do Ekstraklasy. Baraże zakończyła jednak niepowodzeniem, przegrywając w ich półfinale 0:1 z Miedzią Legnica.

### Chronologia nazw
| Lata      | Pełna nazwa klubu                                                                  |
| --------- | ---------------------------------------------------------------------------------- |
| 1906–1910 | Klub Sportowy Wisła Kraków                                                         |
| 1910–1914 | Towarzystwo Sportowe Wisła Kraków                                                  |
| 1918      | Sparta Kraków                                                                      |
| 1918–1949 | Towarzystwo Sportowe Wisła Kraków                                                  |
| 1949      | Gwardia–Wisła Kraków                                                               |
| 1949–1955 | Gwardia Kraków                                                                     |
| 1955–1957 | Wisła Kraków                                                                       |
| 1957–1967 | Towarzystwo Sportowe Wisła Kraków                                                  |
| 1967–1990 | Gwardyjskie Towarzystwo Sportowe Wisła Kraków                                      |
| 1990–1996 | Towarzystwo Sportowe Wisła Kraków                                                  |
| 1996–1997 | Towarzystwo Sportowe Wisła Kraków – Autonomiczna Sekcja Piłki Nożnej Spółka z o.o. |
| 1997–1999 | Towarzystwo Sportowe Wisła Kraków – Piłka Nożna Sportowa Spółka Akcyjna            |
| 1999–2007 | Wisła Kraków Sportowa Spółka Akcyjna                                               |
| 2007–2020 | Wisła Kraków Spółka Akcyjna                                                        |
| Od 2020   | Towarzystwo Sportowe Wisła Kraków Spółka Akcyjna                                   |

## Symbole

### Hymn

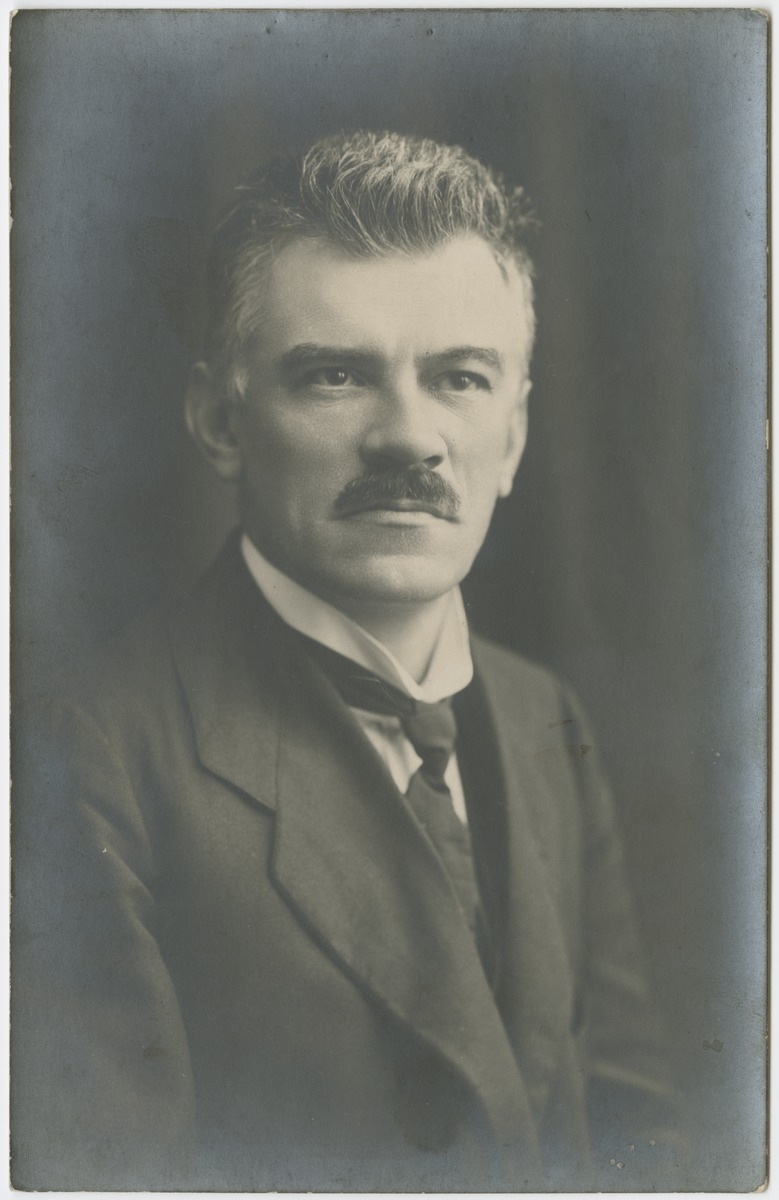
Twórca pieśni Jak długo na Wawelu... Konstanty Krumłowski

Patriotyczna pieśń Konstantego Krumłowskiego pt. Jak długo na Wawelu... pierwszy raz na meczu Wisły Kraków rozbrzmiała 25 września 1927 roku po zwycięstwie nad klubem składającym się z mniejszości niemieckiej i Ślązaków 1. FC Katowice i zapewnieniem sobie przez Białą Gwiazdę mistrzostwa Polski. Patriotyczny wymiar zwycięstwa spowodował, że piłkarze Wisły podczas świętowania odśpiewali wiele patriotycznych pieśni. Z biegiem czasu pieśń Jak długo na Wawelu... najbardziej przyjęła się wśród nich i już pod koniec lat. 20 XX wieku była przez Wiślaków uznawana za ich hymn. Oficjalnie jako hymn klubu pieśń została uznana w 1935 roku. Z biegiem czasu niektóre wersy pieśni były powoli przerabiane na sportowe brzmienie. W czasach PRL-u w programach meczowych najczęściej pomijano refren pieśni z racji jego patriotycznego wydźwięku.

#### Aktualny tekst hymnu

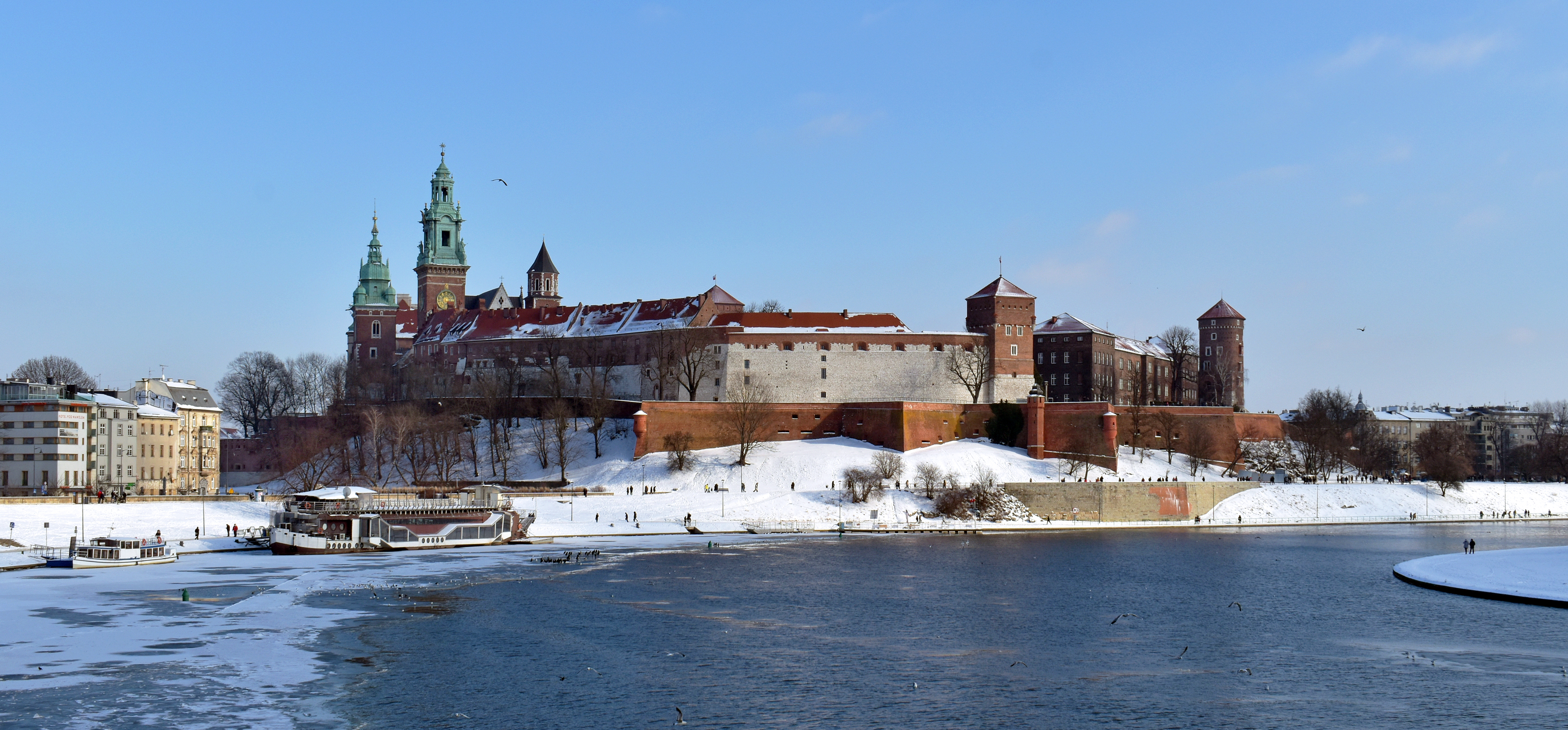
Widok na Wzgórze Wawelskie, do którego nawiązuje hymn klubowy.

Jak długo na Wawelu,

Zygmunta bije dzwon,

Tak długo nasza Wisła,

Zwyciężać będzie wciąż.
Zwycięży orzeł biały,

Zwycięży polski ród

Zwycięży nasza Wisła,

Bo to Krakowski klub

Wierny swojej drużynie,

znów przyjdę na jej mecz,

i smutek z serca zginie,

troski odejdą precz.
Zwycięży orzeł biały,

Zwycięży polski ród

Zwycięży nasza Wisła,

Bo to Krakowski klub

Nawet jeśli przegrywasz,

To musi krótko trwać,

Bo mistrza ten zdobywa,

który potrafi grać.
Zwycięży orzeł biały,

Zwycięży polski ród

Zwycięży nasza Wisła,

Bo to Krakowski klub

### Biała Gwiazda
Pierwszym emblematem Wisły Kraków była czarna piłka przecięta błękitną wstęgą, która miała symbolizować występującą w nazwie klubu rzekę Wisłę. Jesienią 1907 roku doszło do fuzji Wisły z tzw. drużyną Jenkera, w założeniu której klub nadal zachowywał nazwę Wisła, a od drużyny Jenkera przejmował barwy. W ten sposób Wisła zaczęła od tamtej pory grać w czerwonych koszulkach z dwoma, błękitnymi gwiazdami (po jednej na każdą pierś). Sama błękitna gwiazda na koszulkach drużyny Jenkera znalazła się przypadkiem. Podczas zamawiania strojów z Berlina klub otrzymał koszulki ze wspomnianymi gwiazdami. Zdecydowano wtedy przyjąć je jako znak klubowy.

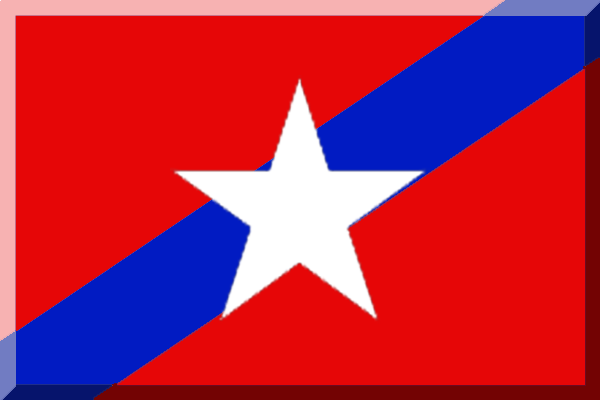
Biała Gwiazda

W drugiej połowie 1910 roku dokonano zmiany koloru gwiazdy na białą. Zmiana związana była ze starania krakowskiego klubu stworzenia autonomicznego, polskiego ruchu sportowego nie podlegającego austriackiemu zaborcy. Po zmianie kolory występujące na koszulkach Wisły były białe i czerwone, co miało nawiązywać do polskich barw narodowych. Do czasu wybuchu I wojny światowej ilość ramion białej gwiazdy nie była usystematyzowana. Najczęściej spotkać można było koszulki Wisły z ośmioramienną gwiazdą, ale również z pięcio- czy sześcioramienną. Znana dzisiaj pięcioramienna, biała gwiazda została usystematyzowana po reaktywowaniu klubu po zakończeniu I wojny światowej.
Gwiazda na koszulkach towarzyszyła piłkarzom do roku 2000 kiedy została zastąpiona herbem stworzonym dla powstałej sportowej spółki akcyjnej. Nie zostało to dobrze przyjęte przez kibiców klubu, który ten herb bardziej uważali za logo spółki niż herb klubowy. Ze względu na jubileusz stuleciu klubu w strojach wyprodukowanych na sezony 2005/2006 oraz 2006/2007 na pierś zawodników powróciła Biała Gwiazda. Po tych dwóch sezonach powrócono do herbu na koszulkach. W strojach stworzonych na sezony 2008/2009 oraz 2009/2010 oprócz herbu na piersi na lewym ramieniu zawodników znajdowała się symboliczna Biała Gwiazda. Po tych dwóch sezonach ponownie gwiazda zniknęła z wiślackich koszulek. W 2013 roku zarząd klubu po prośbach i petycjach kibiców postanowił przywrócić Białą Gwiazdę na stałe na koszulki klubowe. Od tamtej do pory do dziś gwiazda występuje na piersi zawodników klubu.

### Wiślacki Smok

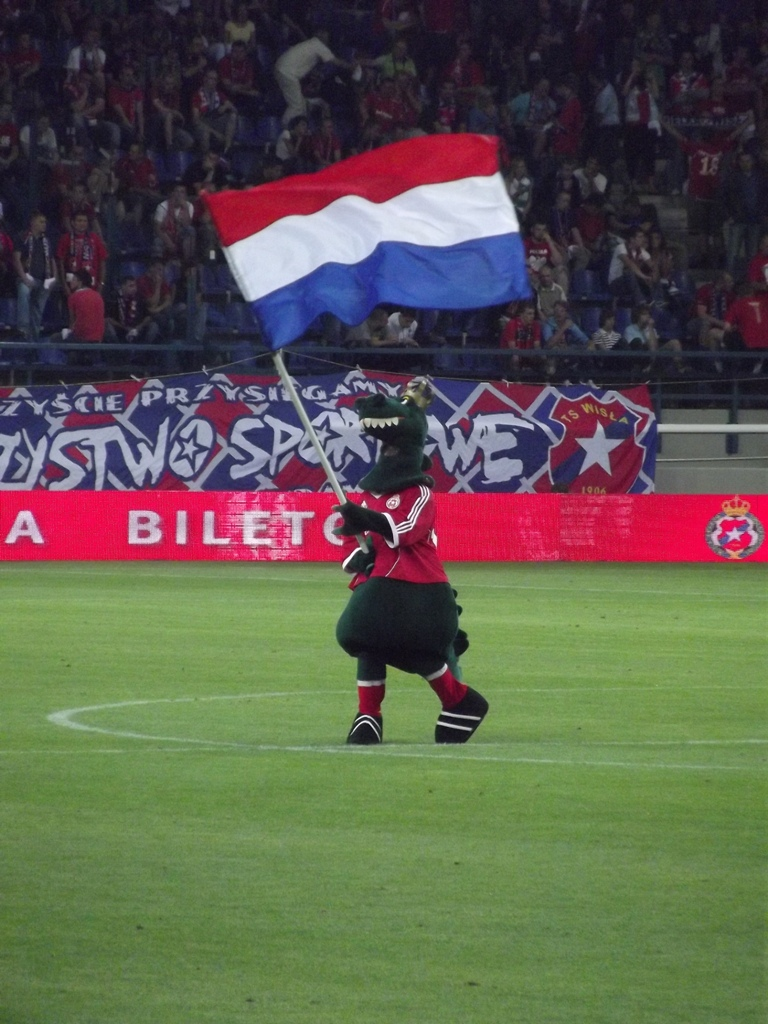
Wiślacki Smok podczas meczu.

Maskotka klubu została stworzona, by podkreślić silne związki klubu z Krakowem, jego bogatą historią oraz legendami. Inspiracją do jej powstania stał się smok zamieszkujący według podań pieczarę pod wzgórzem wawelskim, do którego nawiązuje także hymn klubu.
Jako smok na stadionie Wisły występowali wierni kibice klubu, którzy swoje rolę pełnili, aż do swojej śmierci. Pierwszym smokiem był Tadeusz Kuś, który pełni rolę od początku lat 90. XX wieku do momentu swojej śmierci w maju 2005 roku. W sierpniu tamtego roku na jego następcę wybrano innego wiernego kibica klubu Stanisław Sękiewicza, który w trakcie swojej pracy jako wiślacki smok w 2018 roku obchodził jubileusz 30 lat bez opuszczonego domowego spotkania Białej Gwiazdy. Sękiewicz również pełnił swoją rolę, aż do śmierci w kwietniu 2022 roku. Wybrany na następcę Stanisława Sękiewicza nowy odtwórca wiślackiego smoka nie jest znany z imienia i nazwiska.

## Sukcesy

### Międzynarodowe
| \| \| Zdobyte trofea w rozgrywkach międzynarodowych (stan na: 30.06.2022) \| |                                                                     |      |            |
| Rozgrywki                                                                    | Osiągnięcie                                                         | Razy | Sezon(y)   |
| · Liga Mistrzów · (Puchar Europy)                                            | zdobywca                                                            | 0    |            |
| · Liga Mistrzów · (Puchar Europy)                                            | finalista                                                           | 0    |            |
| · Liga Mistrzów · (Puchar Europy)                                            | ćwierćfinalista                                                     | 1    | 1979       |
| · Liga Europy · (Puchar UEFA)                                                | zdobywca                                                            | 0    |            |
| · Liga Europy · (Puchar UEFA)                                                | finalista                                                           | 0    |            |
| · Liga Europy · (Puchar UEFA)                                                | 1/8 finału                                                          | 1    | 2003       |
| · Puchar Zdobywców                                                           | zdobywca                                                            | 0    |            |
| · Puchar Zdobywców                                                           | finalista                                                           | 0    |            |
| · Puchar Zdobywców                                                           | 1/8 finału                                                          | 2    | 1968, 1985 |
| FIFA                                                                         | Zdobyte trofea w rozgrywkach międzynarodowych (stan na: 30.06.2022) |      |            |

### Krajowe
| \| \| Zdobyte trofea w rozgrywkach Polski (stan na: 02.04.2025) \| |                                                           |      |                                                                              |
| Rozgrywki                                                          | Osiągnięcie                                               | Razy | Sezon(y)                                                                     |
| Mistrzostwo                                                        | I miejsce                                                 | 13   | 1927, 1928, 1949, 1950, 1978, 1999, 2001, 2003, 2004, 2005, 2008, 2009, 2011 |
| Mistrzostwo                                                        | II miejsce                                                | 13   | 1923, 1930, 1931, 1936, 1947, 1948, 1951, 1966, 1981, 2000, 2002, 2006, 2010 |
| Mistrzostwo                                                        | III miejsce                                               | 9    | 1925, 1929, 1933, 1934, 1938, 1953, 1976, 1991, 1998                         |
| Puchar                                                             | zdobywca                                                  | 5    | 1926, 1967, 2002, 2003, 2024                                                 |
| Puchar                                                             | finalista                                                 | 6    | 1951, 1954, 1979, 1984, 2000, 2008                                           |
| Superpuchar                                                        | zdobywca                                                  | 1    | 2001                                                                         |
| Superpuchar                                                        | finalista                                                 | 5    | 1999, 2004, 2008, 2009, 2024                                                 |
| Puchar Ligi                                                        | zdobywca                                                  | 1    | 2001                                                                         |
| Puchar Ligi                                                        | finalista                                                 | 1    | 2002                                                                         |
| Puchar Ligi                                                        | III miejsce                                               | 1    | 1952                                                                         |
| II liga                                                            | I miejsce                                                 | 1    | 1965                                                                         |
| II liga                                                            | II miejsce                                                | 3    | 1986, 1988, 1996                                                             |
| II liga                                                            | III miejsce                                               | 1    | 1995                                                                         |
| Polska                                                             | Zdobyte trofea w rozgrywkach Polski (stan na: 02.04.2025) |      |                                                                              |

### Inne i towarzyskie
| Puchar                                      | Liczba | Rok                                                              |
| ------------------------------------------- | ------ | ---------------------------------------------------------------- |
| Wicemistrzostwo Galicji                     | 1      | 1913                                                             |
| Mistrzostwo Ligi                            | 1      | 1951                                                             |
| Puchar Intertoto                            | 3      | 1969, 1970, 1973                                                 |
| Okupacyjne Mistrzostwa Krakowa              | 3      | 1940, 1941, 1944                                                 |
| Herbowana Tarcza Krakowa                    | 11     | 1974, 1976, 1977, 1978, 1979, 1981, 1982, 1983, 1985, 1987, 1989 |
| Puchar Rektora Uniwersytetu Jagiellońskiego | 1      | 1993                                                             |
| Chicago Trophy                              | 1      | 2007                                                             |
| Puchar im. Henryka Reymana                  | 1      | 2018                                                             |

### Juniorskie
| Puchar                           | Liczba | Rok                                                        |
| -------------------------------- | ------ | ---------------------------------------------------------- |
| Młoda Ekstraklasa                | 1      | 2008                                                       |
| Mistrzostwo Polski Juniorów U-19 | 9      | 1936, 1937, 1958, 1975, 1976, 1982, 1996, 1997, 2000, 2014 |
| Mistrzostwo Polski Juniorów U-17 | 1      | 2013                                                       |

### Indywidualne

#### Mistrzostwa Polski

##### Królowie strzelców
| Sezon | Piłkarz          | Liczba |
| ----- | ---------------- | ------ |
| 1925  | Henryk Reyman    | 11     |
| 1947  | Mieczysław Gracz | 4      |

#### Ekstraklasa

##### Królowie strzelców
| Sezon     | Piłkarz              | Liczba |
| --------- | -------------------- | ------ |
| 1927      | Henryk Reyman        | 37     |
| 1931      | Walerian Kisieliński | 24     |
| 1933      | Artur Woźniak        | 18     |
| 1937      | Artur Woźniak        | 12     |
| 1948      | Józef Kohut          | 31     |
| 1973/1974 | Zdzisław Kapka       | 15     |
| 1975/1976 | Kazimierz Kmiecik    | 20     |
| 1977/1978 | Kazimierz Kmiecik    | 15     |
| 1978/1979 | Kazimierz Kmiecik    | 17     |
| 1979/1980 | Kazimierz Kmiecik    | 24     |
| 1990/1991 | Tomasz Dziubiński    | 21     |
| 1998/1999 | Tomasz Frankowski    | 21     |
| 2000/2001 | Tomasz Frankowski    | 18     |
| 2001/2002 | Maciej Żurawski      | 21     |
| 2003/2004 | Maciej Żurawski      | 20     |
| 2004/2005 | Tomasz Frankowski    | 25     |
| 2007/2008 | Paweł Brożek         | 23     |
| 2008/2009 | Paweł Brożek         | 19     |
| 2017/2018 | Carlitos             | 24     |

##### Piłkarz sezonu
| Sezon     | Piłkarz  |
| --------- | -------- |
| 2017/2018 | Carlitos |

##### Obrońca sezonu
| Sezon     | Piłkarz            |
| --------- | ------------------ |
| 2013/2014 | Arkadiusz Głowacki |

##### Pomocnik sezonu
| Sezon     | Piłkarz      |
| --------- | ------------ |
| 2014/2015 | Semir Stilić |

##### Napastnik sezonu
| Sezon     | Piłkarz  |
| --------- | -------- |
| 2017/2018 | Carlitos |

##### Interwencja sezonu
| Sezon     | Piłkarz            |
| --------- | ------------------ |
| 2015/2016 | Radosław Cierzniak |

##### Piłkarz miesiąca
| Miesiąc          | Piłkarz              |
| ---------------- | -------------------- |
| Grudzień 2009    | Marcelo              |
| Sierpień 2014    | Semir Stilić         |
| Październik 2017 | Carlitos             |
| Sierpień 2018    | Zdeněk Ondrášek      |
| Październik 2018 | Jesús Imaz           |
| Marzec 2019      | Jakub Błaszczykowski |
| Wrzesień 2019    | Paweł Brożek         |

##### Trener miesiąca
| Miesiąc   | Trener          |
| --------- | --------------- |
| Luty 2020 | Artur Skowronek |

#### I liga

##### Piłkarz miesiąca
| Miesiąc       | Piłkarz        |
| ------------- | -------------- |
| Lipiec 2022   | Michał Żyro    |
| Marzec 2023   | Luis Fernández |
| Grudzień 2023 | Szymon Sobczak |
| Lipiec 2024   | Angel Rodado   |
| Sierpień 2024 | Angel Rodado   |

#### Plebiscyt Piłki Nożnej

##### Piłkarz Roku
| Rok  | Piłkarz         |
| ---- | --------------- |
| 2002 | Maciej Żurawski |

##### Odkrycie Roku
| Rok  | Piłkarz          |
| ---- | ---------------- |
| 1977 | Adam Nawałka     |
| 1980 | Piotr Skrobowski |
| 2009 | Patryk Małecki   |

##### Trener Roku
| Rok  | Trener            |
| ---- | ----------------- |
| 1991 | Adam Musiał       |
| 1999 | Franciszek Smuda  |
| 2002 | Henryk Kasperczak |
| 2007 | Maciej Skorża     |

##### Drużyna Roku
| Rok  | Zespół           |
| ---- | ---------------- |
| 2002 | Pierwsza drużyna |

##### Ligowiec Roku
| Rok  | Piłkarz             |
| ---- | ------------------- |
| 2004 | Tomasz Frankowski   |
| 2007 | Marek Zieńczuk      |
| 2008 | Paweł Brożek        |
| 2013 | Radosław Sobolewski |

##### Jedenastka obcokrajowców roku
| Rok  | Piłkarze             |
| ---- | -------------------- |
| 2006 | Emilian Dolha Cléber |

#### Plebiscyt redakcji Sportu

##### Challenge „Złote Buty”
| Rok  | Piłkarz            |
| ---- | ------------------ |
| 1975 | Antoni Szymanowski |
| 2004 | Maciej Żurawski    |
| 2005 | Maciej Żurawski    |
| 2008 | Marek Zieńczuk     |
| 2014 | Michał Miśkiewicz  |

##### Piłkarz Roku
| Rok  | Piłkarz            |
| ---- | ------------------ |
| 1975 | Antoni Szymanowski |
| 2002 | Maciej Żurawski    |
| 2005 | Tomasz Frankowski  |

## Stadion

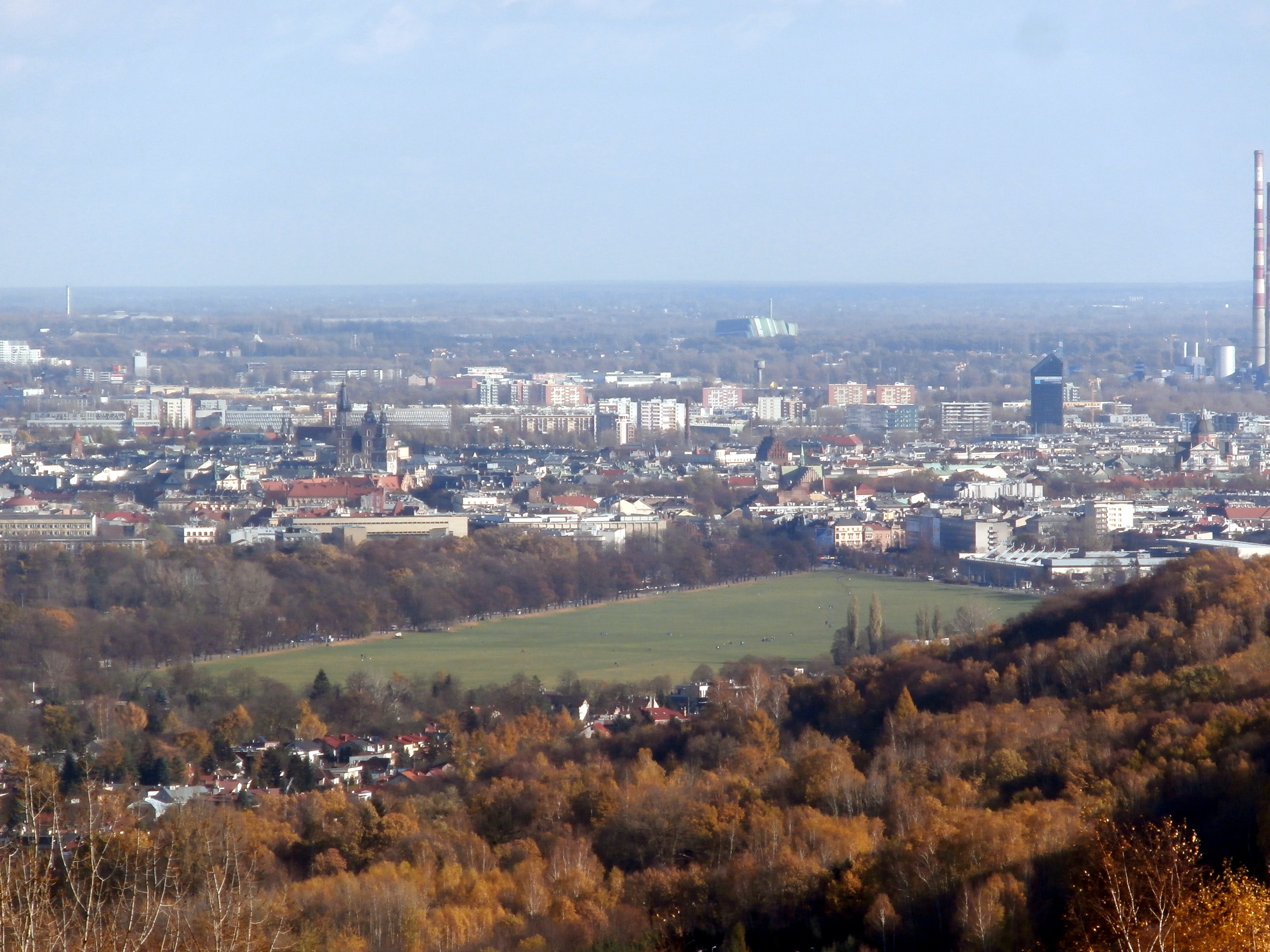
Krakowskie Błonia

Pierwotnie wszystkie swoje spotkania Wisła Kraków podobnie jak większość nowopowstałych, krakowskich drużyn rozgrywała na Błoniach. Z biegiem czasu i związku z coraz większą profesjonalizacją drużyny klubowi coraz bardziej potrzebny był własny stadion. Biała Gwiazda w całej swojej historii doczekała się trzech swoich stadionów. Wszystkie ich miejsca nie są od siebie oddalone bardziej niż kilometr i wszystkie znajdują się w okolicach krakowskich Błoń.

### Stadion na Oleandrach

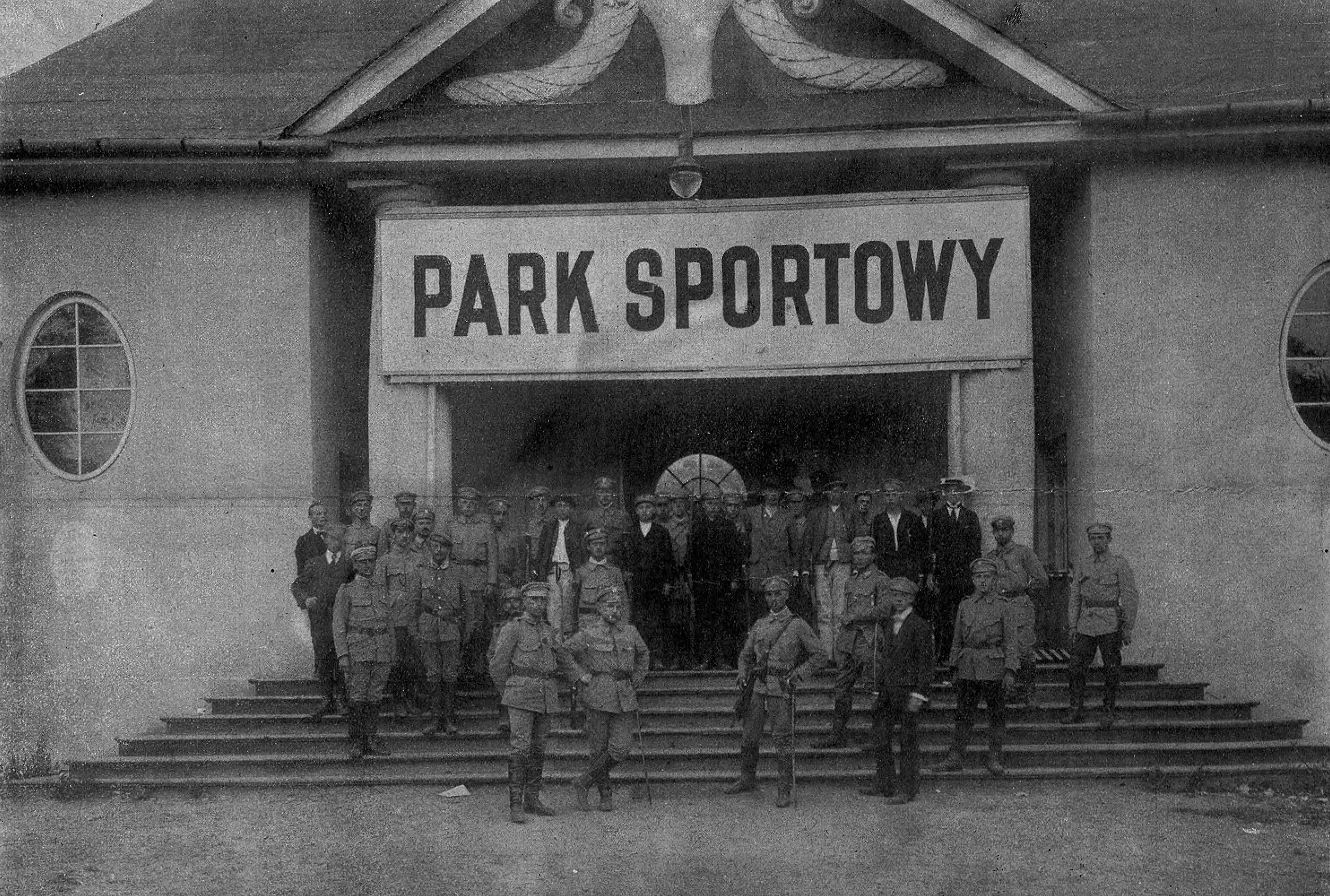
Stadion na Oleandrach

W 1910 roku kiedy Wisła jako klub oficjalnie rejestrowała Towarzystwo Sportowe Wisła Kraków i sprofesjonalizowała się rozpoczęto rozmowy z miastem na temat nabycia gruntu pod pierwszy, własny, klubowy stadion. Działaczom Wisły udało otrzymać się w dzierżawę terenu przy ul. Oleandry nieopodal krakowskich Błoń, gdzie do tej pory rozgrywane większość meczów. W budowę stadionu zaangażowani było praktycznie wszyscy członkowie Towarzystwa Sportowego Wisła. 5 kwietnia 1914 dochodzi do uroczystego otwarcia nowego stadionu Wisły. Stadion na Oleandrach nie doczekuje nawet roku. W sierpniu klub użycza terenu Józefowi Piłsudskiemu i jego nowo sformowanej Pierwszej Kompanii Kadrowej skąd wyrusząją walczyć o polską niepodległość. Po wybuchu I wojny światowej klub zawiesza działalność, a stadion przejmuje austriackie wojsko. W 1915 roku na stadionie wybucha pożar, który doszczętnie go niszczy.
Nie jest znana pojemność stadionu, ani rekord frekwencji jaki padł na nim. Wisła zdążyła zagrać na nim pięć spotkań, wszystkie w randze sparingowej. W inauguracyjnym spotkaniu 5 kwietnia 1914 roku Biała Gwiazda pokonała Czarnych Lwów 3:2.

### Stadion przy al. 3 maja

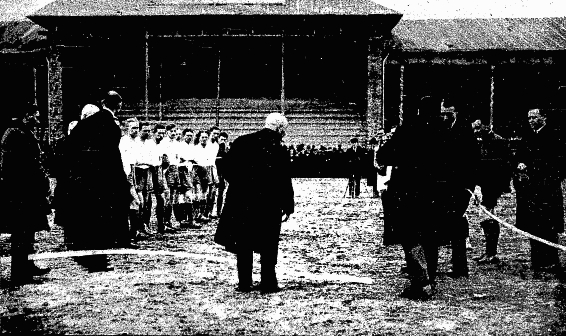
Stadion przy al. 3 maja

Wybudowanie nowego stadionu było priorytetowym zadaniem władz zreaktywowanej po I wojnie światowej Wisły. Początkowo Biała Gwiazda swoje mecze rozgrywała na terenach Cracovii i Makkabi Kraków. Jednak rosnące koszty wynajmu tych obiektów sprawiały przyśpieszanie prac nad własnych, nowym stadionem. W końcu władzą Wisły udało dostać się dzierżawę terenu po rozparcelowanym torze wyścigów konnych. W pomoc angażowali się piłkarze klubu rezygnując z diet m.in. podczas zagranicznych tournee. Ostatecznie 8 kwietnia 1922 roku otworzony nowy stadion Wisły Kraków. Mieścił się on u zbiegu alei 3 Maja i ulicy Miechowskiej.
W inauguracyjnym spotkaniu w dzień otwarcia stadionu Wisła pokonała Pogoń Lwów 4:2. Oprócz tego na tym stadionie odbyły się sławne derby z Cracovią rozegrane 3 maja 1925 zakończone wynikiem 5:5, w przerwie których padły legendarne słowa Henryka Reymana czy też pierwszy historyczny finał Puchar Polski wygrany przez Wisłę 2:1 ze Spartą Lwów.
W 1927 roku jako pierwszy stadion w Polsce mógł się pochwalić zegarem Omega. Zbudowanym naprzeciwko trybuny stadionu.
Pojemność stadionu wynosiła 1800 miejsc, jednak niejednokrotnie na meczach Białej Gwiazdy faktyczna ilość widzów przewyższała dwa tysiące osób.

### Stadion przy ul. Reymonta im. Henryka Reymana

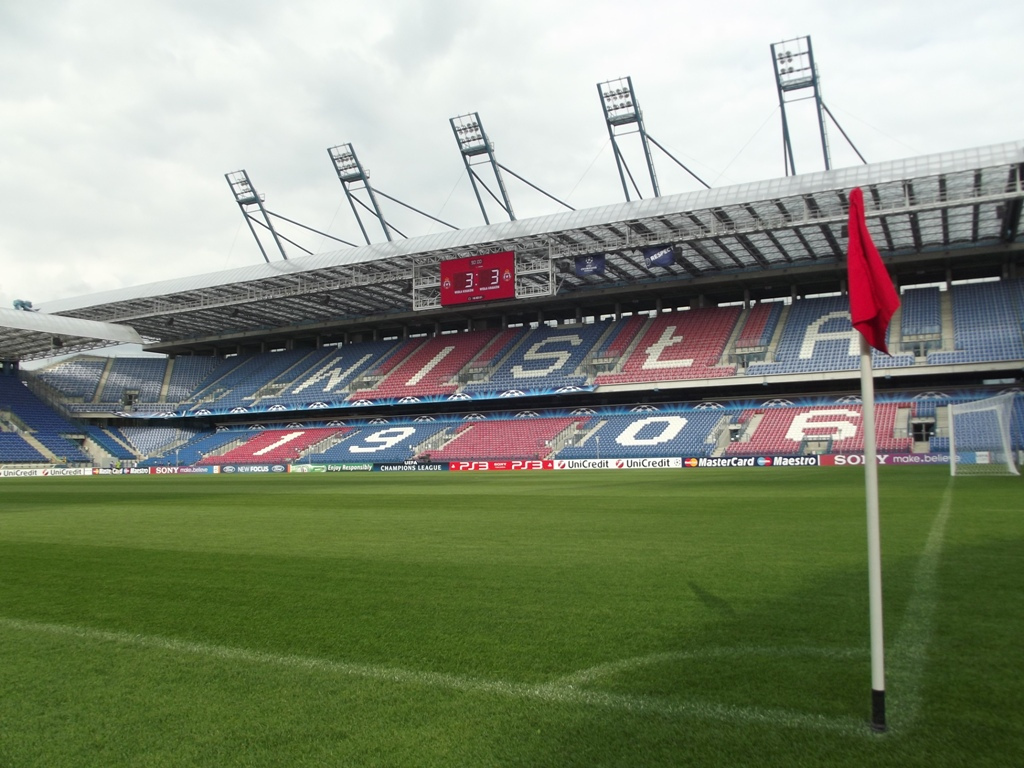
Stadion przy ul. Reymonta

Na przełomie lat 40. i 50. XX wieku stało się jasne, że Wiśle potrzeba jest budowa nowego, dużo większego stadionu. Cały czas rozstający się klub, zdobywające nowe trofeum już dawno przerósł się dotychczasowy obiekt. Ówczesny właściciel Białej Gwiazdy ZS Gwardia rozpoczął poszukiwania terenu na budowę nowego. Wybór padł na teren stadionu żużlowego leżącego dosłownie po drugiej stronie ulicy ówczesnego stadionu.
W maju 1953 oddano do użytku stadion przy ulicy Reymonta. Pierwszym spotkaniem rozegranym na tym obiekcie było spotkanie ligowego z Polonią Bytom, występującą wtedy pod komunistyczną nazwą Ogniwo Bytom 17 maja tamtego roku wygrane przez Białą Gwiazdę 4:1.
Rekord frekwencji na stadionie padł 29 października 1976 roku w meczu Pucharu UEFA ze szkockim Celtikiem Glasgow, którego Wisła pokonała wtedy 2:0.
W roku 1972 stadion został zaopatrzony w maszty oświetleniowe, 11 czerwca tamtego roku zadebiutowały w meczu z Legią Warszawa. Zostały one zdjęte w 1995 roku, z powodu pogarszającego się ich stany techniczne. Nowe maszty zostały zamontowane w kwietniu 2002 roku. Rok później stadion doczekał się podgrzewanej murawy. Duże przebudowy stadionu miały miejsce w roku 1985, 1996 oraz od 2004 do 2010 kiedy stadion nabrał w pełni nowego oraz aktualnego wyglądu z pojemnością wynoszącą 33130 miejsc. Dodatkowo w latach 2022–2023 odbyła się modernizacja stadionu związana z zorganizowanymi tam w czerwcu 2023 roku Igrzyskami Europejskimi.
23 stycznia 2008 uchwałą Rady Miasta Krakowa patronem stadionu został piłkarz Wisły Kraków – Henryk Reyman.

#### Dane stadionu
- Adres: ul. Reymonta 20, Kraków
- Pojemność (łącznie z miejscami na loży VIP): 33 130
  - Trybuna A: 2506
  - Trybuna B: 1686
  - Trybuna C: 5798
  - Trybuna D: 1873
  - Trybuna E: 8787
  - Trybuna F: 1875
  - Trybuna G: 5451 (sektor gości: 2043)
  - Trybuna H: 2508
  - Miejsca dla kibiców niepełnosprawnych: 50 (trybuna E)
  - Miejsca dla prasy: 241 (trybuna A)
  - Miejsca RTV: 120
- Wymiary boiska: 105 × 72 m
- Murawa: podgrzewana
- Oświetlenie: 2000 lx[175]

## Sponsorzy klubu

### Aktualni[176]
| Typ          | Firma sponsora   |
| ------------ | ---------------- |
| Strategiczny | TEXOM Sp. z o.o. |
| Techniczny   | Kappa            |
| Koszulkowy   | Socios Wisła     |
| Koszulkowy   | Synerise         |
| Pozostali    | PRODiM           |
| Pozostali    | Volvo Wadowscy   |
| Pozostali    | SuperBet         |
| Pozostali    | LukTrans         |

| Lata      | Sponsor                  |
| --------- | ------------------------ |
| do 1991   | Pepsi                    |
| 1991–1992 | Lotto                    |
| 1994–1997 | Unimil                   |
| 1998–2003 | Tele-Fonika              |
| 2003–2005 | Era                      |
| 2005–2007 | Tyskie                   |
| 2007–2009 | Tele-Fonika              |
| 2009–2010 | Bet-at-home.com          |
| 2010–2016 | Tele-Fonika              |
| 2017–2019 | LV Bet                   |
| 2019–2021 | LV Bet / Socios Wisła    |
| 2021–2023 | Orlen Oil / Socios Wisła |
| 2023–2024 | Orlen Oil / Texom        |
| od 2024   | Texom                    |

| Lata      | Sponsor  |
| --------- | -------- |
| do 1994   | Adidas   |
| 1995–1996 | Hummel   |
| 1996–1998 | Uhlsport |
| 1998–1999 | Adidas   |
| 2000–2005 | Nike     |
| 2005–2010 | Umbro    |
| 2010–2020 | Adidas   |
| 2020–2025 | Macron   |
| Od 2025   | Kappa    |

Źródło

## Stroje w poszczególnych latach

### Stroje domowe
| 1906–1907 | 1907–1993 | 1993–1994 | 1994–1995 | 1995–1996 | 1996–1997 | 1997–1998 | 1998–1999 | 1999–2000 |

| 2000–2006 | 2006–2008 | 2008–2010 | 2010–2011 | 2011–2013 | 2013–2015 | 2015–2016 | 2016–2018 | 2018–2020 |

| 2020 | 2021–2022 | 2022–obecnie |

### Stroje wyjazdowe
| 19??–1990 | 1990–1993 | 1993–1997 | 1997–1998 | 1998–2008 | 2008–2010 | 2010–2011 | 2011–2013 | 2013–2015 |

| 2015–2016 | 2016–2018 | 2018–2020 | 2020 | 2021–2022 | 2022–obecnie |

### Trzecie stroje
| 19??–2008 | 2008–2010 | 2010–2011 | 2011–2013 | 2013–2015 | 2015–2018 | 2018–2019 | 2019–2020 | 2020 |

| 2021–obecnie |

### Inne
| 1993–1994 · alternatywne | 1998–1999 · alternatywne | 2006 · na 100-lecie | 2006 · na 100-lecie | 2021 · na 115-lecie |

## Działacze
Stan na 26 marca 2025
| Funkcja                            | Imię i nazwisko                       |
| ---------------------------------- | ------------------------------------- |
| Właściciele                        | Jarosław Królewski (53,69%)           |
| Właściciele                        | Jakub Błaszczykowski (15,30%)         |
| Właściciele                        | Adam Łanoszka (15,29%)                |
| Właściciele                        | Władysław Nowak (3,75%)               |
| Właściciele                        | Adam Adamczyk (3,75%)                 |
| Właściciele                        | Właściciele zakupionych akcji (8,22%) |
| Przewodniczący Rady Nadzorczej     | Eugeniusz Licznarowski                |
| Wiceprzewodniczący Rady Nadzorczej | Jakub Błaszczykowski                  |
| Wiceprzewodniczący Rady Nadzorczej | Michał Róg                            |
| Wiceprzewodniczący Rady Nadzorczej | Oskar Niezabitowski                   |
| Wiceprzewodniczący Rady Nadzorczej | Adam Łanoszka                         |
| Prezes zarządu                     | Jarosław Królewski                    |
| Dyrektor sportowy                  | Vullnet Basha                         |
| Dyrektor organizacyjny             | Florentyna Kulig                      |
| Dyrektor sprzedaży                 | Tomasz Czwartkiewicz                  |
| Dyrektor marketingu                | Marcin Mucha                          |
| Dyrektor działu prawnego           | Tomasz Wolicki                        |
| Rzecznik prasowy                   | Damian Urbaniec                       |

## Sztab szkoleniowy
Stan na 26 marca 2025
| Funkcja                           | Imię i nazwisko    |
| --------------------------------- | ------------------ |
| Trener                            | Mariusz Jop        |
| Asystenci trenera                 | Kazimierz Kmiecik  |
| Asystenci trenera                 | Michał Siwierski   |
| Asystenci trenera                 | Bartosz Bąk        |
| Trener analityk                   | Krzysztof Siłka    |
| Trener bramkarzy                  | Łukasz Załuska     |
| Trener przygotowania fizycznego   | Kazimierz Piechnik |
| Trener przygotowania motorycznego | Daniel Michalczyk  |
| Kierownik drużyny                 | Kamil Binda        |
| Kitman                            | Jan Batko          |
| Lekarz                            | Mariusz Urban      |
| Fizjoterapeuci                    |                    |
| Bartłomiej Grzegorczyk            |                    |

## Obecny skład
Stan na 23 lutego 2025.
| Nr | Poz. | Piłkarz                       |
| -- | ---- | ----------------------------- |
| 1  | BR   | Kamil Broda                   |
| 4  | OB   | Rafał Mikulec                 |
| 5  | OB   | Joseph Colley                 |
| 6  | OB   | Alan Uryga (kapitan)          |
| 8  | PO   | Marc Carbó                    |
| 9  | NA   | Ángel Rodado (2. wicekapitan) |
| 10 | NA   | Frederico Duarte              |
| 12 | PO   | James Igbekeme                |
| 13 | PO   | Tamás Kiss                    |
| 17 | PO   | Jesús Alfaro                  |
| 18 | PO   | Bartosz Talar                 |
| 19 | PO   | Olivier Sukiennicki           |
| 20 | PO   | Karol Dziedzic                |
| 21 | PO   | Patryk Gogół                  |
| 22 | PO   | Piotr Starzyński              |
| 24 | PO   | Enis Fazłagiḱ                 |
| 25 | OB   | Bartosz Jaroch                |

| Nr | Poz. | Piłkarz                       |
| -- | ---- | ----------------------------- |
| 26 | OB   | Igor Łasicki (1. wicekapitan) |
| 28 | BR   | Patryk Letkiewicz             |
| 30 | OB   | Janis Kiakos                  |
| 31 | BR   | Anton Czyczkan                |
| 41 | PO   | Kacper Duda                   |
| 43 | OB   | Dawid Szot                    |
| 50 | PO   | Mariusz Kutwa                 |
| 51 | NA   | Maciej Kuziemka               |
| 56 | PO   | Filip Baniowski               |
| 75 | OB   | Kacper Skrobański             |
| 77 | PO   | Ángel Baena                   |
| 88 | PO   | Marko Poletanović             |
| 97 | OB   | Wiktor Biedrzycki             |
| 99 | NA   | Łukasz Zwoliński              |

## Piłkarze Wisły Kraków w reprezentacji

### Igrzyska Olimpijskie
| Turniej | Zawodnik              |
| ------- | --------------------- |
| 1924    | Henryk Reyman         |
| 1924    | Mieczysław Wiśniewski |
| 1924    | Zdzisław Styczeń      |
| 1924    | Władysław Krupa       |
| 1936    | Józef Kotlarczyk      |
| 1936    | Edward Madejski       |
| 1936    | Alojzy Sitko          |
| 1952    | Józef Mamoń           |
| 1952    | Zbigniew Jaskowski    |
| 1972    | Antoni Szymanowski    |
| 1972    | Kazimierz Kmiecik     |
| 1976    | Antoni Szymanowski    |
| 1976    | Kazimierz Kmiecik     |
| 1992    | Marcin Jałocha        |

### Finały Piłkarskich Mistrzostw Świata
| Turniej | Zawodnik            |
| ------- | ------------------- |
| 1938    | Bolesław Habowski   |
| 1938    | Antoni Łyko         |
| 1974    | Antoni Szymanowski  |
| 1974    | Adam Musiał         |
| 1974    | Kazimierz Kmiecik   |
| 1974    | Zdzisław Kapka      |
| 1974    | Marek Kusto         |
| 1978    | Antoni Szymanowski  |
| 1978    | Henryk Maculewicz   |
| 1978    | Adam Nawałka        |
| 1978    | Andrzej Iwan        |
| 1982    | Jan Jałocha         |
| 1982    | Andrzej Iwan        |
| 1982    | Piotr Skrobowski    |
| 2002    | Maciej Żurawski     |
| 2002    | Arkadiusz Głowacki  |
| 2006    | Marcin Baszczyński  |
| 2006    | Radosław Sobolewski |
| 2006    | Paweł Brożek        |
| 2006    | Dariusz Dudka       |
| 2010    | Andraž Kirm         |

### Finały Piłkarskich Mistrzostw Europy
| Turniej | Zawodnik             |
| ------- | -------------------- |
| 2008    | Dariusz Dudka        |
| 2008    | Wojciech Łobodziński |
| 2008    | Adam Kokoszka        |
| 2016    | Krzysztof Mączyński  |
| 2016    | Richárd Guzmics      |

### Finały Copa América
| Turniej | Zawodnik              |
| ------- | --------------------- |
| 2016    | Wilde-Donald Guerrier |

### Finały Złotego Pucharu CONCACAF
| Turniej | Zawodnik              |
| ------- | --------------------- |
| 2011    | Osman Chávez          |
| 2013    | Osman Chávez          |
| 2015    | Wilde-Donald Guerrier |

### Statystyki
Stan na 30 czerwca 2022
| Najwięcej występów w reprezentacji | Najwięcej występów w reprezentacji | Najwięcej występów w reprezentacji |
| Lp.                                | Zawodnik                           | Mecze                              |
| ---------------------------------- | ---------------------------------- | ---------------------------------- |
| 1.                                 | Jakub Błaszczykowski               | 109                                |
| 2.                                 | Antoni Szymanowski                 | 82                                 |
| 3.                                 | Maciej Żurawski                    | 72                                 |
| 4.                                 | Tomasz Kłos                        | 69                                 |
| 5.                                 | Dariusz Dudka                      | 65                                 |
| 6.                                 | Kamil Kosowski                     | 52                                 |
| 7.                                 | Radosław Kałużny                   | 41                                 |
| 8.                                 | Paweł Brożek                       | 38                                 |
| 9.                                 | Marcin Baszczyński                 | 35                                 |
| 10.                                | Kazimierz Kmiecik                  | 34                                 |
| 10.                                | Adam Musiał                        | 34                                 |
| 10.                                | Adam Nawałka                       | 34                                 |
| 13.                                | Mirosław Szymkowiak                | 33                                 |
| 14.                                | Radosław Sobolewski                | 32                                 |
| 15.                                | Józef Kotlarczyk                   | 30                                 |

| Najwięcej występów w reprezentacji będąc piłkarzem Wisły | Najwięcej występów w reprezentacji będąc piłkarzem Wisły | Najwięcej występów w reprezentacji będąc piłkarzem Wisły |
| Lp.                                                      | Zawodnik                                                 | Bramki                                                   |
| -------------------------------------------------------- | -------------------------------------------------------- | -------------------------------------------------------- |
| 1.                                                       | Antoni Szymanowski                                       | 65                                                       |
| 2.                                                       | Maciej Żurawski                                          | 38                                                       |
| 3.                                                       | Marcin Baszczyński                                       | 34                                                       |
| 3.                                                       | Kazimierz Kmiecik                                        | 34                                                       |
| 3.                                                       | Adam Musiał                                              | 34                                                       |
| 3.                                                       | Adam Nawałka                                             | 34                                                       |
| 7.                                                       | Józef Kotlarczyk                                         | 30                                                       |
| 8.                                                       | Radosław Sobolewski                                      | 28                                                       |
| 8.                                                       | Jan Jałocha                                              | 28                                                       |
| 10.                                                      | Dariusz Dudka                                            | 27                                                       |
| 11.                                                      | Andrzej Iwan                                             | 25                                                       |
| 12.                                                      | Paweł Brożek                                             | 24                                                       |
| 13.                                                      | Henryk Maculewicz                                        | 23                                                       |
| 14.                                                      | Tomasz Kłos                                              | 22                                                       |
| 14.                                                      | Mieczysław Gracz                                         | 22                                                       |

- Zawodnicy z pogrubionym imieniem i nazwiskiem to członkowie Klubu Wybitnego Reprezentanta.

## Rekordy Wisły Kraków

### Klubowe
- Debiut w najwyższej klasie rozgrykowej:
  - 3 kwietnia 1927 z Jutrzenką Kraków (4:0)
- Najwyższe zwycięstwo:
  - 21:0 (8:0) Ognisko Siedlce w Krakowie w eliminacjach Mistrzostw Polski, 24 sierpnia 1947
- Najwyższa porażka:
  - 0:12 (0:5) Legia Warszawa w Warszawie w I lidze, 19 sierpnia 1956
- Najwyższa frekwencja ogółem:
  - 45 000 widzów, 2:0 (0:0) Celtic F.C. w Pucharze UEFA, 29 września 1976
- Najwyższa frekwencja w lidze:
  - 40 000 widzów, 2:1 (1:1) Legia Warszawa w Ekstraklasie, 7 sierpnia 1977
- Ilość sezonów w ekstraklasie:
  - 82 sezony (1927–1964[188], 1965–1985, 1988–1994 oraz 1996–2022)
- Klasyfikacja wszech czasów:
  - 2. miejsce – 2232 meczów, 2927 punkty, 984 zwycięstw, 559 remisów, 688 porażek, stosunek bramek: 3585:2685
- Kolejne mecze bez porażki w ekstraklasie:
  - 38 (od 25 października 2003 do 22 maja 2005) – rekord w ekstraklasie
- Kolejne mecze bez porażki u siebie:
  - 73 (od 16 września 2001 do 11 listopada 2006) – rekord w ekstraklasie
- Najwyższe zwycięstwo w europejskich pucharach:
  - 8:2 (4:1) Georgia Tbilisi w Tbilisi w eliminacjach Ligi Mistrzów, 27 lipca 2004
  - 7:0 (2:0) Newtown A.F.C. w Krakowie w eliminacjach Pucharu UEFA, 29 lipca 1998
- Najwyższa porażka w europejskich pucharach:
  - 0:4 (0:3) Hamburger SV w Hamburgu w Pucharze Zdobywców Pucharu 29 listopada 1967
  - 0:4 (0:2) FC Barcelona w Barcelonie w eliminacjach Ligi Mistrzów, 13 sierpnia 2008[189]

### Indywidualne
- Najwięcej spotkań ogółem:
  - 461 – Arkadiusz Głowacki
- Najwięcej spotkań w Ekstraklasie:
  - 360 – Arkadiusz Głowacki
- Najwięcej spotkań w I lidze:
  - 139 – Jarosław Giszka
- Najwięcej spotkań w europejskich pucharach:
  - 50 – Marcin Baszczyński
- Najwięcej spotkań w Pucharze Polski:
  - 43 – Arkadiusz Głowacki
- Najwięcej spotkań w Pucharze Ligi:
  - 23 – Marcin Baszczyński
- Najwięcej sezonów w klubie:
  - 19 – Paweł Brożek
- Najmłodszy gracz ogółem:
  - 14 lat, 268 dni – Stefan Śliwa (2:1 (1:0) Cracovia w Krakowie, w Mistrzostwach Galicji, 8 maja 1913)
- Najmłodszy gracz w lidze:
  - 15 lat, 287 dni – Daniel Hoyo-Kowalski (1:2 (1:0) Zagłębie Sosnowiec w Sosnowcu w Ekstraklasie, 25 kwietnia 2019)[190]
- Najstarszy debiut:
  - 37 lat, 171 dni – Marcin Wasilewski (3:3 (2:1) Bruk-Bet Termalica Nieciecza w Niecieczy w Ekstraklasie, 27 listopada 2017)
- Najstarszy gracz:
  - 40 lat, 35 dni – Marcin Wasilewski (1:3 (1:2) Zagłębie Lubin w Lubinie w Ekstraklasie, 14 lipca 2020)[191][192]
- Najlepszy strzelec:
  - 181 (350 meczów) – Kazimierz Kmiecik
- Najlepszy strzelec w lidze:
  - 153 (304 meczów) – Kazimierz Kmiecik
- Najlepszy strzelec w europejskich pucharach:
  - 23 (41 meczów) – Maciej Żurawski[193]
- Najlepszy strzelec w Pucharze Polski:
  - 21 (36 meczów) – Maciej Żurawski
- Najlepszy strzelec w Pucharze Ligi:
  - 7 (18 meczów) – Grzegorz Pater
- Najlepszy strzelec w sezonie:
  - 38 (wszystkie rozgrywki) – Mieczysław Gracz (1947) oraz Maciej Żurawski (2002/2003)
  - 37 (tylko mecze ligowe) – Henryk Reyman (1927)
- Najmłodszy strzelec ogólnie:
  - 16 lat, 143 dni – Karol Wójcik (2:0 (0:0) Ruch Radzionków w Krakowie w Pucharze Ligi, 2 września 1999)[194]
- Najmłodszy strzelec w lidze:
  - 16 lat, 220 dni – Aleksander Buksa (2:3 (1:2) Jagiellonia Białystok w Białymstoku w Ekstraklasie, 23 sierpnia 2019)[195]
- Najstarszy strzelec:
  - 38 lat, 40 dni – Arkadiusz Głowacki (1:3 (0:1) Górnik Łęczna w Lublinie w Ekstraklasie, 3 grudnia 2016)[196][197]
- Najwięcej meczów w reprezentacji ogółem:
  - 106 – Jakub Błaszczykowski[198]
- Najwięcej meczów w reprezentacji będąc piłkarzem Wisły:
  - 65 – Antoni Szymanowski
- Najwięcej bramek w reprezentacji ogółem:
  - 21 – Jakub Błaszczykowski
- Najwięcej bramek w reprezentacji będąc piłkarzem Wisły:
  - 14 – Maciej Żurawski

## Wisła Kraków w poszczególnych sezonach

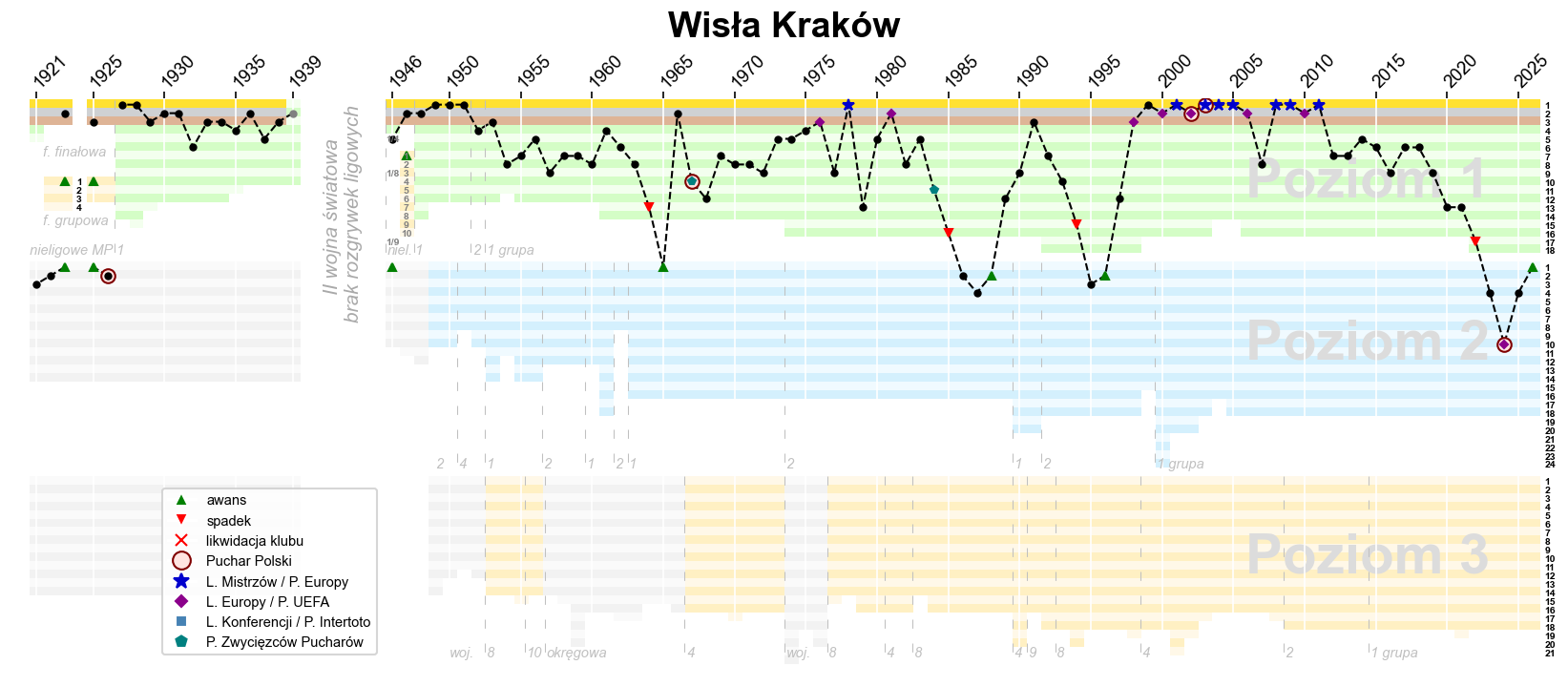
Historia występów Wisły Kraków w rozgrywkach ligowych

| Legenda – rozgrywki ligowe | Legenda – rozgrywki ligowe                        |
| Kolor                      | Oznaczenie                                        |
| -------------------------- | ------------------------------------------------- |
|                            | I poziom ligowy                                   |
|                            | II poziom ligowy                                  |
|                            | rozgrywki nieligowe                               |
|                            |                                                   |
|                            | Mistrzostwo                                       |
|                            | Wicemistrzostwo                                   |
|                            | III miejsce                                       |
|                            |                                                   |
|                            | Awans                                             |
|                            | Spadek                                            |
|                            |                                                   |
| nd                         | nie dokończono                                    |
| Kl. A – 2                  | II miejsce w A-klasowych eliminacjach okręgowych  |
| Kl. A – 3                  | III miejsce w A-klasowych eliminacjach okręgowych |
| 1/4                        | 1/4 finału nieligowych Mistrzostw Polski          |

| Legenda – rozgrywki pucharowe | Legenda – rozgrywki pucharowe |
| ----------------------------- | ----------------------------- |
| Z                             | Zwycięzca                     |
| F                             | Finalista                     |
| 1/2                           | 1/2 finału                    |
| 1/4                           | 1/4 finału                    |
| 1/8                           | 1/8 finału                    |
| 1/16                          | 1/16 finału                   |
| 1/32                          | 1/32 finału                   |
| 1/48                          | 1/48 finału                   |
| FG                            | Faza grupowa                  |
| 2R                            | 2 runda                       |
| 1R                            | 1 runda                       |
| 4RK                           | 4 runda kwalifikacyjna        |
| 3RK                           | 3 runda kwalifikacyjna        |
| 2RK                           | 2 runda kwalifikacyjna        |
| 1RK                           | 1 runda kwalifikacyjna        |
| –                             | brak awansu                   |

| Sezon     | Rozgrywki ligowe          | Rozgrywki ligowe          | Puchary krajowe           | Puchary krajowe           | Puchary krajowe           | Puchary europejskie       | Puchary europejskie       | Puchary europejskie       | Puchary europejskie       | Puchary europejskie       |
| Sezon     | Poziom                    | Pozycja                   | Puchar Polski             | Puchar Ligi               | Superpuchar Polski        | Liga Mistrzów             | Liga Europy               | Liga Konferencji          | Puchar Zdobywców Pucharów | Puchar Intertoto          |
| --------- | ------------------------- | ------------------------- | ------------------------- | ------------------------- | ------------------------- | ------------------------- | ------------------------- | ------------------------- | ------------------------- | ------------------------- |
| 1906      |                           |                           |                           |                           |                           |                           |                           |                           |                           |                           |
| 1907      |                           |                           |                           |                           |                           |                           |                           |                           |                           |                           |
| 1908      |                           |                           |                           |                           |                           |                           |                           |                           |                           |                           |
| 1909      |                           |                           |                           |                           |                           |                           |                           |                           |                           |                           |
| 1910      |                           |                           |                           |                           |                           |                           |                           |                           |                           |                           |
| 1911      |                           |                           |                           |                           |                           |                           |                           |                           |                           |                           |
| 1912      |                           |                           |                           |                           |                           |                           |                           |                           |                           |                           |
| 1913      | M. Galicji                | 2                         |                           |                           |                           |                           |                           |                           |                           |                           |
| 1914      | M. Galicji                | nd                        |                           |                           |                           |                           |                           |                           |                           |                           |
| 1915      | Klub zawiesił działalność | Klub zawiesił działalność | Klub zawiesił działalność | Klub zawiesił działalność | Klub zawiesił działalność | Klub zawiesił działalność | Klub zawiesił działalność | Klub zawiesił działalność | Klub zawiesił działalność | Klub zawiesił działalność |
| 1916      | Klub zawiesił działalność | Klub zawiesił działalność | Klub zawiesił działalność | Klub zawiesił działalność | Klub zawiesił działalność | Klub zawiesił działalność | Klub zawiesił działalność | Klub zawiesił działalność | Klub zawiesił działalność | Klub zawiesił działalność |
| 1917      | Klub zawiesił działalność | Klub zawiesił działalność | Klub zawiesił działalność | Klub zawiesił działalność | Klub zawiesił działalność | Klub zawiesił działalność | Klub zawiesił działalność | Klub zawiesił działalność | Klub zawiesił działalność | Klub zawiesił działalność |
| 1918      |                           |                           |                           |                           |                           |                           |                           |                           |                           |                           |
| 1919      |                           |                           |                           |                           |                           |                           |                           |                           |                           |                           |
| 1920      | M. Polski                 | nd                        |                           |                           |                           |                           |                           |                           |                           |                           |
| 1921      | M. Polski                 | Kl. A – 3                 |                           |                           |                           |                           |                           |                           |                           |                           |
| 1922      | M. Polski                 | Kl. A – 2                 |                           |                           |                           |                           |                           |                           |                           |                           |
| 1923      | M. Polski                 | 2                         |                           |                           |                           |                           |                           |                           |                           |                           |
| 1924      |                           |                           |                           |                           |                           |                           |                           |                           |                           |                           |
| 1925      | M. Polski                 | 3                         |                           |                           |                           |                           |                           |                           |                           |                           |
| 1926      | M. Polski                 | Kl. A – 2                 | Z                         |                           |                           |                           |                           |                           |                           |                           |
| 1927      | Liga                      | 1                         |                           |                           |                           |                           |                           |                           |                           |                           |
| 1928      | Liga                      | 1                         |                           |                           |                           |                           |                           |                           |                           |                           |
| 1929      | Liga                      | 3                         |                           |                           |                           |                           |                           |                           |                           |                           |
| 1930      | Liga                      | 2                         |                           |                           |                           |                           |                           |                           |                           |                           |
| 1931      | Liga                      | 2                         |                           |                           |                           |                           |                           |                           |                           |                           |
| 1932      | Liga                      | 6                         |                           |                           |                           |                           |                           |                           |                           |                           |
| 1933      | Liga                      | 3                         |                           |                           |                           |                           |                           |                           |                           |                           |
| 1934      | Liga                      | 3                         |                           |                           |                           |                           |                           |                           |                           |                           |
| 1935      | Liga                      | 4                         |                           |                           |                           |                           |                           |                           |                           |                           |
| 1936      | Liga                      | 2                         |                           |                           |                           |                           |                           |                           |                           |                           |
| 1937      | Liga                      | 5                         |                           |                           |                           |                           |                           |                           |                           |                           |
| 1938      | Liga                      | 3                         |                           |                           |                           |                           |                           |                           |                           |                           |
| 1939      | Liga                      | nd                        |                           |                           |                           |                           |                           |                           |                           |                           |
| 1940      |                           |                           |                           |                           |                           |                           |                           |                           |                           |                           |
| 1941      |                           |                           |                           |                           |                           |                           |                           |                           |                           |                           |
| 1942      |                           |                           |                           |                           |                           |                           |                           |                           |                           |                           |
| 1943      |                           |                           |                           |                           |                           |                           |                           |                           |                           |                           |
| 1944      |                           |                           |                           |                           |                           |                           |                           |                           |                           |                           |
| 1945      |                           |                           |                           |                           |                           |                           |                           |                           |                           |                           |
| 1946      | M. Polski                 | 1/4                       |                           |                           |                           |                           |                           |                           |                           |                           |
| 1947      | M. Polski                 | 2                         |                           |                           |                           |                           |                           |                           |                           |                           |
| 1948      | Liga                      | 2                         |                           |                           |                           |                           |                           |                           |                           |                           |
| 1949      | I liga                    | 1                         |                           |                           |                           |                           |                           |                           |                           |                           |
| 1950      | I liga                    | 1                         |                           |                           |                           |                           |                           |                           |                           |                           |
| 1951      | I liga                    | 1                         | F                         |                           |                           |                           |                           |                           |                           |                           |
| 1952      | I liga                    | 4                         | 1/2                       | 3                         |                           |                           |                           |                           |                           |                           |
| 1953      | I liga                    | 3                         |                           |                           |                           |                           |                           |                           |                           |                           |
| 1954      | I liga                    | 8                         | F                         |                           |                           |                           |                           |                           |                           |                           |
| 1955      | I liga                    | 7                         | 1/8                       |                           |                           |                           |                           |                           |                           |                           |
| 1956      | I liga                    | 5                         | 1/2                       |                           |                           | –                         |                           |                           |                           |                           |
| 1957      | I liga                    | 9                         | 1/4                       |                           |                           | –                         |                           |                           |                           |                           |
| 1958      | I liga                    | 7                         |                           |                           |                           | –                         | –                         |                           |                           |                           |
| 1959      | I liga                    | 7                         |                           |                           |                           | –                         |                           |                           |                           |                           |
| 1960      | I liga                    | 8                         |                           |                           |                           | –                         | –                         |                           |                           |                           |
| 1961      | I liga                    | 4                         |                           |                           |                           | –                         | –                         |                           | –                         |                           |
| 1962      | I liga                    | 6                         | 1/8                       |                           |                           | –                         | –                         |                           | –                         | –                         |
| 1962/1963 | I liga                    | 8                         | 1/16                      |                           |                           | –                         | –                         |                           | –                         | –                         |
| 1963/1964 | I liga                    | 13                        | 1/4                       |                           |                           | –                         | –                         |                           | –                         | –                         |
| 1964/1965 | II liga                   | 1                         | 1/4                       |                           |                           | –                         | –                         |                           | –                         | –                         |
| 1965/1966 | I liga                    | 2                         | 1/16                      |                           |                           | –                         | –                         |                           | –                         | –                         |
| 1966/1967 | I liga                    | 10                        | Z                         |                           |                           | –                         | –                         |                           | –                         | FG                        |
| 1967/1968 | I liga                    | 12                        | 1/16                      |                           |                           | –                         | –                         |                           | 1/8                       | –                         |
| 1968/1969 | I liga                    | 7                         | 1/8                       |                           |                           | –                         | –                         |                           | –                         | FG                        |
| 1969/1970 | I liga                    | 8                         | 1/16                      |                           |                           | –                         | –                         |                           | –                         | FG                        |
| 1970/1971 | I liga                    | 8                         | 1/8                       |                           |                           | –                         | –                         |                           | –                         | –                         |
| 1971/1972 | I liga                    | 9                         | 1/8                       |                           |                           | –                         | –                         |                           | –                         | FG                        |
| 1972/1973 | I liga                    | 5                         | 1/16                      |                           |                           | –                         | –                         |                           | –                         | FG                        |
| 1973/1974 | I liga                    | 5                         | 1/8                       |                           |                           | –                         | –                         |                           | –                         | FG                        |
| 1974/1975 | I liga                    | 4                         | 1/8                       |                           |                           | –                         | –                         |                           | –                         | –                         |
| 1975/1976 | I liga                    | 3                         | 1/16                      |                           |                           | –                         | –                         |                           | –                         | –                         |
| 1976/1977 | I liga                    | 9                         | 1/4                       | 1/2                       |                           | –                         | 1/16                      |                           | –                         | –                         |
| 1977/1978 | I liga                    | 1                         | 1/4                       |                           |                           | –                         | –                         |                           | –                         | –                         |
| 1978/1979 | I liga                    | 13                        | F                         |                           |                           | 1/4                       | –                         |                           | –                         | –                         |
| 1979/1980 | I liga                    | 5                         | 1/8                       |                           |                           | –                         | –                         |                           | –                         | –                         |
| 1980/1981 | I liga                    | 2                         | 1/16                      |                           |                           | –                         | –                         |                           | –                         | –                         |
| 1981/1982 | I liga                    | 8                         | 1/4                       |                           |                           | –                         | 1/32                      |                           | –                         | –                         |
| 1982/1983 | I liga                    | 5                         | 1/4                       |                           |                           | –                         | –                         |                           | –                         | –                         |
| 1983/1984 | I liga                    | 11                        | F                         |                           | –                         | –                         | –                         |                           | –                         | –                         |
| 1984/1985 | I liga                    | 16                        | 1/16                      |                           |                           | –                         | –                         |                           | 1/8                       | –                         |
| 1985/1986 | II liga                   | 2                         | 1/16                      |                           |                           | –                         | –                         |                           | –                         | –                         |
| 1986/1987 | II liga                   | 4                         | 1/4                       |                           |                           | –                         | –                         |                           | –                         | –                         |
| 1987/1988 | II liga                   | 2                         | 1/16                      |                           | –                         | –                         | –                         |                           | –                         | –                         |
| 1988/1989 | I liga                    | 12                        | 2R                        |                           | –                         | –                         | –                         |                           | –                         | FG                        |
| 1989/1990 | I liga                    | 9                         | 1/8                       |                           | –                         | –                         | –                         |                           | –                         | –                         |
| 1990/1991 | I liga                    | 3                         | 1/16                      |                           | –                         | –                         | –                         |                           | –                         | –                         |
| 1991/1992 | I liga                    | 7                         | 1/16                      |                           | –                         | –                         | –                         |                           | –                         | –                         |
| 1992/1993 | I liga                    | 10                        | 1/8                       |                           | –                         | –                         | –                         |                           | –                         | –                         |
| 1993/1994 | I liga                    | 15                        | 1/16                      |                           |                           | –                         | –                         |                           | –                         | –                         |
| 1994/1995 | II liga                   | 3                         | 1/16                      |                           | –                         | –                         | –                         |                           | –                         | –                         |
| 1995/1996 | II liga                   | 2                         | 1/16                      |                           | –                         | –                         | –                         |                           | –                         | –                         |
| 1996/1997 | I liga                    | 12                        | 1/8                       |                           | –                         | –                         | –                         |                           | –                         | –                         |
| 1997/1998 | I liga                    | 3                         | 1/16                      |                           | –                         | –                         | –                         |                           | –                         | –                         |
| 1998/1999 | I liga                    | 1                         | 1/8                       |                           | –                         | –                         | 2R                        |                           | –                         | –                         |
| 1999/2000 | I liga                    | 2                         | F                         | 1/4                       | F                         | –                         | –                         |                           |                           | –                         |
| 2000/2001 | I liga                    | 1                         | 1/16                      | Z                         | –                         | –                         | 2R                        |                           |                           | –                         |
| 2001/2002 | I liga                    | 2                         | Z                         | F                         | Z                         | 3RK                       | 2R                        |                           |                           | –                         |
| 2002/2003 | I liga                    | 1                         | Z                         |                           |                           | –                         | 1/8                       |                           |                           | –                         |
| 2003/2004 | I liga                    | 1                         | 1/16                      |                           | F                         | 3RK                       | 2R                        |                           |                           | –                         |
| 2004/2005 | I liga                    | 1                         | 1/2                       |                           |                           | 3RK                       | 1R                        |                           |                           | –                         |
| 2005/2006 | I liga                    | 2                         | 1/8                       |                           |                           | 3RK                       | 1R                        |                           |                           | –                         |
| 2006/2007 | I liga                    | 8                         | 1/8                       | 1/2                       | –                         | –                         | FG                        |                           |                           | –                         |
| 2007/2008 | I liga                    | 1                         | F                         | 1/2                       | –                         | –                         | –                         |                           |                           | –                         |
| 2008/2009 | Ekstraklasa               | 1                         | 1/4                       | FG                        | F                         | 3RK                       | 1R                        |                           |                           | –                         |
| 2009/2010 | Ekstraklasa               | 2                         | 1/4                       |                           | F                         | 2RK                       | –                         |                           |                           |                           |
| 2010/2011 | Ekstraklasa               | 1                         | 1/4                       |                           | –                         | –                         | 3RK                       |                           |                           |                           |
| 2011/2012 | Ekstraklasa               | 7                         | 1/2                       |                           |                           | 4RK                       | 1/16                      |                           |                           |                           |
| 2012/2013 | Ekstraklasa               | 7                         | 1/2                       |                           | –                         | –                         | –                         |                           |                           |                           |
| 2013/2014 | Ekstraklasa               | 5                         | 1/8                       |                           |                           | –                         | –                         |                           |                           |                           |
| 2014/2015 | Ekstraklasa               | 6                         | 1/16                      |                           | –                         | –                         | –                         |                           |                           |                           |
| 2015/2016 | Ekstraklasa               | 9                         | 1/16                      |                           | –                         | –                         | –                         |                           |                           |                           |
| 2016/2017 | Ekstraklasa               | 6                         | 1/4                       |                           | –                         | –                         | –                         |                           |                           |                           |
| 2017/2018 | Ekstraklasa               | 6                         | 1/8                       |                           | –                         | –                         | –                         |                           |                           |                           |
| 2018/2019 | Ekstraklasa               | 9                         | 1/32                      |                           | –                         | –                         | –                         |                           |                           |                           |
| 2019/2020 | Ekstraklasa               | 13                        | 1/32                      |                           | –                         | –                         | –                         |                           |                           |                           |
| 2020/2021 | Ekstraklasa               | 13                        | 1/32                      |                           | –                         | –                         | –                         |                           |                           |                           |
| 2021/2022 | Ekstraklasa               | 17                        | 1/4                       |                           | –                         | –                         | –                         | –                         |                           |                           |
| 2022/2023 | I liga                    | 4                         | 1/8                       |                           | –                         | –                         | –                         | –                         |                           |                           |
| 2023/2024 | I liga                    | 10                        | Z                         |                           | –                         | –                         | –                         | –                         |                           |                           |
| 2024/2025 | I liga                    | 4                         | 1/8                       |                           | F                         | –                         | 2RK                       | 4RK                       |                           |                           |

## Wisła Kraków w poszczególnych rozgrywkach

### Ekstraklasa
Wisła Kraków należy do jednych z inicjatorów stworzenia rozgrywek ligowych w Polsce, dlatego też jest z jedną z czternastu drużyn, które grały w pierwszym ligowym sezonie o Mistrzostwo Polski, które notabene Biała Gwiazda wygrała. Łącznie ligę Wisła wygrywała czternastokrotnie co przełożyło się na trzynaście tytułów Mistrza Polski, ponieważ w sezonie 1951 GKKF zdecydował, że tytuł Mistrza Polski przypadnie zwycięzcy Pucharu Polski, w którym Krakowianie przegrywali rywalizację finałową. Oprócz tego w rozgrywkach ligowych Wisła dwunastokrotnie zdobyła tytuł wicemistrza kraju oraz ośmiokrotnie stawała na najniższym stopniu podium. Dodatkowo do Wisły należą dwa ekstraklasowe rekordy, największej liczby spotkań bez porażki z rzędu (38) oraz największej liczby spotkań bez porażki z rzędu w spotkaniach domowych (73).
Biała Gwiazda w najwyżej klasie rozgrywkowej grała w czterech okresach 1927–1964, 1965–1985, 1988–1994 oraz 1996–2022. Przełożyło się to na osiemdziesiąt dwa sezony oraz drugie miejsce w tabeli wszech czasów Ekstraklasy. W obydwu tych statystykach Wisła ustępuje tylko Legii Warszawa.
Stan na 30 czerwca 2023
| Bilans Wisły w Ekstraklasie |        |       |            |        |         |                |                 |         |        |
| Miejsce                     | Sezony | Mecze | Zwycięstwa | Remisy | Porażki | Bramki zdobyte | Bramki stracone | Różnica | Punkty |
| 2.                          | 82     | 2232  | 984        | 559    | 688     | 3585           | 2685            | +900    | 2927   |

### I liga
Wisła Kraków na drugim poziomie rozgrywkowym zawsze należała do czołówki tejże ligi. Jednokrotnie wygrała te rozgrywki, trzykrotnie zajęła miejsce drugie (co dwukrotnie skutkowało awansem), raz była trzecia oraz dwa razy czwarta w sezonie 1986/1987 oraz 2022/2023. W sezonie 2023/2024 drużyna zajęła dziesiąte miejsce, co jest do tej pory najgorszym ligowym wynikiem w historii występów Krakowian.
Biała Gwiazda na drugim poziomie rozrywkowych grała w czterech okresach 1964–1965, 1985–1988, 1994–1996 oraz aktualnie od sezonu 2022/2023. Przełożyło się to na osiem sezonów i aktualnie trwający oraz siedemdziesiąte trzecie miejsce w tabeli wszech czasów I ligi.
Stan na 30 czerwca 2023
| Bilans Wisły w I lidze polskiej |        |       |            |        |         |                |                 |         |        |
| Miejsce                         | Sezony | Mecze | Zwycięstwa | Remisy | Porażki | Bramki zdobyte | Bramki stracone | Różnica | Punkty |
| 73.                             | 7      | 225   | 130        | 47     | 52      | 378            | 211             | +167    | 342    |

### Puchar Polski
Wisła Kraków zagrała we wszystkich sześćdziesięciu ośmiu edycjach Pucharu Polski na szczeblu centralnym. Jedenastokrotnie dochodząc do finału, wygrywając pięć z nich, a sześciokrotnie przegrywając decydującą rozgrywkę.
| Finały Pucharu Polski z udziałem Wisły | Finały Pucharu Polski z udziałem Wisły | Finały Pucharu Polski z udziałem Wisły | Finały Pucharu Polski z udziałem Wisły |
| Data                                   | Miejsce                                | Przeciwnik                             | Wynik                                  |
| -------------------------------------- | -------------------------------------- | -------------------------------------- | -------------------------------------- |
| 05.09.1926                             | Kraków                                 | Sparta Lwów                            | 2:1                                    |
| 16.09.1951                             | Warszawa                               | Ruch Chorzów                           | 0:2                                    |
| 25.07.1954 09.09.1954                  | Warszawa Wrocław                       | Gwardia Warszawa                       | 0:0 pd. 1:3                            |
| 09.07.1967                             | Kielce                                 | Raków Częstochowa                      | 2:0 pd.                                |
| 09.05.1979                             | Lublin                                 | Arka Gdynia                            | 1:2                                    |
| 19.06.1984                             | Warszawa                               | Lech Poznań                            | 0:3                                    |
| 06.06.2000 09.06.2000                  | Kraków Wronki                          | Amica Wronki                           | 2:2 0:3                                |
| 07.05.2002 10.05.2002                  | Wronki Kraków                          | Amica Wronki                           | 4:2 4:0                                |
| 07.05.2003 14.05.2003                  | Kraków Płock                           | Wisła Płock                            | 0:1 3:0                                |
| 13.05.2008                             | Bełchatów                              | Legia Warszawa                         | 0:0 pd. k. 3:4                         |
| 02.05.2024                             | Warszawa                               | Pogoń Szczecin                         | 2:1 pd.                                |

Stan na 02 maja 2024
| Bilans Wisły w Pucharze Polski na szczeblu centralnym |            |        |         |                |                 |         |
| Mecze                                                 | Zwycięstwa | Remisy | Porażki | Bramki zdobyte | Bramki stracone | Różnica |
| 213                                                   | 116        | 32     | 65      | 385            | 220             | +165    |

Wisła Kraków w Pucharze Polski na szczeblu okręgowym grać musiała tylko raz. W pierwszej edycji, kiedy okręgowe eliminacje obowiązywały wszystkich uczestników.
Stan na 30 czerwca 2023
| Bilans Wisły w Pucharze Polski na szczeblu okręgowym |            |        |         |                |                 |         |
| Mecze                                                | Zwycięstwa | Remisy | Porażki | Bramki zdobyte | Bramki stracone | Różnica |
| 3                                                    | 3          | 0      | 0       | 15             | 0               | +15     |

### Puchar Ligi Polskiej
Wisła Kraków zagrała we wszystkich ośmiu oficjalnych edycjach Pucharu Ligi Polskiej, rozgrywanego pod nazwami Pucharu Zlotu Młodych Przodowników, Pucharu Ligi Polskiej oraz Pucharu Ekstraklasy. Dwukrotnie dochodząc do finału, wygrywając jeden z nich oraz jednokrotnie przegrywając decydującą rozgrywkę. Czterokrotnie Krakowianie odpadali na poziomie półfinału, z czego raz przy rozgrywanym meczu o trzecie miejsce Wisła zdobyła je. Powyższe wyniki klasyfikują Białą Gwiazdę jako trzecią najlepszą drużynę tych rozgrywek.
| Finały Pucharu Ligi Polskiej z udziałem Wisły | Finały Pucharu Ligi Polskiej z udziałem Wisły | Finały Pucharu Ligi Polskiej z udziałem Wisły | Finały Pucharu Ligi Polskiej z udziałem Wisły |
| Data                                          | Miejsce                                       | Przeciwnik                                    | Wynik                                         |
| --------------------------------------------- | --------------------------------------------- | --------------------------------------------- | --------------------------------------------- |
| 26.05.2001 03.06.2001                         | Lubin Kraków                                  | Zagłębie Lubin                                | 3:0 1:2                                       |
| 22.05.2002 26.05.2002                         | Warszawa Kraków                               | Legia Warszawa                                | 0:3 2:1                                       |

Stan na 30 czerwca 2023
| Bilans Wisły w Pucharze Ligi Polskiej |            |        |         |                |                 |         |
| Mecze                                 | Zwycięstwa | Remisy | Porażki | Bramki zdobyte | Bramki stracone | Różnica |
| 61                                    | 31         | 15     | 15      | 109            | 67              | +42     |

### Superpuchar Polski
Wisła Kraków zagrała w pięciu edycjach Superpucharu Polski, rozgrywanego pod nazwami Superpucharu Polski oraz Superpucharu Ekstraklasy. Wygrywając jeden z nich oraz czterokrotnie przegrywając. Dodatkowo Krakowianie zakwalifikowaliby się do Superpucharu, gdyby był rozgrywany w latach 1927, 1928, 1929, 1950, 1951, 1952, 1967, 1978, 1984, 2002, 2003, 2005, 2011. Powyższe wyniki klasyfikują Białą Gwiazdę jako dziewiątą najlepszą drużynę tych rozgrywek.
| Mecze Superpucharu Polski z udziałem Wisły | Mecze Superpucharu Polski z udziałem Wisły | Mecze Superpucharu Polski z udziałem Wisły | Mecze Superpucharu Polski z udziałem Wisły |
| Data                                       | Miejsce                                    | Przeciwnik                                 | Wynik                                      |
| ------------------------------------------ | ------------------------------------------ | ------------------------------------------ | ------------------------------------------ |
| 22.09.1999                                 | Ostrowiec Świętokrzyski                    | Amica Wronki                               | 0:1                                        |
| 15.07.2001                                 | Starachowice                               | Polonia Warszawa                           | 4:3                                        |
| 11.06.2004                                 | Poznań                                     | Lech Poznań                                | 2:2 k. 1:4                                 |
| 20.07.2008                                 | Ostrowiec Świętokrzyski                    | Legia Warszawa                             | 1:2                                        |
| 25.07.2009                                 | Lubin                                      | Lech Poznań                                | 1:1 k. 3:4                                 |
| 2024                                       |                                            |                                            |                                            |

Stan na 30 czerwca 2023
| Bilans Wisły w Superpucharze Polski |            |        |         |                |                 |         |
| Mecze                               | Zwycięstwa | Remisy | Porażki | Bramki zdobyte | Bramki stracone | Różnica |
| 5                                   | 1          | 2      | 2       | 8              | 9               | -1      |

### Europejskie puchary
Wisła Kraków do rozgrywek europejskich rozgrywanych jurysdykcją UEFA zakwalifikowała się siedemnaście razy. Biała Gwiazda raz grała w Pucharze Europy Mistrzów Krajowych, a siedmiokrotnie w eliminacjach jego kontynuatora Lidze Mistrzów, dwukrotnie w Pucharze Zdobywców Pucharów, jedenastokrotnie w Pucharze UEFA oraz dwukrotnie w jego kontynuatorze Lidze Europy.
Do największych sukcesów Krakowian należy 1/4 finału Pucharu Europy Mistrzów Krajowych w sezonie 1978/1979 oraz 1/8 finału Pucharu UEFA w sezonie 2002/2003. Łącznie Wisła rozegrała 104 spotkania w europejskich pucharach co daje jej czwarty najlepszy wynik wśród polskich klubów.
Stan na 30 czerwca 2023
| Bilans Wisły w europejskich pucharach |            |        |         |                |                 |         |
| Mecze                                 | Zwycięstwa | Remisy | Porażki | Bramki zdobyte | Bramki stracone | Różnica |
| 104                                   | 47         | 20     | 37      | 181            | 141             | +40     |

Wisła Kraków siedmiokrotnie również wystąpiła w rozgrywkach Pucharu Intertoto rozgrywanego wówczas nie pod jurysdykcją UEFY. Największym sukcesem Krakowian w tych rozgrywkach było dwukrotne wygranie grupy tego turnieju.
Stan na 30 czerwca 2023
| Bilans Wisły w europejskich pucharach nie rozgrywanych przez UEFĘ |            |        |         |                |                 |         |
| Mecze                                                             | Zwycięstwa | Remisy | Porażki | Bramki zdobyte | Bramki stracone | Różnica |
| 42                                                                | 21         | 12     | 9       | 76             | 48              | +28     |

## Największe rywalizacje

### Derby Krakowa
Jedną z najważniejszych rywalizacji dla Wisły Kraków są Wielkie Derby Krakowa z znajdującą się po drugiej stronie krakowskich Błoń Cracovią. Spotkania te potocznie zwane są Świętą Wojną. Derby te należą do najważniejszych rywalizacji ogólnie w polskiej piłce, ponieważ dotyczą one dwóch najstarszych krakowskich klubów oraz jednych z najważniejszych klubów tworzącej się polskiej piłki w dwudziestoleciu międzywojennym.
Pierwsze udokumentowane Derby Krakowa odbyły się 20 września 1908 na wspomnianych Błoniach, które aktualnie dzielą stadiony obydwu klubów i zakończyły się wynikiem 1:1. Łącznie rozegrano ponad 200 spotkań pomiędzy tymi drużynami wliczając w to spotkania ligowe, pucharów krajowych czy sparingi.
Stan na 30 czerwca 2023
| Bilans Wisły w Derbach Krakowa |            |        |         |                |                 |         |
| Mecze                          | Zwycięstwa | Remisy | Porażki | Bramki zdobyte | Bramki stracone | Różnica |
| 202                            | 91         | 47     | 64      | 324            | 248             | +76     |

### Rywalizacja zLegią Warszawa
Drugą z najważniejszych rywalizacji dla Wisły Kraków są spotkania z Legią Warszawa. Spotkania te mają podtekst nie tylko sportowy, ale również ich klimat zbudowała rywalizacja pomiędzy dwoma największymi miastami Polski oraz obecną i byłą stolicą kraju, Warszawą i Krakowem. W kwestii czysto sportowej w tej rywalizacji bierze udział dwa z najbardziej utytułowanych polskich klubów zarówno w kraju jak i występach w rozgrywkach międzynarodowych. Aktualnie oba kluby zajmują dwa najwyższe miejsca w tabeli wszech czasów ekstraklasy, będąc również drużynami z dwoma największymi liczbami sezonów w najwyższej klasie rozgrywkowej.
Stan na 30 czerwca 2023
| Bilans Wisły w spotkaniach z Legią |            |        |         |                |                 |         |
| Mecze                              | Zwycięstwa | Remisy | Porażki | Bramki zdobyte | Bramki stracone | Różnica |
| 172                                | 62         | 47     | 63      | 221            | 244             | -23     |

## Dotychczasowi trenerzy
Stan na 9 lipca 2025 roku
| Lp. | Trener                                | Kadencja  | Okres urzędowania | Okres urzędowania | Bilans | Bilans | Bilans | Bilans | Bilans | Sukcesy |
| Lp. | Trener                                | Kadencja  | Okres urzędowania | Okres urzędowania | M | W | R | P | W% | Sukcesy |
| --- | ------------------------------------- | --------- | ----------------- | ----------------- | --- | --- | --- | --- | --- | --- |
| 1.  | Imre Schlosser                        | 1         | 09.1924           | 08.1925           | 17 | 11 | 0 | 6 | 64,71% | * Mistrzostwo krakowskiej A-klasy 1924 * Mistrzostwo grupy południowej Mistrzostw Polski 1925 * Brązowy medal Mistrzostw Polski 1925 |
| po. | Henryk Reyman (jako kapitan)          | nd        | 08.1925           | 03.1929           | 70 | 53 | 4 | 13 | 75,71% | * Puchar Polski okręgu krakowskiego 1925 * Puchar Polski 1926 * Mistrzostwo Polski 1927 * Mistrzostwo Polski 1928 |
| 2.  | František Koželuh                     | 1         | 03.1929           | 12.1929           | 24 | 13 | 4 | 7 | 54,17% | * Brązowy medal Mistrzostw Polski 1929 |
| po. | Henryk Reyman (jako kapitan)          | nd        | 01.1930           | 06.1933           | 73 | 39 | 12 | 22 | 53,42% | * Wicemistrzostwo Polski 1930 * Wicemistrzostwo Polski 1931 |
| po. | Jan Kotlarczyk (jako kapitan)         | nd        | 06.1933           | 04.1934           | 14 | 8 | 4 | 2 | 57,14% | * Brązowy medal Mistrzostw Polski 1933 |
| 3.  | Vilmos Nyúl                           | 1         | 04.1934           | 11.1934           | 21 | 12 | 2 | 7 | 57,14% | * Brązowy medal Mistrzostw Polski 1934 |
| po. | Jan Kotlarczyk (jako kapitan)         | nd        | 11.1934           | 09.1936           | 34 | 17 | 5 | 12 | 50,00% | |
| po. | Józef Kotlarczyk (jako kapitan)       | nd        | 09.1936           | 1939              | 38 | 17 | 7 | 14 | 44,74% | * Wicemistrzostwo Polski 1936 * Brązowy medal Mistrzostw Polski 1938 |
| 4.  | Otto Mazal-Skvajn                     | 1         | 1939              | 1939              | 12 | 7 | 2 | 3 | 58,33% | * II miejsce na moment przerwania sezonu 1939 z powodu wybuchu II wojny światowej |
| 5.  | Jan Kotlarczyk                        | 1         | 1945              | 1946              | 29 | 22 | 2 | 5 | 75,86% | * Mistrzostwo krakowskiej A-klasy 1946 |
| 6.  | Artur Walter                          | 1         | 15.02.1947        | 21.05.1948        | 26 | 18 | 2 | 6 | 69,23% | * Wygrana grupa eliminacyjna Mistrzostw Polski 1947 * Wicemistrzostwo Polski 1947 |
| 7.  | Josef Kuchynka                        | 1         | 21.05.1948        | 01.12.1950        | 65 | 44 | 8 | 13 | 67,69% | * Wicemistrzostwo Polski 1948 * Mistrzostwo Polski 1949 * Mistrzostwo Polski 1950 |
| 8.  | Michał Matyas                         | 1         | 01.12.1950        | 31.07.1954        | 88 | 50 | 17 | 21 | 56,82% | * Wicemistrzostwo Polski 1951 * Mistrzostwo Ligi 1951 * Finał Pucharu Polski 1951 * IV miejsce Mistrzostw Polski 1952 * Brązowy medal Pucharu Zlotu Młodych Przodowników 1952 * Brązowy medal Mistrzostw Polski 1953 * Finał Pucharu Polski 1954 * Najdłużej jednorazowo pracujący trener w Wiśle (1339 dni) * Najdłużej łącznie pracujący trener w Wiśle (1597 dni) |
| 9.  | Czesław Skoraczyński Mieczysław Gracz | 1 i 1 (1) | 08.1954           | 12.1954           | 12 | 3 | 3 | 6 | 25,00% | * Finał Pucharu Polski 1954 |
| 10. | Mieczysław Gracz                      | 1         | 01.1955           | 12.1955           | 24 | 11 | 2 | 11 | 45,83% | |
| 11. | Artur Woźniak                         | 1         | 01.1956           | 12.1957           | 51 | 20 | 11 | 20 | 39,22% | |
| 12. | Josef Kuchynka                        | 2         | 01.1958           | 12.1958           | 22 | 8 | 4 | 10 | 36,36% | |
| 13. | Károly Kósa                           | 1         | 01.1959           | 25.11.1960        | 44 | 15 | 10 | 19 | 34,09% | |
| 14. | Karel Finek                           | 1         | 26.11.1960        | 21.05.1961        | 7 | 2 | 2 | 3 | 28,57% | |
| 15. | Mieczysław Gracz                      | 2         | 22.05.1961        | 31.12.1962        | 49 | 20 | 13 | 16 | 40,82% | |
| 16. | Karel Kolský                          | 1         | 01.01.1963        | 05.06.1964        | 41 | 14 | 11 | 16 | 28,57% | |
| 17. | Czesław Skoraczyński                  | 2         | 06.06.1964        | 30.06.1967        | 94 | 48 | 28 | 20 | 48,94% | * Awans do I ligi 1965 * Wicemistrzostwo Polski 1966 Puchar Polski 1967 |
| 18. | Mieczysław Gracz                      | 3         | 01.07.1967        | 28.02.1969        | 46 | 13 | 16 | 17 | 28,26% | |
| 19. | Gyula Teleki                          | 1         | 01.03.1969        | 30.11.1970        | 55 | 15 | 18 | 22 | 27,27% | |
| 20. | Michał Matyas                         | 2         | 01.12.1970        | 15.08.1971        | 15 | 5 | 4 | 6 | 33,33% | * Najdłużej łącznie pracujący trener w Wiśle (1597 dni) |
| 21. | Marian Kurdziel                       | 1         | 16.08.1971        | 19.07.1972        | 26 | 8 | 10 | 8 | 30,77% | |
| 22. | Jerzy Steckiw                         | 1         | 20.07.1972        | 20.10.1974        | 69 | 28 | 21 | 20 | 40,58% | |
| 23. | Henryk Stroniarz                      | 1         | 21.10.1974        | 07.1975           | 22 | 9 | 7 | 6 | 40,91% | |
| 24. | Aleksander Brożyniak                  | 1         | 07.1975           | 06.1977           | 68 | 27 | 19 | 22 | 39,71% | * Brązowy medal Mistrzostw Polski 1976 |
| 25. | Orest Lenczyk                         | 1         | 06.1977           | 06.1979           | 74 | 29 | 24 | 21 | 39,19% | * Mistrzostwo Polski 1978 * Finał Pucharu Polski 1979 * 1/4 finału Pucharu Europy Mistrzów Klubowych 1979 |
| 26. | Lucjan Franczak                       | 1         | 06.1979           | 09.1981           | 74 | 32 | 16 | 26 | 43,24% | * Wicemistrzostwo Polski 1980 * Trener z największą liczbą poprowadzonych oficjalnych spotkań Wisły (158 spotkań) |
| 27. | Wiesław Lendzion                      | 1         | 09.1981           | 06.1982           | 24 | 9 | 7 | 8 | 37,50% | |
| 28. | Roman Durniok                         | 1         | 06.1982           | 06.1983           | 33 | 14 | 7 | 12 | 42,42% | |
| 29. | Edmund Zientara                       | 1         | 06.1983           | 09.1984           | 45 | 14 | 14 | 17 | 31,11% | * Finał Pucharu Polski 1984 |
| 30. | Orest Lenczyk                         | 2         | 09.1984           | 06.1985           | 23 | 8 | 5 | 10 | 34,78% | |
| 31. | Stanisław Chemicz                     | 1         | 06.1985           | 06.07.1985        | 4 | 1 | 1 | 2 | 25,00% | |
| 32. | Lucjan Franczak                       | 2         | 06.07.1985        | 06.1986           | 31 | 17 | 5 | 9 | 54,84% | * Trener z największą liczbą poprowadzonych oficjalnych spotkań (158 spotkań) |
| 33. | Stanisław Cygan                       | 1         | 06.1986           | 06.1987           | 38 | 19 | 7 | 12 | 50,00% | |
| 34. | Aleksander Brożyniak                  | 2         | 06.1987           | 06.1989           | 61 | 23 | 16 | 22 | 37,70% | * Awans do I ligi 1988 |
| 35. | Stanisław Chemicz                     | 2         | 06.1989           | 06.07.1989        | 4 | 2 | 0 | 2 | 50,00% | |
| 36. | Adam Musiał                           | 1         | 06.07.1989        | 04.10.1989        | 11 | 23 | 16 | 22 | 27,27% | |
| 37. | Bogusław Hajdas                       | 1         | 04.10.1989        | 31.12.1989        | 6 | 4 | 0 | 2 | 66,66% | |
| 38. | Adam Musiał                           | 2         | 29.03.1990        | 03.1992           | 66 | 21 | 33 | 12 | 31,81% | * Brązowy medal Mistrzostw Polski 1991 |
| 39. | Kazimierz Kmiecik                     | 1         | 04.1992           | 06.1992           | 15 | 4 | 5 | 6 | 26,66% | * Najczęściej prowadzący Wisłę trener (6 razy) |
| 40. | Karol Pecze                           | 1         | 06.1992           | 06.1993           | 36 | 13 | 10 | 13 | 36,11 | |
| 41. | Marek Kusto                           | 1         | 06.1993           | 24.04.1994        | 25 | 4 | 10 | 11 | 16,00% | |
| 42. | Orest Lenczyk                         | 3         | 24.04.1994        | 30.06.1994        | 10 | 2 | 3 | 5 | 20,00% | |
| 43. | Marek Kusto                           | 2         | 01.07.1994        | 08.1994           | 5 | 2 | 2 | 1 | 40,00% | |
| 44. | Lucjan Franczak                       | 3         | 08.1994           | 10.04.1996        | 53 | 28 | 15 | 10 | 52,83% | * Trener z największą liczbą poprowadzonych oficjalnych spotkań Wisły (158 spotkań) |
| 45. | Kazimierz Kmiecik                     | 2         | 10.04.1996        | 26.04.1996        | 3 | 2 | 0 | 1 | 66,66% | * Najczęściej prowadzący Wisłę trener (6 razy) |
| 46. | Henryk Apostel                        | 1         | 27.04.1996        | 12.1996           | 33 | 20 | 5 | 8 | 60,61% | * Awans do I ligi 1996 |
| 47. | Kazimierz Kmiecik                     | 3         | 01.1997           | 04.1997           | 4 | 0 | 2 | 2 | 0,00% | * Najczęściej prowadzący Wisłę trener (6 razy) |
| 48. | Wojciech Łazarek                      | 1         | 04.1997           | 05.1998           | 41 | 17 | 10 | 14 | 41,46% | |
| 49. | Jerzy Kowalik                         | 1         | 05.1998           | 29.06.1998        | 6 | 5 | 0 | 1 | 83,33% | * Brązowy medal Mistrzostw Polski 1998 |
| 50. | Franciszek Smuda                      | 1         | 29.06.1998        | 13.09.1999        | 50 | 35 | 9 | 6 | 70,00% | * Mistrzostwo Polski 1999 |
| 51. | Jerzy Kowalik                         | 2         | 13.09.1999        | 10.1999           | 5 | 1 | 2 | 2 | 20,00% | |
| 52. | Marek Kusto                           | 3         | 10.1999           | 14.02.2000        | 5 | 2 | 2 | 1 | 40,00% | |
| 53. | Wojciech Łazarek                      | 2         | 14.02.2000        | 19.03.2000        | 5 | 2 | 2 | 1 | 40,00% | |
| 54. | Adam Nawałka                          | 1         | 19.03.2000        | 30.06.2000        | 17 | 10 | 3 | 4 | 58,82% | * Wicemistrzostwo Polski 2000 * Finał Pucharu Polski 2000 |
| 55. | Orest Lenczyk                         | 4         | 01.07.2000        | 06.04.2001        | 31 | 17 | 7 | 7 | 54,84% | |
| 56. | Adam Nawałka                          | 2         | 06.04.2001        | 22.06.2001        | 14 | 8 | 2 | 4 | 57,14% | * Mistrzostwo Polski 2001 * Puchar Ligi Polskiej 2001 |
| 57. | Franciszek Smuda                      | 2         | 26.06.2001        | 15.03.2002        | 35 | 23 | 3 | 9 | 65,71% | * Superpuchar Polski 2001 |
| 58. | Henryk Kasperczak                     | 1         | 16.03.2002        | 14.12.2004        | 126 | 89 | 19 | 18 | 70,63% | * Wicemistrzostwo Polski 2002 * Puchar Polski 2002 * Finał Puchar Ligi Polskiej 2002 * Mistrzostwo Polski 2003 * Puchar Polski 2003 * 1/8 finału Pucharu UEFA 2003 * Mistrzostwo Polski 2004 |
| 59. | Verner Lička                          | 1         | 14.12.2004        | 29.06.2005        | 19 | 11 | 5 | 3 | 57,89% | * Mistrzostwo Polski 2005 |
| 60. | Jerzy Engel                           | 1         | 30.06.2005        | 24.10.2005        | 16 | 9 | 3 | 4 | 56,25% | |
| 61. | Tomasz Kulawik                        | 1         | 24.10.2005        | 07.12.2005        | 9 | 3 | 4 | 2 | 33,33% | |
| 62. | Dan Petrescu                          | 1         | 01.01.2006        | 18.09.2006        | 23 | 14 | 6 | 3 | 60,87% | * Wicemistrzostwo Polski 2006 |
| po. | Kazimierz Moskal                      | nd        | 18.09.2006        | 20.09.2006        | Brak poprowadzonych oficjalnych spotkań. Prowadził jednakże drużynę 19 września w meczu z okazji 100-lecia klubu z Sevillą FC. | Brak poprowadzonych oficjalnych spotkań. Prowadził jednakże drużynę 19 września w meczu z okazji 100-lecia klubu z Sevillą FC. | Brak poprowadzonych oficjalnych spotkań. Prowadził jednakże drużynę 19 września w meczu z okazji 100-lecia klubu z Sevillą FC. | Brak poprowadzonych oficjalnych spotkań. Prowadził jednakże drużynę 19 września w meczu z okazji 100-lecia klubu z Sevillą FC. | Brak poprowadzonych oficjalnych spotkań. Prowadził jednakże drużynę 19 września w meczu z okazji 100-lecia klubu z Sevillą FC. | Brak poprowadzonych oficjalnych spotkań. Prowadził jednakże drużynę 19 września w meczu z okazji 100-lecia klubu z Sevillą FC. |
| 63. | Dragomir Okuka                        | 1         | 20.09.2006        | 18.12.2006        | 18 | 8 | 4 | 6 | 44,44% | |
| 64. | Adam Nawałka                          | 3         | 19.12.2006        | 16.04.2007        | 9 | 3 | 5 | 1 | 33,33% | |
| 65. | Kazimierz Moskal                      | 1         | 16.04.2007        | 12.06.2007        | 13 | 4 | 5 | 4 | 30,77% | |
| 66. | Maciej Skorża                         | 1         | 13.06.2007        | 15.03.2010        | 119 | 71 | 27 | 21 | 59,66% | * Mistrzostwo Polski 2008 * Finał Puchar Polski 2008 * Mistrzostwo Polski 2009 |
| 67. | Henryk Kasperczak                     | 2         | 15.03.2010        | 06.08.2010        | 16 | 8 | 4 | 4 | 50,00% | * Wicemistrzostwo Polski 2010 |
| 68. | Tomasz Kulawik                        | 2         | 06.08.2010        | 23.08.2010        | 3 | 2 | 0 | 1 | 33,33% | |
| 69. | Robert Maaskant                       | 1         | 23.08.2010        | 07.11.2011        | 56 | 31 | 9 | 16 | 55,36% | * Mistrzostwo Polski 2011 |
| 70. | Kazimierz Moskal                      | 2         | 07.11.2011        | 01.03.2012        | 10 | 4 | 3 | 3 | 40,00% | * 1/16 finału Ligi Europy 2012 |
| 71. | Michał Probierz                       | 1         | 01.03.2012        | 02.10.2012        | 23 | 11 | 4 | 8 | 47,83% | |
| 72. | Tomasz Kulawik                        | 3         | 03.10.2012        | 11.06.2013        | 28 | 10 | 7 | 11 | 35,71% | |
| 73. | Franciszek Smuda                      | 3         | 11.06.2013        | 09.03.2015        | 63 | 24 | 17 | 22 | 38,10% | |
| 74. | Kazimierz Moskal                      | 3         | 10.03.2015        | 30.11.2015        | 31 | 8 | 15 | 8 | 25,81% | |
| 75. | Marcin Broniszewski                   | 1         | 30.11.2015        | 22.12.2015        | 4 | 0 | 0 | 4 | 0,00% | |
| 76. | Tadeusz Pawłowski                     | 1         | 01.01.2016        | 29.02.2016        | 3 | 0 | 1 | 2 | 0,00% | |
| 77. | Marcin Broniszewski                   | 2         | 29.02.2016        | 12.03.2016        | 2 | 0 | 2 | 0 | 0,00% | |
| 78. | Dariusz Wdowczyk                      | 1         | 12.03.2016        | 10.11.2016        | 29 | 13 | 8 | 8 | 44,83% | |
| 79. | Kazimierz Kmiecik Radosław Sobolewski | 4 i 1 (1) | 11.11.2016        | 05.01.2017        | 6 | 2 | 1 | 3 | 33,33% | * Najczęściej prowadzący Wisłę trener (6 razy) (Kmiecik) |
| 80. | Kiko Ramírez                          | 1         | 05.01.2017        | 10.12.2017        | 37 | 16 | 5 | 16 | 43,24% | |
| 81. | Kazimierz Kmiecik Radosław Sobolewski | 5 i 2 (2) | 10.12.2017        | 31.12.2017        | 2 | 1 | 0 | 1 | 50,00% | * Najczęściej prowadzący Wisłę trener (6 razy) (Kmiecik) |
| 82. | Joan Carrillo                         | 1         | 01.01.2018        | 12.06.2018        | 16 | 6 | 6 | 4 | 37,50% | |
| 83. | Maciej Stolarczyk                     | 1         | 18.06.2018        | 14.11.2019        | 54 | 17 | 10 | 27 | 31,48% | |
| 84. | Artur Skowronek                       | 1         | 14.11.2019        | 28.11.2020        | 34 | 12 | 8 | 14 | 35,29% | |
| 85. | Peter Hyballa                         | 1         | 02.12.2020        | 14.05.2021        | 17 | 5 | 5 | 7 | 29,41% | |
| 86. | Kazimierz Kmiecik                     | 6         | 14.05.2021        | 07.06.2021        | 1 | 1 | 0 | 0 | 100,00% | * Najczęściej prowadzący Wisłę trener (6 razy) |
| 87. | Adrián Guľa                           | 1         | 07.06.2021        | 13.02.2022        | 24 | 9 | 3 | 12 | 37,50% | |
| 88. | Jerzy Brzęczek                        | 1         | 14.02.2022        | 03.10.2022        | 27 | 7 | 10 | 10 | 25,93% | |
| 89. | Radosław Sobolewski                   | 3         | 03.10.2022        | 02.12.2023        | 44 | 23 | 11 | 10 | 52,27% | |
| 90. | Mariusz Jop                           | 1         | 03.12.2023        | 29.12.2023        | 3 | 3 | 0 | 0 | 100,00% | |
| 91. | Albert Rudé                           | 1         | 29.12.2023        | 31.05.2024        | 18 | 8 | 4 | 6 | 44,44% | |
| 92. | Kazimierz Moskal                      | 4         | 04.06.2024        | 23.09.2024        | 15 | 5 | 3 | 7 | 33,33% | |
| 93. | Mariusz Jop                           | 2         | 24.09.2024        | urzęduje          | 31 | 18 | 5 | 8 | 33,33% | |

Źródła:,
- Jako mecze oficjalne wliczane do tabeli uznano mecze: Ekstraklasy, I ligi, Pucharu Polski, Pucharu Ligi Polskiej, Superpucharu Polski, Nieligowych rozgrywek o Mistrzostwo Polski oraz ich okręgowych eliminacji, rozgrywek międzynarodowych pod jurysdykcją UEFA.
- Jako sukces w rozgrywkach międzynarodowych uznano dotarcie przez drużynę do rundy rozgrywanej we wiosennej części rozgrywek.

## Dotychczasowi prezesi
| Lp.                                                       | Imię i nazwisko           | Od         | Do         |
| --------------------------------------------------------- | ------------------------- | ---------- | ---------- |
| 1.                                                        | Tadeusz Łopuszański       | 1906       | 26.08.1910 |
| 2.                                                        | Włodzimierz Ustyanowicz   | 27.08.1910 | 28.07.1911 |
| 3.                                                        | Dr. Antoni Beaupré        | 28.07.1911 | 1912       |
| 4.                                                        | Antoni Januszewski        | 1912       | 1913       |
| 5.                                                        | Marian Orzelski           | 1913       | 15.05.1914 |
| 6.                                                        | Dr. Bolesław Komorowski   | 15.05.1914 | 08.1914    |
| Zawieszenie działalności klubu z powodu I wojny światowej |                           |            |            |
| 7.                                                        | Dr. Bolesław Komorowski   | 11.04.1919 | 24.09.1919 |
| 8.                                                        | Kpt. Józef Szkolnikowski  | 24.09.1919 | 27.11.1921 |
| 9.                                                        | Wilhelm Śliwiński         | 27.11.1921 | 1922       |
| 10.                                                       | Dr. Kazimierz Szczepański | 1922       | 02.12.1922 |
| 11.                                                       | Aleksander Dembiński      | 02.12.1922 | 01.11.1925 |
| 12.                                                       | Zygmunt Bieżeński         | 01.11.1925 | 15.02.1933 |
| 13.                                                       | Dr. Tadeusz Orzelski      | 15.02.1933 | 06.02.1949 |
| 14.                                                       | Teodor Duda               | 06.02.1949 | 23.02.1950 |
| 15.                                                       | Grzegorz Łanin            | 23.02.1950 | 07.11.1953 |
| 16.                                                       | Tadeusz Kozłowski         | 07.11.1953 | 31.01.1957 |
| 17.                                                       | Stanisław Żmudziński      | 01.02.1957 | 31.12.1965 |
| 18.                                                       | Mieczysław Nowak          | 07.02.1966 | 09.04.1970 |
| 19.                                                       | Jan Jaskółka              | 09.04.1970 | 1971       |
| 20.                                                       | Stanisław Wałach          | 1971       | 31.08.1974 |
| 21.                                                       | Zbigniew Jabłoński        | 07.09.1974 | 29.10.1981 |
| 22.                                                       | Adam Trzybiński           | 29.10.1981 | 26.04.1985 |
| 23.                                                       | Jerzy Gruba               | 26.04.1985 | 12.02.1990 |

| Lp. | Imię i nazwisko            | Od         | Do         |
| --- | -------------------------- | ---------- | ---------- |
| 24. | Andrzej Czopek             | 12.02.1990 | 16.07.1990 |
| 25. | Ludwik Miętta-Mikołajewicz | 16.07.1990 | 06.2000    |
| 26. | Bogdan Basałaj             | 06.2000    | 01.03.2004 |
| 27. | Tadeusz Czerwiński         | 01.03.2004 | 25.11.2004 |
| 28. | Janusz Basałaj             | 25.11.2004 | 29.06.2005 |
| 29. | Zdzisław Kapka             | 30.06.2005 | 01.11.2005 |
| 30. | Ludwik Miętta-Mikołajewicz | 02.11.2005 | 21.12.2006 |
| 31. | Mariusz Heler              | 27.12.2006 | 20.06.2007 |
| 32. | Marek Wilczek              | 20.06.2007 | 08.02.2010 |
| 33. | Ireneusz Reszczyński       | 08.02.2010 | 07.06.2010 |
| 34. | Bogdan Basałaj             | 07.06.2010 | 13.03.2012 |
| 35. | Ryszard Pilch              | 13.03.2012 | 05.02.2013 |
| 36. | Jacek Bednarz              | 05.02.2013 | 25.08.2014 |
| 37. | Ludwik Miętta-Mikołajewicz | 01.09.2014 | 31.12.2014 |
| 38. | Robert Gaszyński           | 05.01.2015 | 21.12.2015 |
| 39. | Piotr Dunin-Suligostowski  | 21.12.2015 | 24.06.2016 |
| 40. | Marzena Sarapata           | 26.08.2016 | 22.12.2018 |
| 41. | Adam Pietrowski            | 22.12.2018 | 04.01.2019 |
| 42. | Rafał Wisłocki             | 04.01.2019 | 02.07.2019 |
| 43. | Piotr Obidziński           | 03.07.2019 | 20.04.2020 |
| 44. | Dawid Błaszczykowski       | 20.04.2020 | 31.07.2022 |
| 45. | Władysław Nowak            | 01.08.2022 | 23.11.2022 |
| 46. | Jarosław Królewski         | 23.11.2022 | obecnie    |

Źródło

## Dotychczasowi właściciele
| Lp.                                                       | Imię i nazwisko/Nazwa spółki                | Od         | Do         |
| --------------------------------------------------------- | ------------------------------------------- | ---------- | ---------- |
| 1.                                                        | Klub/Towarzystwo Sportowe Wisła Kraków      | 1906       | 1914       |
| Zawieszenie działalności klubu z powodu I wojny światowej |                                             |            |            |
| 2.                                                        | Towarzystwo Sportowe Wisła Kraków           | 1918       | 06.02.1949 |
| 3.                                                        | Zrzeszenie Sportowe Gwardia                 | 06.02.1949 | 1990       |
| 4.                                                        | Towarzystwo Sportowe Wisła Kraków           | 1990       | 23.12.1997 |
| 5.                                                        | Tele-Fonika Kable                           | 23.12.1997 | 29.07.2016 |
| 6.                                                        | Jakub Meresiński                            | 29.07.2016 | 18.08.2016 |
| 6.                                                        | Marek Citko                                 | 29.07.2016 | 18.08.2016 |
| 7.                                                        | Jakub Meresińki                             | 18.08.2016 | 22.08.2016 |
| 8.                                                        | Towarzystwo Sportowe Wisła Kraków           | 22.08.2016 | 22.12.2018 |
| 9.                                                        | Alelega Luxembourg S.à r.l. (60,00%)        | 22.12.2018 | 02.01.2019 |
| 9.                                                        | Noble Capital Partners Ltd. (40,00%)        | 22.12.2018 | 02.01.2019 |
| 10.                                                       | Towarzystwo Sportowe Wisła Kraków           | 02.01.2019 | 06.02.2019 |
| 11.                                                       | Towarzystwo Sportowe Wisła Kraków (94,885%) | 06.02.2019 | 13.06.2019 |
| 11.                                                       | Właściciele zakupionych akcji (5,115%)      | 06.02.2019 | 13.06.2019 |
| 12.                                                       | Towarzystwo Sportowe Wisła Kraków (90,72%)  | 13.06.2019 | 20.04.2020 |
| 12.                                                       | Właściciele zakupionych akcji (9,28%)       | 13.06.2019 | 20.04.2020 |
| 13.                                                       | Jakub Błaszczykowski (30,24%)               | 20.04.2020 | 21.12.2021 |
| 13.                                                       | Jarosław Królewski (30,24%)                 | 20.04.2020 | 21.12.2021 |
| 13.                                                       | Tomasz Jażdżyński (30,24%)                  | 20.04.2020 | 21.12.2021 |
| 13.                                                       | Właściciele zakupionych akcji (9,28%)       | 20.04.2020 | 21.12.2021 |
| 14.                                                       | Jakub Błaszczykowski (26,84%)               | 21.12.2021 | 20.12.2022 |
| 14.                                                       | Jarosław Królewski (26,84%)                 | 21.12.2021 | 20.12.2022 |
| 14.                                                       | Tomasz Jażdżyński (26,84%)                  | 21.12.2021 | 20.12.2022 |
| 14.                                                       | Władysław Nowak (3,75%)                     | 21.12.2021 | 20.12.2022 |
| 14.                                                       | Adam Adamczyk (3,75%)                       | 21.12.2021 | 20.12.2022 |
| 14.                                                       | Adam Łanoszka (3,75%)                       | 21.12.2021 | 20.12.2022 |
| 14.                                                       | Właściciele zakupionych akcji (8,23%)       | 21.12.2021 | 20.12.2022 |
| 15.                                                       | Jarosław Królewski (53,68%)                 | 20.12.2022 | 07.12.2023 |
| 15.                                                       | Jakub Błaszczykowski (26,84%)               | 20.12.2022 | 07.12.2023 |
| 15.                                                       | Władysław Nowak (3,75%)                     | 20.12.2022 | 07.12.2023 |
| 15.                                                       | Adam Adamczyk (3,75%)                       | 20.12.2022 | 07.12.2023 |
| 15.                                                       | Adam Łanoszka (3,75%)                       | 20.12.2022 | 07.12.2023 |
| 15.                                                       | Właściciele zakupionych akcji (8,23%)       | 20.12.2022 | 07.12.2023 |
| 16.                                                       | Jarosław Królewski (53,69%)                 | 07.12.2023 | obecnie    |
| 16.                                                       | Jakub Błaszczykowski (15,30%)               | 07.12.2023 | obecnie    |
| 16.                                                       | Adam Łanoszka (15,29%)                      | 07.12.2023 | obecnie    |
| 16.                                                       | Władysław Nowak (3,75%)                     | 07.12.2023 | obecnie    |
| 16.                                                       | Adam Adamczyk (3,75%)                       | 07.12.2023 | obecnie    |
| 16.                                                       | Właściciele zakupionych akcji (8,22%)       | 07.12.2023 | obecnie    |

Źródło